# Fréjus
Pour les articles homonymes, voir Fréjus (homonymie).
Vous pouvez aider à l'améliorer ou bien discuter des problèmes sur sa page de discussion.
- Il ne cite pas suffisamment ses sources. Vous pouvez indiquer les passages à sourcer avec {{référence nécessaire}} ou {{Référence souhaitée}}, et inclure les références utiles en les liant aux notes de bas de page. (Marqué depuis mai 2025)
- Son texte doit être wikifié : il ne correspond pas à la mise en forme Wikipédia (style, typographie, liens internes, liens entre les wikis, etc.). (Marqué depuis mai 2025)

- Archive Wikiwix
- Bing
- Cairn
- DuckDuckGo
- E. Universalis
- Gallica
- Google
- G. Books
- G. News
- G. Scholar
- Persée
- Qwant
- (zh) Baidu
- (ru) Yandex
- (wd) trouver des œuvres sur Wikidata

Fréjus (prononcé [fʁeʒys] ) est une commune française située dans le département du Var, en région Provence-Alpes-Côte d'Azur.
Située sur une rive de la mer Méditerranée, à l’embouchure de l’Argens et du Reyran, c’est le chef-lieu du canton de Fréjus, le siège associé du diocèse, une station balnéaire et touristique de la Côte d'Azur, une ville d'art et d'histoire et la cofondatrice de l’« Association des villes et métiers d’art ».
À l’origine nommée Forum Julii, la place publique de Jules (sous-entendu César), ville romaine fondée en 49 av. J.-C. pour s’opposer à la toute-puissance de Massilia, puis colonie voulue par Auguste en 27 av. J.-C. sous le nom de Colonia Octavanorum pour accueillir les vétérans de la Legio VIII Augusta. Équipée sous Tibère, elle décline jusqu’au IVe siècle, date de la constitution de l’évêché. Cité d’accueil du triomphe de Charles Quint en 1536, pôle agricole varois depuis le Moyen Âge, ville de garnison depuis le XVIe siècle, base aéronavale de départ de Roland Garros en 1913, frappée en 1959 par le cataclysme du barrage de Malpasset, Fréjus est avec la commune de Saint-Raphaël, le pôle économique, culturel et touristique de l'Est du Var et le site de la plus grande concentration française de vestiges antiques après Arles.
Ses habitants sont appelés les Fréjusiens ou Forojuliens.
Au 1er janvier 2022, Fréjus est la 3e ville du Var avec une population de 58 499 habitants, au cœur de l'Estérel Côte d'Azur Agglomération, 2e du département avec 118 468 habitants.

## Géographie

### Localisation

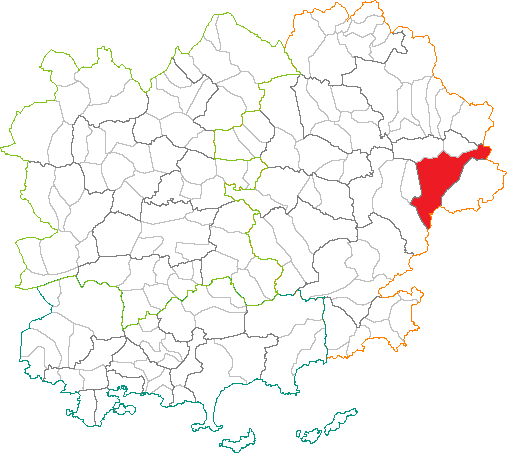
Localisation de Fréjus dans le Var.

Fréjus est située à l’extrémité est du département du Var, dans la plaine alluviale commune à l’Argens et au Reyran, entre le massif des Maures à l’ouest et celui de l’Esterel. Elle cerne d’ouest en est le golfe de Fréjus sur la mer Méditerranée. La commune s’inscrit dans un croissant orienté du sud-ouest au nord-est autour du golfe et de Saint-Raphaël, qui entrerait dans un rectangle de 17 et 12 km de côté.
Avec une surface de plus de cent kilomètres carrés, c’est la plus grande ville de l’est-varois. Le territoire est inégalement occupé, le site historique de Fréjus est au centre, fortement urbanisé, la plaine de l’Argens, marécageuse et occupée par des cultures la sépare de la station balnéaire de Saint-Aygulf au sud-ouest, le massif de l'Esterel la sépare des villages de Saint-Jean-de-l’Esterel et Saint-Jean-de-Cannes au nord-est. De plus, sur les 10 520 ha que comporte le territoire, 5 771 sont des espaces naturels non agricoles, soit plus de 54 %, en grande partie la forêt de l'Esterel.
| Type d’occupation           | Pourcentage | Superficie (en hectares) |
| --------------------------- | ----------- | ------------------------ |
| Espace urbain construit     | 35,96 %     | 3 783,00                 |
| Espace urbain non construit | 9,18 %      | 966,00                   |
| Espace rural                | 54,86 %     | 5 771,00                 |

Comparativement, les espaces construits ne représentent que 36 % du territoire avec 3 783 ha. L’Institut national de l'information géographique et forestière donne les coordonnées géographiques 43° 26' 02" N et 6° 44' 10" E au point central de son territoire. Elle est en totalité incluse dans l’espace urbain Nice-Côte-d'Azur, dans le Territoire Var Esterel du conseil départemental du Var. Elle se trouve au centre de son aire urbaine qui regroupe Fréjus, Saint-Raphaël et Puget-sur-Argens.

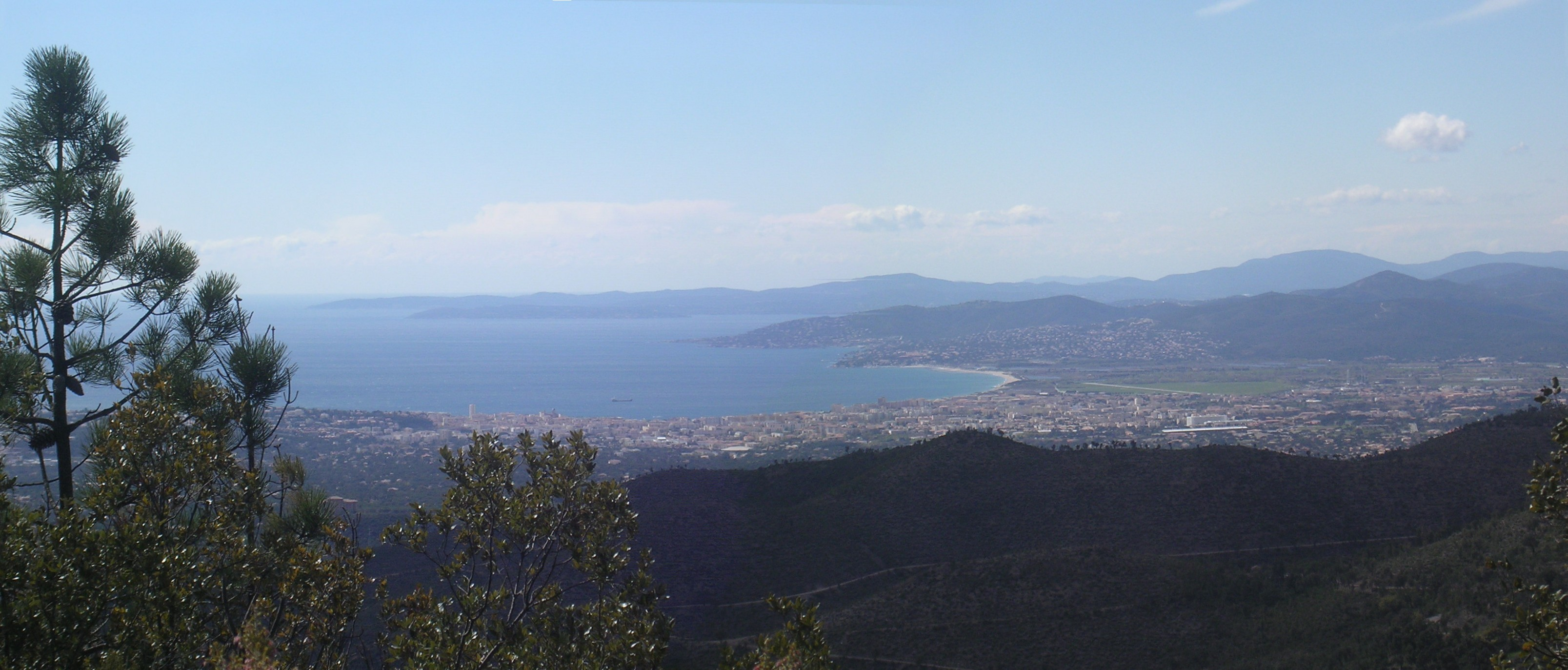
Vue du golfe et de l’agglomération depuis l’Esterel.

Fréjus est située à 691 km au sud-est de Paris-Notre-Dame, point zéro des routes de France.

#### Communes limitrophes
Au sud et au sud-est, Fréjus est baignée par son golfe dans la mer Méditerranée. Au sud-ouest de la station de Saint-Aygulf se trouve le quartier des Issambres dépendant de Roquebrune-sur-Argens. À l’ouest se trouve le village de Roquebrune-sur-Argens, toujours à l’ouest et au nord-ouest la commune est limitrophe du Puget-sur-Argens, au nord du quartier militaire de Caïs se trouve Bagnols-en-Forêt et la communauté de communes du Pays de Fayence. À l’est de Fréjus se trouve Saint-Raphaël, du littoral jusque dans les hauteurs de l’Esterel. Toujours dans l’Esterel, les hameaux de Saint-Jean-de-l’Esterel et Saint-Jean-de-Cannes sont séparés par la route nationale 7 des Adrets-de-l’Esterel au nord-est et de Mandelieu-la-Napoule à l’est.
| Bagnols-en-Forêt      | Les Adrets-de-l'Estérel / Tanneron | Mandelieu-la-Napoule              |
| Puget-sur-Argens      | Fréjus                             | Saint-Raphaël                     |
| Roquebrune-sur-Argens | Mer Méditerranée, Golfe de Fréjus  | Mer Méditerranée, Golfe de Fréjus |

### Géologie et relief

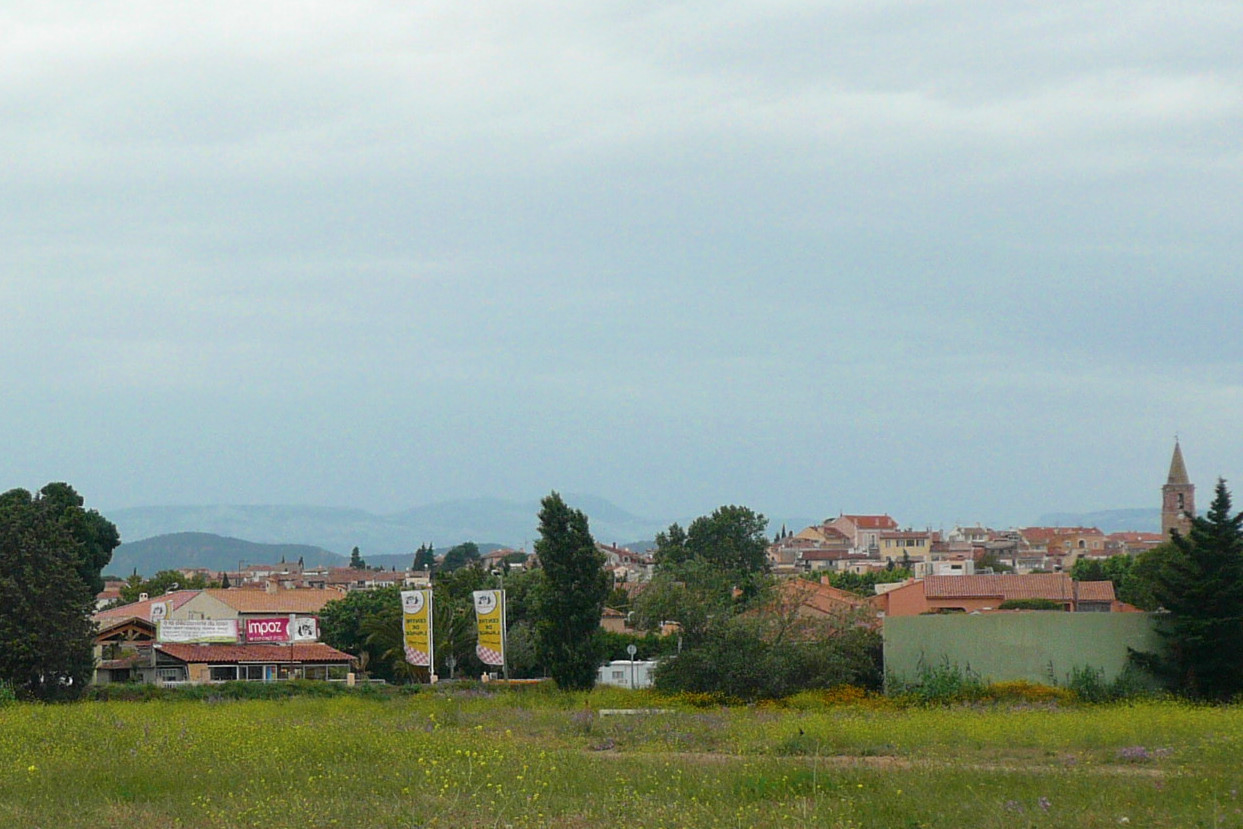
Le vieux village et l’Esterel en arrière-plan.

À l’inverse des communes voisines de Saint-Raphaël et Roquebrune-sur-Argens, le littoral de Fréjus est plat et constitué d’une plage de sable blond presque continue sur une longueur de six kilomètres entre Saint-Aygulf et Saint-Raphaël.
Le mont Vinaigre à 618 mètres est le point culminant de la commune, suivi par le sommet du Marsaou à 548 mètres. Le site historique de la ville est construit sur un petit promontoire nommé la butte Saint-Antoine dans la plaine du Reyran.

### Hydrographie et eaux souterraines
Le fleuve Argens traverse la commune du nord-ouest au sud, où il se jette dans la mer. La plaine au sud de la ville est formée par le lit majeur de l'Argens : il s'agit d'une vaste plaine inondable dans laquelle le fleuve, au fil des siècles, s'est déplacé à diverses reprises. Les étangs de Villepey et celui des Esclamandes sont pour partie les vestiges d'anciens tracés du lit. L'ancienne base aérienne, devenue « base-nature » a été construite sur certains de ces anciens méandres, et le port moderne de Fréjus se trouve au débouché d'un ancien parcours du fleuve. Cette plaine inondable est aujourd’hui occupée par de nombreuses installations, notamment des terrains de camping.
À l'amont immédiat de la commune, le débit de l'Argens est mesuré à la station de Roquebrune-sur-Argens. Le plus grand débit instantané connu y a été de 1 150 m3/s lors de la crue du 6 novembre 2011.
La commune est parcourue par plusieurs autres cours d'eau :
- le Reyran du nord au sud ;
- le Pédégal qui la sépare à l'est de Saint-Raphaël ;
- le Gonfaron dans le quartier Le Cocq ;
- le Valescure dans le quartier du même nom, situé le long du cours d'eau ;
- le Gargalon au nord[9] ;
- la Vernède, le Compassis[10], la Grande[11] et la Petite Garonne[12], à l'ouest de la ville.

Le Reyran est le plus puissant des cours d'eau de la commune, après l'Argens. Il a longtemps été un affluent de celui-ci, et il en est le principal dans la commune. Depuis l'artificialisation totale de son lit, il partage avec le fleuve un petit estuaire commun. Après la catastrophe de Malpasset, le cours aval du Reyran a en effet subi de lourds travaux d'aménagement : création d'un lit mineur artificiel (gabarit uniforme, fond et berges en béton), construction de deux digues latérales au plus près de lit mineur, protégées par un glacis bétonné côté cours d'eau. Ces aménagements ont eu pour effet de supprimer totalement la mobilité naturelle du cours d'eau, ainsi que le cortège végétal des berges, et d'empêcher les débordements lors des crues. Cette situation a favorisé le développement de l'urbanisation le long de la rivière, dans des zones désormais soumises à un risque de rupture éventuelle des digues.
Le débit moyen du Reyran est mesuré par une station hydrométrique gérée par l’État. Cette station a été créée en 1970 et est couplée à un pluviomètre. Le module du cours d'eau est de 0,595 m3/s. Son débit moyen minimal annuel sur trois jours (VCN3) est de 0,003 m3/s. Son plus fort débit instantané pour la crue biennale est de 52 m3/s et de 140 m3/s pour la crue cinquantennale. Le plus fort débit instantané de crue est de 237 m3/s pour la crue du 3 octobre 2015.
Des rigoles ont été aménagées entre l'Argens et le Reyran pour irriguer les cultures. De nombreux torrents éphémères dévalent les pentes de l’Esterel pour alimenter le Reyran.
Ruisseaux :
Un ruisseau parcourt approximativement le tracé de l'ancien canal du port antique et se jette dans la mer à Fréjus-Plage. Un autre encadre la base nature et se jette dans le Reyran.
- Ruisseau de Suveret,
- Ruisseau de Valbonnette,
- Ruisseau du Gabre de Gourin,
- Ruisseau du Perthus.

Plusieurs plans d’eau sont répartis sur le territoire :
- les étangs de Villepey[15] à l'ouest de l'Argens qui occupent deux cent cinquante hectares protégés, au nord ;
- l'étang des Esclamandes[16] au sud de l'estuaire actuel de l'Argens, et dont il était l'estuaire au XIXe siècle ;
- le lac de l'Avellan de sept hectares et demi, réservoir pour la lutte contre les feux de forêt (PENA) ;
- le lac du barrage de Saint-Esprit[17] dans le quartier de la Tour de Mare ;
- le lac Aurélien dans le parc de la villa ;
- le réservoir du Gargalon constitue également une réserve d'eau intercommunale[18],[19] ;
- deux petits étangs dans la zone humide qui s'étend entre la base-nature et la plage[20].

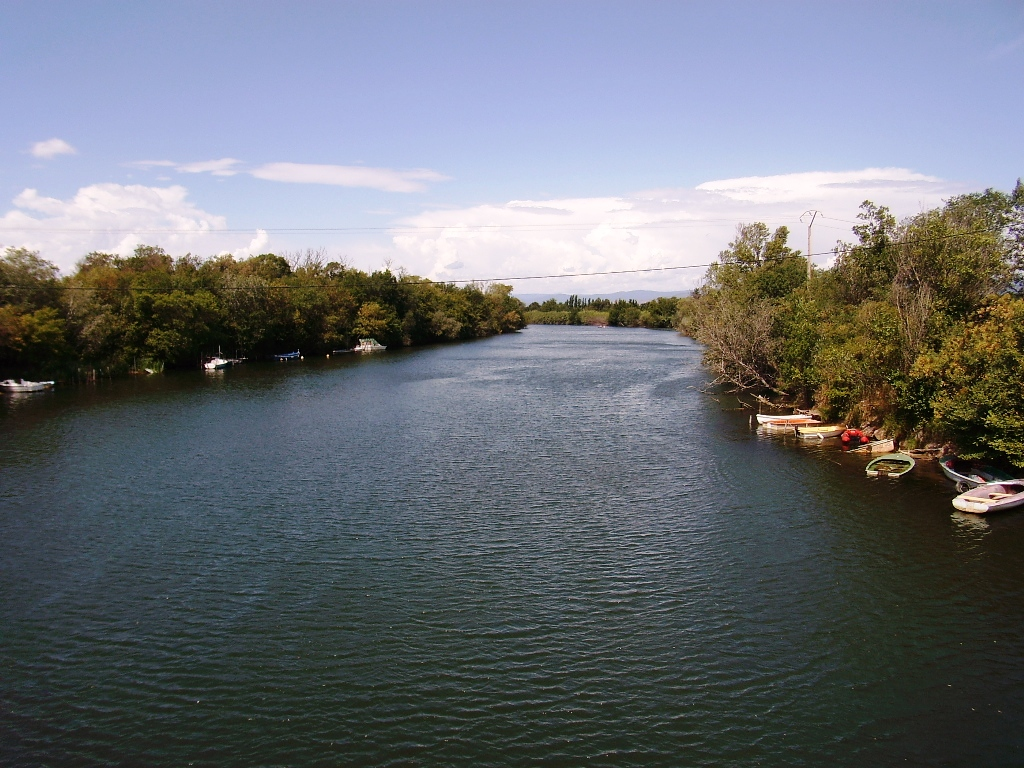
L’Argens à Saint-Aygulf.
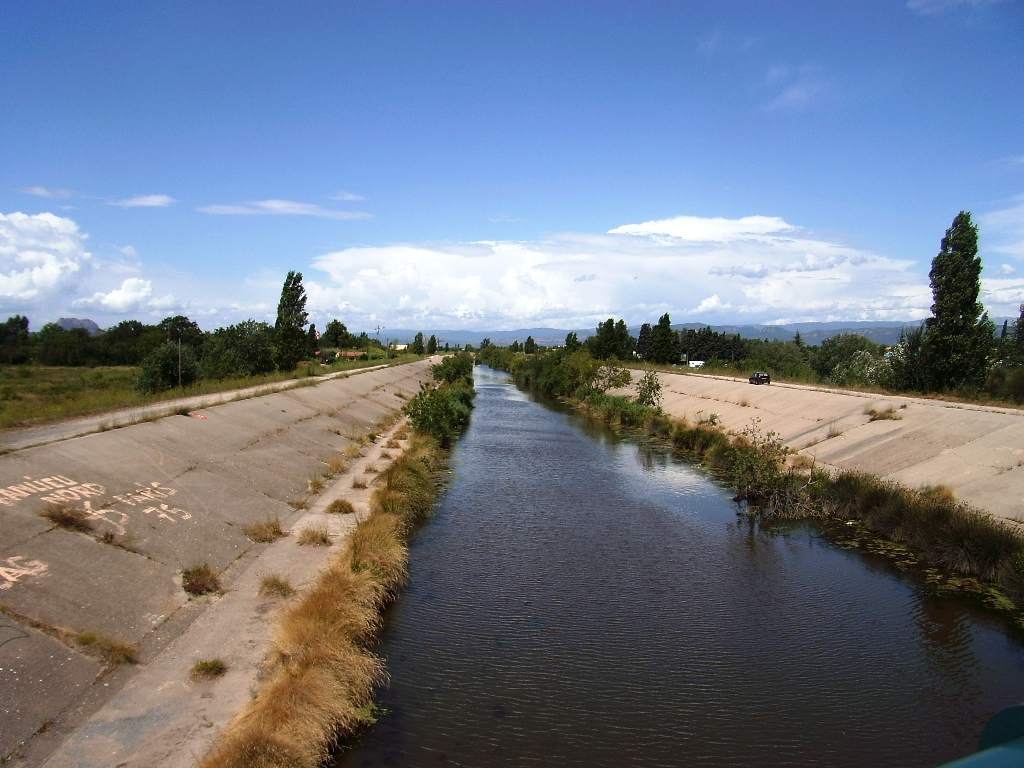
Le Reyran à Fréjus.
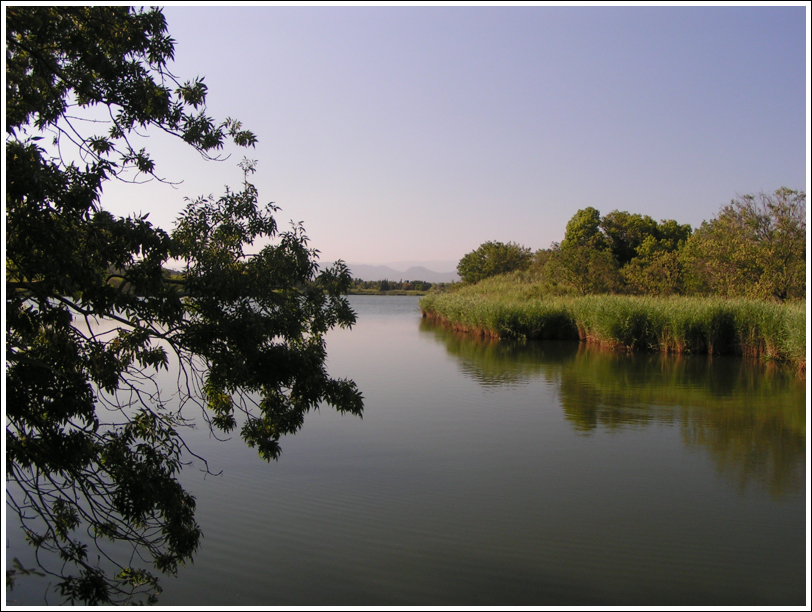
Étangs de Villepey.

### Climat
Pour des articles plus généraux, voir Climat de Provence-Alpes-Côte d'Azur et Climat du Var.
En 2010, le climat de la commune est de type climat méditerranéen franc, selon une étude du Centre national de la recherche scientifique s'appuyant sur une série de données couvrant la période 1971-2000. En 2020, Météo-France publie une typologie des climats de la France métropolitaine dans laquelle la commune est exposée à un climat méditerranéen et est dans la région climatique Var, Alpes-Maritimes, caractérisée par une pluviométrie abondante en automne et en hiver (250 à 300 mm en automne), un très bon ensoleillement en été (fraction d’insolation > 75 %), un hiver doux (8 °C) et peu de brouillards.
Pour la période 1971-2000, la température annuelle moyenne est de 15,7 °C, avec une amplitude thermique annuelle de 14,7 °C. Le cumul annuel moyen de précipitations est de 820 mm, avec 6,5 jours de précipitations en janvier et 1,6 jours en juillet. Pour la période 1991-2020, la température moyenne annuelle observée par la station météorologique installée dans la commune est de 15,7 °C et le cumul annuel moyen de précipitations est de 785,6 mm. 
La température maximale relevée sur cette station est de 42,5 °C, atteinte le 29 juillet 1983 ; la température minimale est de −12 °C, atteinte le 12 février 1956,,.
| Mois                                  | jan.          | fév.           | mars            | avril           | mai            | juin           | jui.            | août            | sep.           | oct.            | nov.            | déc.            | année     |
| ------------------------------------- | ------------- | -------------- | --------------- | --------------- | -------------- | -------------- | --------------- | --------------- | -------------- | --------------- | --------------- | --------------- | --------- |
| Température minimale moyenne (°C)     | 4             | 3,8            | 6,1             | 8,6             | 12,5           | 16,2           | 18,6            | 18,7            | 15,4           | 12,2            | 8               | 4,9             | 10,8      |
| Température moyenne (°C)              | 8,6           | 8,9            | 11,2            | 13,6            | 17,4           | 21,2           | 23,8            | 24              | 20,5           | 16,9            | 12,5            | 9,3             | 15,7      |
| Température maximale moyenne (°C)     | 13,3          | 14             | 16,3            | 18,6            | 22,4           | 26,3           | 29,1            | 29,3            | 25,6           | 21,5            | 16,9            | 13,7            | 20,6      |
| Record de froid (°C) date du record   | −9 09.01.1985 | −12 12.02.1956 | −8,6 07.03.1971 | −1,8 02.04.1967 | 1,1 06.05.1979 | 5,5 19.06.1923 | 7,5 11.07.1919  | 7,7 20.08.1968  | 4,5 28.09.1972 | 0,1 31.10.1974  | −3,3 20.11.1977 | −7 17.12.1920   | −12 1956  |
| Record de chaleur (°C) date du record | 22,8 19.01.07 | 26,4 03.02.20  | 27,3 22.03.02   | 28,3 24.04.1970 | 32,7 27.05.22  | 37,7 20.06.03  | 42,5 29.07.1983 | 41,5 17.08.1932 | 35,4 21.09.18  | 35,9 09.10.1935 | 26,6 06.11.13   | 23,2 04.12.1961 | 42,5 1983 |
| Précipitations (mm)                   | 69,8          | 51,6           | 49,6            | 70,2            | 43,9           | 31,8           | 15,6            | 27,2            | 81             | 115,5           | 132,5           | 96,9            | 785,6     |

| Diagramme climatique                                  |           |             |             |              |              |              |              |            |               |            |             |
| J                                                     | F         | M           | A           | M            | J            | J            | A            | S          | O             | N          | D           |
| 13,3469,8                                             | 143,851,6 | 16,36,149,6 | 18,68,670,2 | 22,412,543,9 | 26,316,231,8 | 29,118,615,6 | 29,318,727,2 | 25,615,481 | 21,512,2115,5 | 16,98132,5 | 13,74,996,9 |
| Moyennes : • Temp. maxi et mini °C • Précipitation mm |           |             |             |              |              |              |              |            |               |            |             |

Les paramètres climatiques de la commune ont été estimés pour le milieu du siècle (2041-2070) selon différents scénarios d'émission de gaz à effet de serre à partir des nouvelles projections climatiques de référence DRIAS-2020. Ils sont consultables sur un site dédié publié par Météo-France en novembre 2022.

## Urbanisme

### Typologie
Au 1er janvier 2024, Fréjus est catégorisée grand centre urbain, selon la nouvelle grille communale de densité à sept niveaux définie par l'Insee en 2022.
Elle appartient à l'unité urbaine de Fréjus, une agglomération intra-départementale regroupant trois communes, dont elle est ville-centre,,. Par ailleurs la commune fait partie de l'aire d'attraction de Fréjus, dont elle est la commune-centre,. Cette aire, qui regroupe 6 communes, est catégorisée dans les aires de 50 000 à moins de 200 000 habitants,.
La commune, bordée par la mer Méditerranée, est également une commune littorale au sens de la loi du 3 janvier 1986, dite loi littoral. Des dispositions spécifiques d’urbanisme s’y appliquent dès lors afin de préserver les espaces naturels, les sites, les paysages et l’équilibre écologique du littoral, tel le principe d'inconstructibilité, en dehors des espaces urbanisés, sur la bande littorale des 100 mètres, ou plus si le plan local d'urbanisme le prévoit.

### Occupation des sols
L'occupation des sols simplifiée de la commune en 2018, telle qu'elle ressort de la base de données européenne d’occupation biophysique des sols Corine Land Cover (CLC), est la suivante : forêts et milieux semi-naturels (55,5 %), territoires artificialisés (25,8 %), territoires agricoles (17,7 %), surfaces en eau (1,0 %).
Le tableau ci-dessous présente l'occupation des sols détaillée de la commune en 2018, telle qu'elle ressort de cette même base.

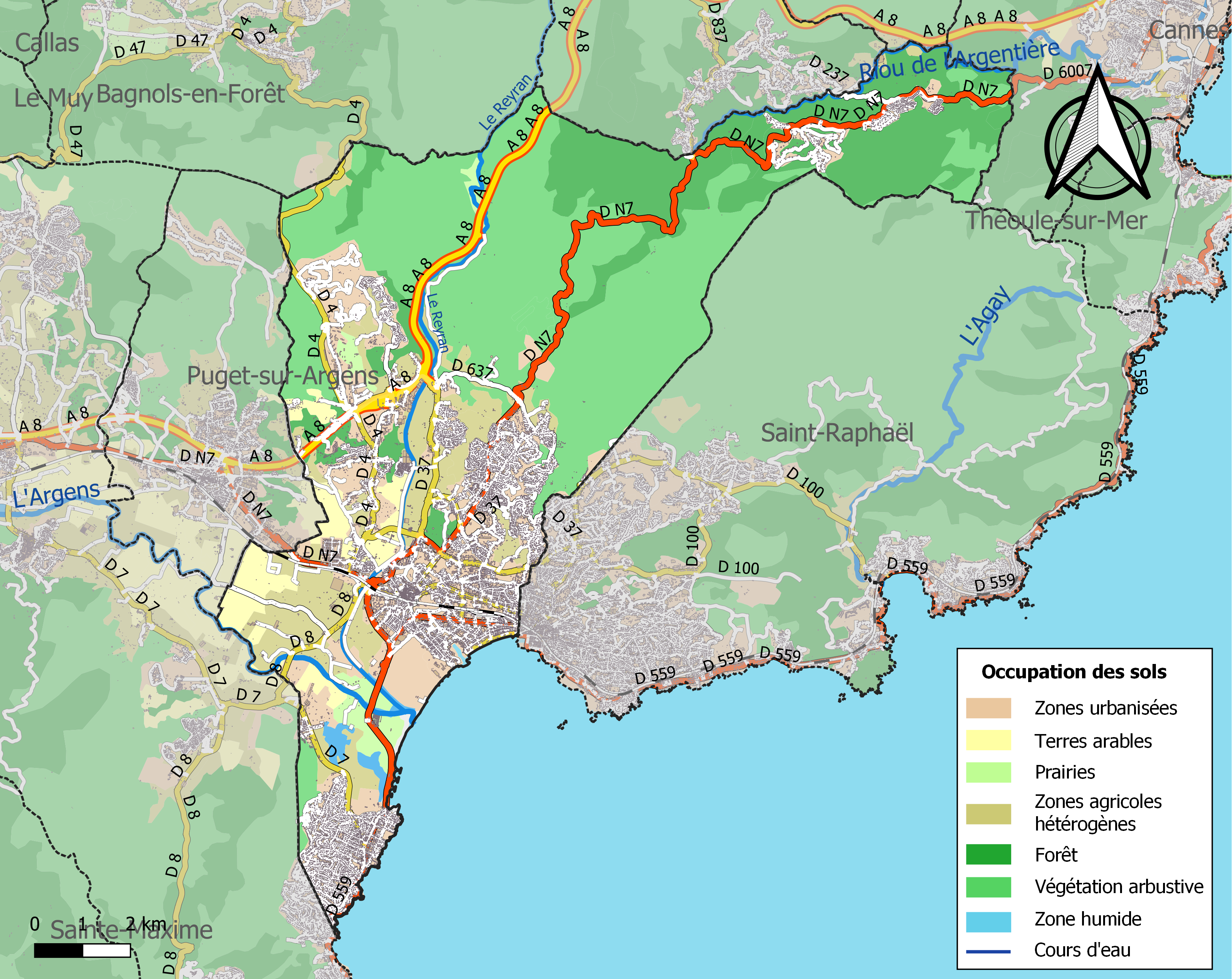
Carte des infrastructures et de l'occupation des sols de la commune en 2018 (CLC).

| Type d’occupation                                                                   | Pourcentage | Superficie (en hectares) |
| ----------------------------------------------------------------------------------- | ----------- | ------------------------ |
| Tissu urbain continu                                                                | 0,6 %       | 60                       |
| Tissu urbain discontinu                                                             | 16,6 %      | 1743                     |
| Zones industrielles ou commerciales et installations publiques                      | 2,7 %       | 276                      |
| Aéroports                                                                           | 1,1 %       | 114                      |
| Extraction de matériaux                                                             | 0,4 %       | 38                       |
| Décharges                                                                           | 0,05 %      | 5                        |
| Espaces verts urbains                                                               | 0,2 %       | 25                       |
| Équipements sportifs et de loisirs                                                  | 4,3 %       | 450                      |
| Terres arables hors périmètres d'irrigation                                         | 2,5 %       | 261                      |
| Vignobles                                                                           | 1,6 %       | 165                      |
| Prairies et autres surfaces toujours en herbe                                       | 2,2 %       | 229                      |
| Systèmes culturaux et parcellaires complexes                                        | 9,1 %       | 956                      |
| Surfaces essentiellement agricoles interrompues par des espaces naturels importants | 2,4 %       | 251                      |
| Forêts de feuillus                                                                  | 1,3 %       | 132                      |
| Forêts de conifères                                                                 | 3,8 %       | 404                      |
| Forêts mélangées                                                                    | 13,8 %      | 1453                     |
| Végétation sclérophylle                                                             | 35,3 %      | 3706                     |
| Forêt et végétation arbustive en mutation                                           | 1,0 %       | 110                      |
| Plages, dunes et sable                                                              | 0,2 %       | 25                       |
| Plans d'eau                                                                         | 0,8 %       | 85                       |
| Mers et océans                                                                      | 0,2 %       | 17                       |
| Source : Corine Land Cover                                                          |             |                          |

### Lieux-dits, écarts et quartiers
Fréjus comporte plusieurs quartiers : le centre ancien, Gallieni, Valescure, La Magdeleine, la Tour de Mare, le Capitou, Sainte-Brigitte, les grands ensembles de Villeneuve, de l’Agachon, de la Gabelle et la de Provence, Port-Fréjus et Fréjus-Plage.
S’ajoutent le quartier militaire Le Cocq avec les lotissements de Caïs, Vernèdes, Colombier et Montourey, et trois villages éloignés.
La station balnéaire de Saint-Aygulf se trouve au sud-ouest de Fréjus.
Fréjus comprend deux quartiers prioritaires de la politique de la ville : La Gabelle à l'est et L'Agachon à l'ouest, avec 2 600 et 1 600 habitants respectivement environ en 2020.

### Logement
En 2020, le nombre total de logements dans la commune était de 44 830, alors qu'il était de 41 503 en 2014 et de 38 736 en 2009.
Parmi ces logements, 59,6 % étaient des résidences principales, 37 % des résidences secondaires et 3,3 % des logements vacants. Ces logements étaient pour 25,4 % d'entre eux des maisons individuelles et pour 70,3 % des appartements.
Le tableau ci-dessous présente la typologie des logements à Fréjus en 2020 en comparaison avec celle du Var et de la France entière. Une caractéristique marquante du parc de logements est ainsi une proportion de résidences secondaires et logements occasionnels (37 %) supérieure à celle du département (24,9 %) et à celle de la France entière (9,7 %). Concernant le statut d'occupation des résidences principales, 54,7 % des habitants de la commune sont propriétaires de leur logement (57,6 % en 2014), contre 58,3 % pour le Var et 57,5 pour la France entière.
| Typologie                                               | Fréjus | Var  | France entière |
| ------------------------------------------------------- | ------ | ---- | -------------- |
| Résidences principales (en %)                           | 59,6   | 69,1 | 82,1           |
| Résidences secondaires et logements occasionnels (en %) | 37     | 24,9 | 9,7            |
| Logements vacants (en %)                                | 3,3    | 6    | 8,2            |

### Voies de communications et transports

#### Voies routières
Le territoire de Fréjus est traversé au nord par l’autoroute A8, au sud par l’ancienne nationale 98 qui parcourt tout le littoral entre La Valette-du-Var et Roquebrune-Cap-Martin, au centre par l’ancienne nationale 7 qui entre en centre-ville, venant du Puget-sur-Argens en direction des Adrets-de-l’Esterel en empruntant le chemin de l’ancienne voie romaine Via Julia Augusta. L’axe routier composé des départementales D559 (ancienne nationale 98), DN7 (ancienne nationale 7), D100 et D37 forme maintenant une rocade pour l’agglomération de Fréjus - Saint-Raphaël, la D98 étant la pénétrante qui relie les deux centres-villes.

#### Pistes cyclables et voies vertes
Véloroute et Eurovélo :
- V65 du Schéma national des véloroutes et voies vertes[35] qui reliera à terme Les Saintes-Maries-de-la-Mer à Nice[36],[37].
- Les voies vertes dans le Var : Voie Verte Saint Aygulf - Fréjus[38].

#### Transports en commun

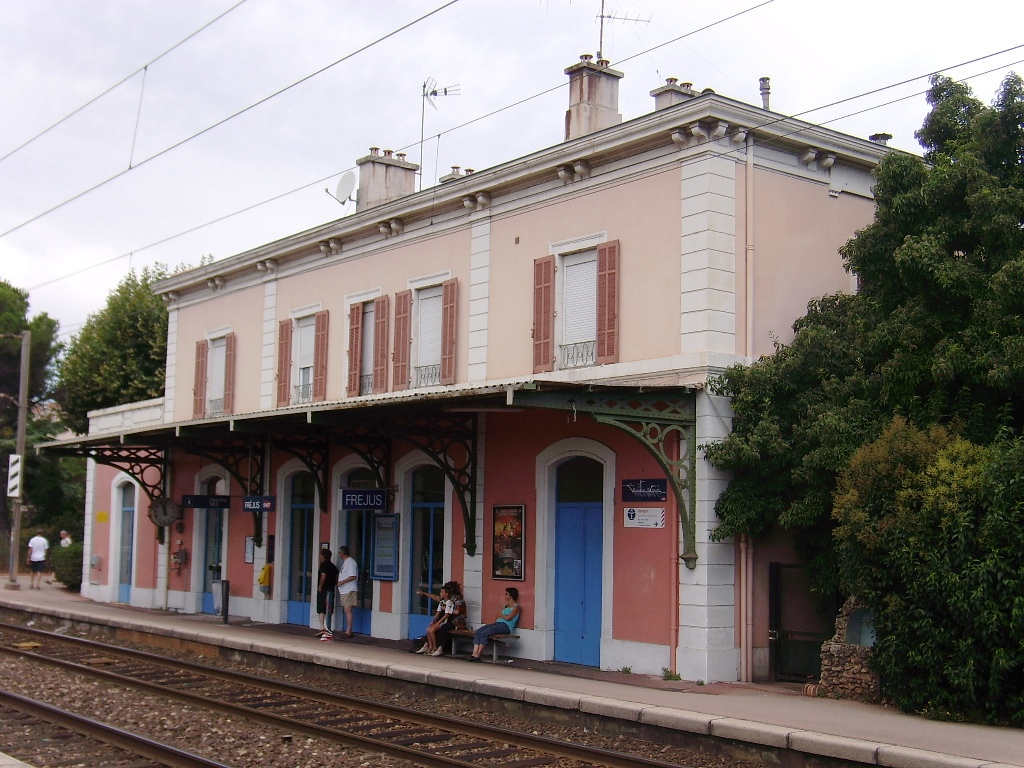
La gare de Fréjus.

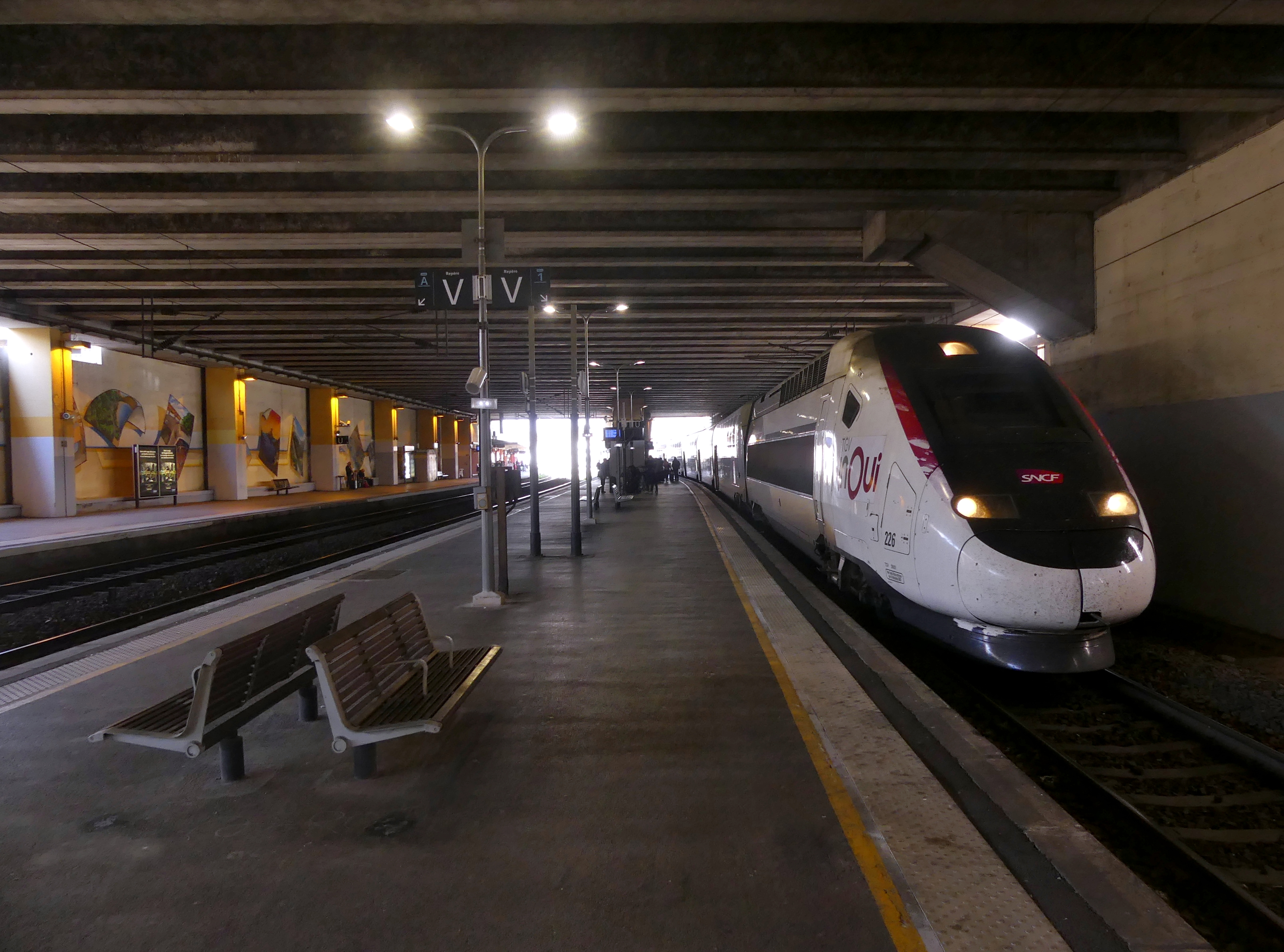
TGV Bruxelles-Nice en gare de Saint-Raphaël.

- Transport en Provence-Alpes-Côte d'Azur

Commune desservie par le réseau régional de transports en commun Zou ! (ex Varlib). Les collectivités territoriales ont en effet mis en œuvre un « service de transports à la demande » (TAD).
En autobus, la gare routière en bas du parking du Clos de la Tour est desservie par la ligne 20 du réseau LER PACA, les lignes 2601, 2602, 3601, 3602, 3603, 7601 et 7702 du réseau départemental Varlib, les cars CPF groupe Beltrame ligne 3003 à destination de l’aéroport de Nice-Côte d'Azur et les lignes 1, 2, 3, 4, 9, 11, 13, 14, 15, 16, A, B, C et CAPITOU du réseau intercommunal Esterel Côte d'Azur LeBus exploité par Estérel Cars et Rafael bus (Delli-Zotti).

#### Lignes SNCF
En train, la gare de Fréjus (SNCF) est située sur la ligne de Marseille-Saint-Charles à Vintimille (frontière), desservie par les lignes 03 et 06 du TER Provence-Alpes-Côte d'Azur. La gare de Fréjus - Saint-Raphaël-auto-couchettes en provenance de Paris-Austerlitz et Paris-Bercy permet encore le transport conjoint des automobiles et des passagers. La gare de Saint-Raphaël-Valescure permet l’accès aux réseaux TGV, iDTGV et Intercités.

#### Transports aériens
En avion, l’aéroport de Cannes - Mandelieu est situé à vingt-deux kilomètres, l’aéroport de Nice-Côte d'Azur à quarante-six kilomètres, l’aéroport de Toulon-Hyères à soixante et un kilomètres et l'aéroport du Golfe de Saint-Tropez - La Môle à trente-trois kilomètres.

#### Ports
- Ports en Provence-Alpes-Côte d'Azur :
  - Port Lympia (port de Nice), à 68 km.
  - Port Hercule (Port de Monaco), à 88 km.
  - Rade de Toulon, à 91 km.

En bateau, le service de navettes Bateaux de Saint-Raphaël relie Port-Fréjus, Saint-Aygulf et Saint-Raphaël. Au départ de Port-Fréjus, des vedettes permettent de rallier Saint-Tropez et Cannes.

### Risques majeurs

#### Sismicité
Il existe trois zones de sismicité dans le Var : la zone 0 à risque négligeable (c’est le cas de bon nombre de communes du littoral varois, ainsi que d’une partie des communes du centre Var). Le risque de tsunami, lié à un séisme en mer, reste modérée selon le Bureau de recherches géologiques et minières (amplitude des vagues pouvant dépasser 1,50 m) ; la zone 1a à risque très faible (concerne essentiellement les communes comprises dans une bande allant de la montagne Sainte-Victoire, au massif de l'Esterel) ; la zone 1b à risque faible (ce risque le plus élevé du département, qui n’est pas le plus haut de l’évaluation nationale, concerne vingt-et-une communes du Nord du département). La commune de Fréjus, est en zone sismique de très faible risque « 1a ».

## Toponymie
Le nom de la commune tire ses origines du nom de la colonie romaine Forum Julii, pouvant se traduire par place (publique) de Jules, devenue Forum Julium au IIe siècle, transformé en Foro Julii depuis la table de Peutinger et apparaissant sous le nom Frejurio en 1024, la commune trouve son nom actuel à partir de 1416. Avant 1801, le nom s’écrivait Frejus sans accent aigu. La commune est parfois donnée pour être la capitale du Fréjurès. Le nom de la commune s’écrit Frejús en provençal selon la norme classique et Freju(s) selon la norme mistralienne (prononcé [fʁɛjy]). Concernant le nom des habitants dans la langue régionale, ils s'appelaient les Frejulencs en provençal selon la norme classique et les Frejulen selon la norme mistralienne.
Le lieu-dit Malpasset tirerait son nom de l’époque où il était risqué de traverser ce passage à travers l’Esterel en diligence à cause des nombreux brigands présents dans les collines.

## Histoire
L’origine de l’occupation de Fréjus remonte peut-être au peuple celto-ligure qui occupait plus loin vers l'est le port naturel d’Ægytna. Des vestiges d’un mur de défense sont encore visibles sur le mont Auriasque et au Bonnet de Capelan. À cette époque, le paysage était différent, la mer Méditerranée s’avançait deux cents mètres plus avant dans les terres, la butte de Fréjus en était séparée par des marais, qui se prolongeaient jusqu’au confluent du Reyran et de l’Argens.

### L’Antiquité

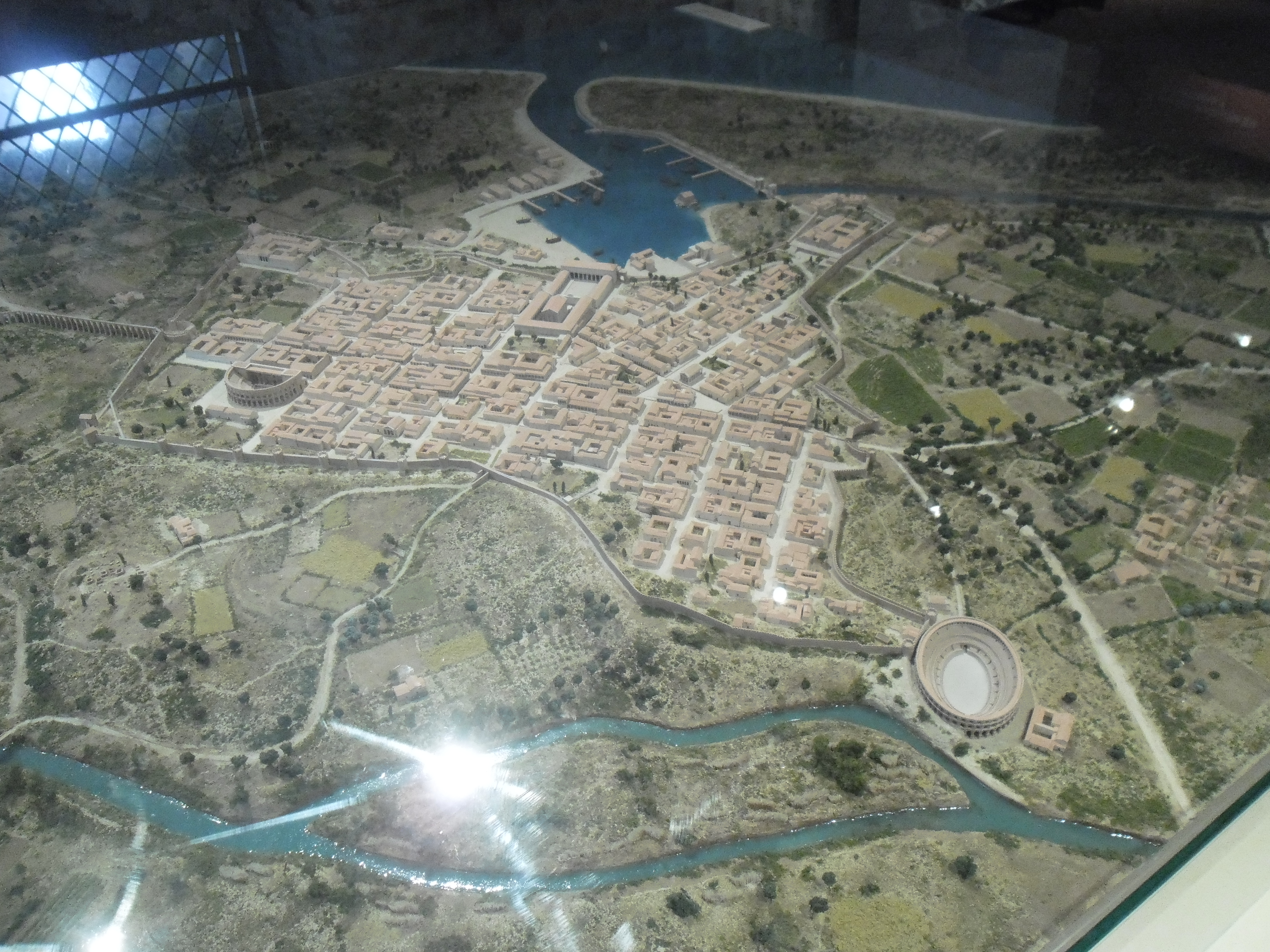
Plan-relief de Forum Julii (Fréjus).

Le site de Fréjus présentait de nombreux avantages : la vaste butte protégeait des inondations du Reyran, et de possible attaques ennemies ; l’eau était facilement accessible ; la mer Méditerranée à proximité et le nœud de voies de communication formé par la Via Julia Augusta de l’Italie au Rhône, la Via Domitia qui descendait de Segustero et la route des Maures en faisait un carrefour important. De plus, si les Phocéens étaient présents à Agathon et Athénopolis, ils n’occupaient pas la vallée de l’Argens. S’il ne reste que peu de traces de l'occupation des Oxybiens dans la région, vaincus par les Romains en 154 av. J.-C., l'endroit devait être habité puisque le poète Cornelius Gallus naquit à Fréjus en 67 av. J.-C..
Voulue par Jules César pour supplanter Massalia, la fondation (ou l'agrandissement d'une zone habitée existante ?) de Forum Julii eut lieu à une date incertaine. La ville existait au moins en 43 av. J.-C. puisqu’elle apparaît dans la correspondance entre Plancus et Cicéron. La date de 49 av. J.-C. est retenue, en lien avec le siège de Marseille.
C’est à Forum Julii qu’Octave rapatria les galères prises à Marc Antoine lors de la bataille d'Actium en 31 av. J.-C..
Entre 29 et 27 av. J.-C., Forum Julii devint colonie sous le nom de Colonia Octavanorum et reçut dès lors les vétérans de la VIIIe légion. Elle se transforma alors en un marché important d’écoulement de productions artisanales et agricoles. Elle fut dotée d’une enceinte de prestige, longue de trois kilomètres sept cents mètres qui protégeait une petite superficie de trente-cinq hectares.

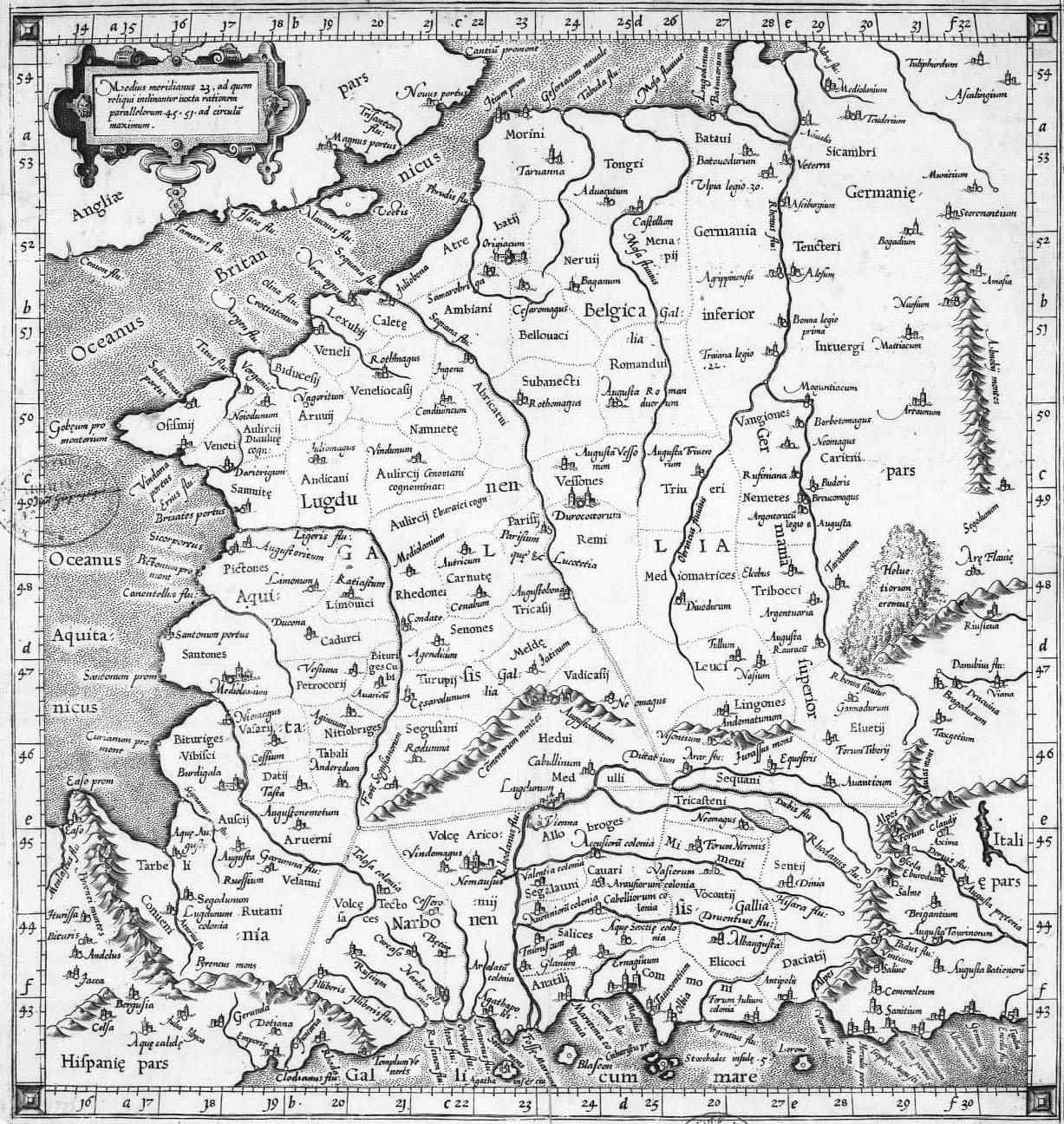
Carte de 1578 présentant la Gaule romaine et les limites de villes. Forum Julium Colonia y apparaît.

Sous le règne d’Auguste, la ville devint alors Forum Iulii Octavanorum colonia, quae Pacensis appellatur et Classica, chef-lieu de la nouvelle province proconsulaire de Gaule narbonnaise en 22 av. J.-C. À partir de cette époque, elle commença son développement ; son port était la seule base navale de la flotte militaire romaine de Gaule et le second après celui d’Ostie. Plus tard, sous le règne de Tibère, furent construits tous les grands équipements dont subsistent aujourd’hui les vestiges : l’amphithéâtre, l’aqueduc, le phare, les thermes, le théâtre.
Le territoire de la cité, la civitas forojuliensis, s’étendait alors de Cabasse à l’ouest, à Fayence et Mons au nord d’où partait l’aqueduc, jusqu’à la Siagne à l’est qui la séparait d’Antipolis. Elle disposait d’une curie et accueillait six mille habitants. L’agriculture était développée avec des villae rusticae à Villepey ou Saint-Raphaël, des exploitations minières de grès vert et porphyre bleu et la pêche en viviers lui assuraient une économie florissante.
En l’an 40, Cnaeus Julius Agricola nait à Forum Julii. Son gendre, l’historien Tacite, fit le récit de sa vie. Il y évoque brièvement au début Forum Julii comme une « ancienne et illustre colonie ». La ville fut aussi citée plusieurs fois dans les écrits de Strabon et Pline l'Ancien.
Le IVe siècle vit la constitution de l’évêché de Fréjus, le deuxième de France après celui de Lyon, l’édification de la première église est attestée en 374 avec l’élection de l’évêque Acceptus. En 400 saint Léonce lui succéda, qui en tant que vicaire apostolique régnait sur une grande partie de la Provence.

### Le Moyen Âge

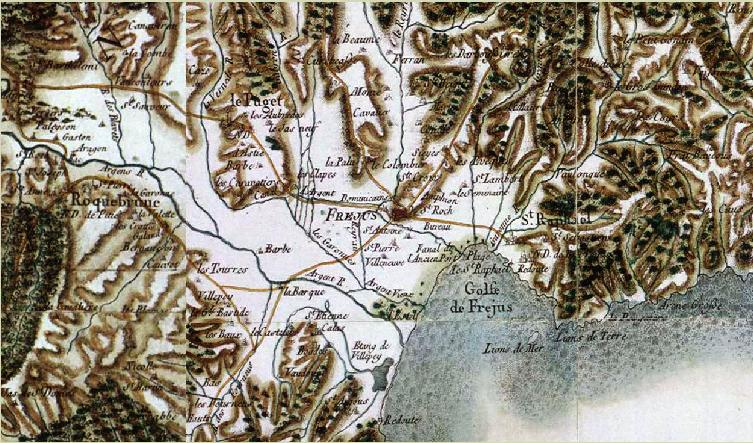
Carte de « Fréjus » selon Cassini.

Malgré la constitution de l’évêché, l’ensablement du port entraîna le déclin de Frejus. En 572, les Lombards, qui ont envahi l'Italie (568), pénètrent en Gaule et ravagent la cité, suivis en 574 par leurs alliés saxons. En 896, les Sarrasins firent des incursions jusqu’à Apt. Le roi Raoul confirma en 924 les possessions de l’abbaye Saint-Martin d'Autun à Fréjus, Vaison-la-Romaine et en pays du Viennois. À la fin du IXe siècle, la ville était totalement détruite, les habitants avaient fui dans l’arrière-pays et les Sarrasins s’installèrent à Fraxinetum. Cette situation dura jusqu’en 973 où ils furent vaincus par Guillaume Ier de Provence sur terre et les Byzantins sur mer. En 990, pour récupérer ses biens, l’évêque Riculf, dit aussi Riculfe, abbé de Montmajour, obtint du comte de Provence la possession de la cité et du port de Frejus. Il fit bâtir la cathédrale Saint-Léonce et fortifier la ville.
En 1138, le port de Frejus offrit l’abri aux marins génois qui avaient l’habitude d’y venir pour une foire. En 1235, le bailliage de Frejus fut institué, il s’étendait de Gonfaron à Cotignac et d’Artignosc-sur-Verdon à la frontière italienne d’alors. Mais sous le règne de Charles Ier de Sicile il fut réduit et le siège transféré à Draguignan. Quatre foires se tenaient à Frejus, le quatrième dimanche après Pâques, le 10 août, le 21 septembre et le 29 septembre. En 1299, Jacques Duèze, issu de la famille Duèze de Cahors est nommé évêque de Frejus, puis élu pape en 1316 sous le nom de Jean XXII. En 1347, la Peste noire ravagea la Provence et donc Frejus.
En 1471, la ville comptait deux cent soixante-six maisons habitées. Une nouvelle invasion de pirates barbaresques, en 1475, vint à nouveau ruiner les efforts de reconstruction. Puis en 1482, alors que la ville était de nouveau menacée par la peste, François de Paule intervint et protégea par un miracle la cité. Dès lors, il devint le saint patron de la commune. C’est aussi à partir de cette date que la mainmise du roi de France sur la Provence et l’installation du parlement à Aix fit perdre à Frejus une grande partie de son indépendance et des droits seigneuriaux des évêques.

### De la Renaissance à l’Empire
Au début du XVIe siècle, Frejus était un site important de production et commerce du blé. La vigne, la pêche, l’élevage de moutons et la poterie représentaient les autres richesses de l’économie communale. Cette relative richesse permit à Fréjus de croître démographiquement, malgré les invasions de 1524 et 1536, la guerre de religion de 1561 à 1563, la commune comptait ainsi plus de six mille habitants vers 1580. Elle fut aussi l’objet de convoitises et querelles entre les évêques et les rois de France. En 1526 et 1565, les évêques perdirent peu à peu leurs privilèges au profit de la communauté.
C’est en 1536, au cours d’une des guerres qui ont opposé pendant vingt-cinq ans le roi de France François Ier et l’empereur romain germanique et roi d’Espagne Charles Quint, que ce dernier organisa son entrée triomphale dans Fréjus, la rebaptisant « Charleville » et l’érigeant en duché. Il y revint en 1537 lors de la signature de la paix de Nice pour ravitailler ses galères. Au cours du règne d’Henri II la ville devint une amirauté.

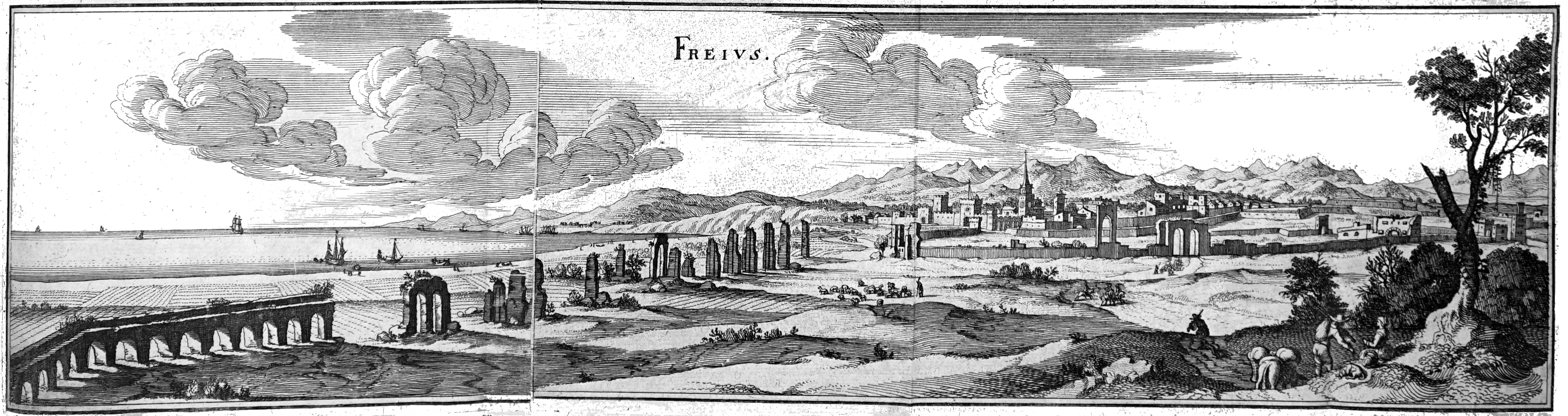
La ville alimentée par l'aqueduc, Topographia Galliæ, 1658.

De 1561 à 1563, les protestants étaient pourchassés et massacrés par une population viscéralement catholique dans ce qu'on appela les « Grands Jours de Fréjus ». Le calme revint en 1564 à l’occasion de la visite de Charles IX et Catherine de Médicis en Provence. Mais en 1568, entre les deuxième et troisième guerres de religion, le baron de Cipières fut massacré avec trente-cinq cavaliers. Alors qu’ils s’étaient arrêtés dans une auberge, un attroupement se forma dans la nuit du 30 juin au 1er juillet aux cris de « À mort les huguenots ! ». Les consuls négocièrent leur désarmement contre leur sortie sains et saufs, mais à peine dans la rue ils furent massacrés alors que Gaspard de Villeneuve, baron des Arcs, et gouverneur de la ville, avait juré de les protéger.

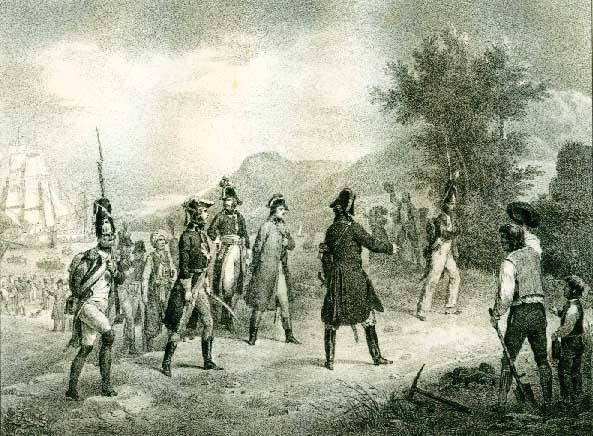
Lithographie au crayon : Bonaparte prend possession du rivage avec seulement 150 hommes, aux acclamations de paysans.

En 1586, l’enceinte fut agrandie, et le roi de France envoya une garnison de gascons. Bien que fervents catholiques, et en contradiction avec leur réaction moins de vingt ans plus tôt, les habitants de Fréjus firent appel au marquis de Trans, huguenot, pour qu’il les débarrasse de ces soldats considérés comme étrangers. Ils introduisirent sa troupe de nuit en décembre 1588 et massacrèrent toute la garnison. En octobre 1590, le duc de Savoie qui s’était fait proclamer comte de Provence par les Ligueurs fit une incursion jusqu’à Fréjus.
De cette époque à la fin du XVIIIe siècle, la cité périclita. En 1707, le Prince Eugène l’envahit. En 1789, il n’y avait pas de fontaines publiques mais deux puits. La main-d’œuvre manquait, les récoltes ne suffisaient plus à nourrir les habitants qui n’étaient pourtant plus que deux mille cinq cents. Vingt-deux représentants furent choisis pour préparer les États généraux. Finalement, six d’entre eux allèrent à Versailles, dont l’un eut une importance nationale : Emmanuel-Joseph Sieyès. À cause des lois promulguées durant cette période, le clergé perdit sa puissance dans la commune qui était le siège d’un évêché important. Le port qui appartenait à l’évêché était presque totalement ensablé et fut vendu comme bien national. Le nouvel acquéreur choisit de le combler pour en faire des pâtures.
Elle fut chef-lieu de district de 1790 à 1795.
Le 9 octobre 1799, le général Bonaparte de retour de la campagne d'Égypte débarqua à Saint-Raphaël et s’installa dans un hôtel de Fréjus. À cette occasion, la communauté choisit un nouveau blason, moins royaliste et clérical que le premier. Plus tard, en 1808, l’empereur saisit les États pontificaux et ordonna le transfert de Pie VII. Ce dernier sur le trajet de retour vers Savone séjourna dans un hôtel de la commune. Il y revint en 1814 durant son voyage de Savone à Fontainebleau. En 1814, Napoléon séjourna de nouveau à Fréjus avant d’embarquer à Saint-Raphaël pour l’île d'Elbe.

### Époque contemporaine
| Photographie d'un tirailleur sénégalais.                    |  | Photographie de soldats en 1915.                |
| Un tirailleur sénégalais comme Fréjus en accueille en 1915. |  | Embarquement des troupes pour le front en 1915. |

En 1860, la municipalité décide l’assèchement du marais du Grand Escat, situé entre la vieille ville et la mer. Ceci fait, en 1882 la commune loue les terrains aux pêcheurs qui y construisent des cabanes de planches. Durant la même période, la station balnéaire de Saint-Aygulf se développe, notamment sous l’influence de Carolus-Duran qui y fait construire une villa et décore des édifices, notamment l’église, et par la volonté de la Société du Littoral. Au début du XXe siècle, les touristes britanniques font construire des villas et hôtels à Valescure. Ce lieu est donc aujourd'hui le quartier Valescure, séparé par le Pédégal entre Fréjus et Saint-Raphaël.
En 1905, la nouvelle tradition taurine fait de Fréjus la ville taurine la plus à l’est du Rhône, excentrée de la Camargue. Le 26 octobre 1911, la création de la base aéronavale est décidée. Le 23 septembre 1913, Roland Garros passe à la postérité pour avoir réussi la première traversée de la Méditerranée en avion entre Fréjus et Bizerte en Tunisie. Puis en 1915, le général Gallieni, résident de la commune et nouveau ministre de la Guerre, y installe les régiments coloniaux dans des camps de « transition climatique ». Ces installations militaires continuent à s’accroître jusqu’en 1920. En parallèle, dès 1920, le quartier de Fréjus-Plage est réorganisé pour accueillir les touristes avec la construction d’hôtels, d’un casino et d’établissements de bains. L’importance de la présence militaire provenant d’outre-mer fut l’occasion de construire la pagode Hông Hiên Tu en 1917 et la mosquée Missiri en 1928. En 1926 et 1932, la base aéronavale s’étend, jusqu’à approcher de l’Argens à l’ouest et de la voie ferrée du train des pignes au nord.
En 1942, alors que l’armée allemande traversait la ligne de démarcation en France durant la Seconde Guerre mondiale, les italiens traversèrent Fréjus le 12 novembre 1942. Le 27 novembre, la Luftwaffe occupe la base navale. Les 22, 23 et 24 janvier 1943, la rafle de Marseille est organisée, au cours de laquelle entre vingt et vingt-cinq-mille habitants du quartier du Vieux-Port sont déportés vers le camp de concentration aménagé à Fréjus dans le camp militaire de Caïs. En 1944, une rumeur parcoure la cité : « Napoléon a débarqué ici, les alliés feront de même », rumeur confirmée par un message codé diffusé à la BBC : « Nancy a le torticolis ». Et effectivement, le 15 août 1944, dans le cadre du débarquement de Provence, les plages de Fréjus-Plage et de Villepey voient débarquer les forces de la Camel Red composées de la 36e division d’infanterie américaine. La ville fut fortement bombardée, de nombreux bâtiments furent détruits, mais dès le 18 août, la ville était libérée, l’électricité rétablie pour quelques heures le 22 août, et à partir de la fin du mois, les déblaiements commencèrent. En 1958, Fréjus perdit le siège de l’évêché au profit de Toulon mais garda la domination sur le diocèse.
| Photographie aérienne des ruines du barrage de Malpasset. |  | Photographie de ruines à Fréjus après la rupture du barrage.               |
| Les ruines du barrage de Malpasset en 1988.               |  | Fréjus détruite en décembre 1959 après la rupture du barrage de Malpasset. |

Le 2 décembre 1959, après vingt-quatre heures de pluies torrentielles, à 21 h 13 survint la rupture du barrage de Malpasset et à 21 h 34, la ville fut dramatiquement touchée par une vague destructrice d'une dizaine de mètres de hauteur, qui fit quatre-cent-vingt-trois morts, soixante-dix-neuf orphelins et détruisit cent-cinquante-cinq bâtiments pour des dégâts estimés à vingt-quatre milliards de francs. La ville fut aidée dans sa reconstruction par l’émission d’un timbre à surtaxe, la Marianne à la nef surchargée. À la suite de cette catastrophe, deux reportages consacrés à Fréjus furent diffusés dans l’émission Cinq colonnes à la une le 4 décembre 1959 et le 5 février 1960. Le 9 novembre 1961, le général De Gaulle vint à Fréjus en voyage officiel, reçu par le maire de l’époque André Léotard. En 1968, elle devint la ville marraine de l’Escadron de ravitaillement en vol et de transport stratégique 2/31 Esterel lors de sa constitution sur la Base aérienne 107 Villacoublay.

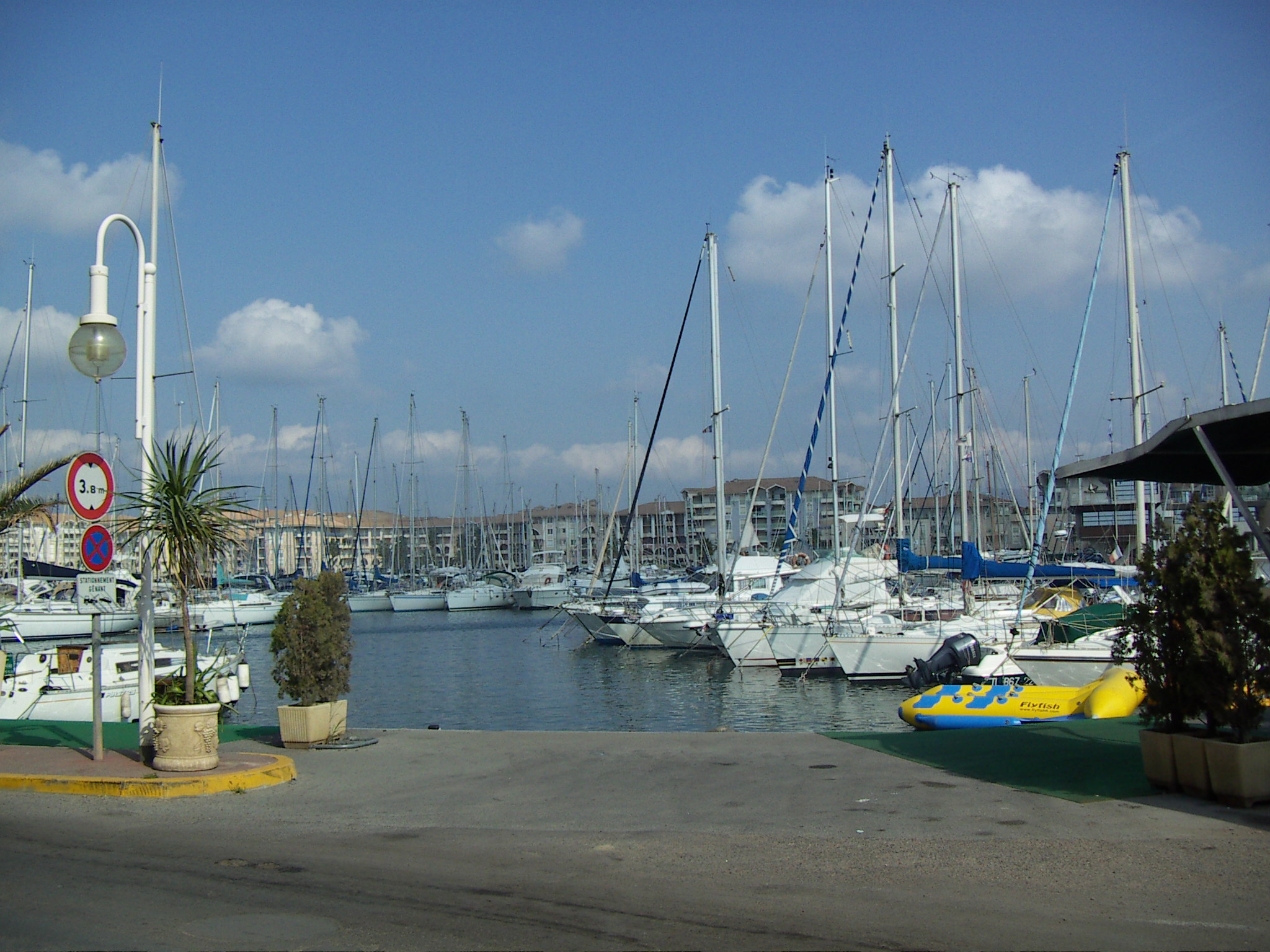
Port de Fréjus.

Le 1er janvier 1978, le 4e régiment d'infanterie de marine s’installa jusqu’en 1980, année où la commune récupéra certains terrains militaires et où le 21e régiment d'infanterie de marine s’installait dans le quartier de Caïs. Le 6 juin 1987, la convention du dixième anniversaire du Parti républicain se tint à Fréjus alors que le maire d’alors François Léotard en était le président. Il y annonça sa décision de rester au gouvernement alors que Jacques Chirac lui avait demandé de choisir entre son poste de ministre de la Culture ou de militant politique. Le 12 juillet 1989, le bassin de plaisance de Port-Fréjus était inauguré, alors que la première évocation du projet datait de 1948. En novembre 1991, la ville devint la marraine du TCD Foudre de la Marine nationale.
En 1992, la commune participa à la création du réseau Villes et Métiers d’Art. En 1993, elle accueillit des épreuves de la Coupe Davis. Au cours de l’une d’entre elles le 16 juillet 1993, l’équipe indienne battit la France dans les arènes. En 1995, la base d'aéronautique navale de Fréjus-Saint Raphaël fut définitivement démantelée au profit de celle d’Hyères, scellant la fin de l’aviation à Fréjus. Dès lors, cet espace fut transformé en base d'aéronautique navale de Fréjus-Saint Raphaël, un vaste espace naturel, sportif et d’exposition.
Le matin du 17 février 2001, neuf-cent-huit clandestins kurdes s’échouèrent sur les plages de Fréjus. Placés en détention à proximité de la base militaire, trois semaines plus tard, cinq-cents d’entre eux avaient déjà échappé à la surveillance des autorités.
Après un long combat administratif avec le maire de Fréjus David Rachline, une deuxième mosquée ouvre en 2016.

## Politique et administration
Fréjus est le bureau centralisateur du canton de Fréjus. David Rachline (RN) en est le maire depuis le 5 avril 2014. La commune est rattachée à la cinquième circonscription du Var représentée par la députée Julie Lechanteux (Rassemblement national). Quarante-cinq élus siègent au conseil municipal. La commune de Fréjus dispose du code postal 83600, le quartier de Saint-Aygulf du 83370. L’Insee lui attribue le code 83 1 13 061.
La commune dépend des tribunaux d’instance, de commerce et du conseil de prud’hommes situés sur son territoire, du tribunal de grande instance de Draguignan et de la cour d'appel d'Aix-en-Provence.
Elle est la ville marraine du TCD Foudre de la Marine nationale depuis 1991 et de l’escadron de transport 3/60 Esterel de l’Armée de l’air depuis 1968.

### Budget et fiscalité 2008 - 2009
En 2008, la commune gérait un budget de 94 688 000 € dont 68 000 000 € de fonctionnement et 26 688 000 € d’investissements, financés à 44,95 % par les impôts locaux, la dette municipale s’élevait la même année à 137 277 000 €. En 2009, avec une dette par habitant s’élevant à 2 866 € , Fréjus se trouvait à la troisième place nationale des communes les plus endettées dans le classement établi par Le Journal du Net. Elle employait 662 agents territoriaux, disposait d’un parc de logements sociaux de 9 % du parc locatif, loin de l’obligation fixée par la loi SRU. En 2006, les taux d’imposition s’élevaient à 12,80 % pour la taxe d'habitation, 16,25 % et 30,00 % pour la taxe foncière (bâti et non bâti), 13,10 % pour la taxe professionnelle établie par l’intercommunalité. Elle a mis en place un centre communal d'action sociale, un service d’aide à la recherche d’emploi et de logement, un office de tourisme pour l’ensemble de la commune et un syndicat d’initiative consacré à la station balnéaire de Saint-Aygulf.

### Budget et fiscalité 2020
En 2020, le budget de la commune était constitué ainsi :
- total des produits de fonctionnement : 77 194 000 €, soit 1 443 € par habitant ;
- total des charges de fonctionnement : 73 956 000 €, soit 1 382 € par habitant ;
- total des ressources d'investissement : 30 030 000 €, soit 561 € par habitant ;
- total des emplois d'investissement : 30 690 000 €, soit 574 € par habitant ;
- endettement : 143 968 000 €, soit 2 690 € par habitant.

Avec les taux de fiscalité suivants :
- taxe d'habitation : 14,34 % ;
- taxe foncière sur les propriétés bâties : 20,45 % ;
- taxe foncière sur les propriétés non bâties : 30,00 % ;
- taxe additionnelle à la taxe foncière sur les propriétés non bâties : 0,00 % ;
- cotisation foncière des entreprises : 0,00 %.

Chiffres clés Revenus et pauvreté des ménages en 2018 : médiane en 2018 du revenu disponible, par unité de consommation : 20 560 €.

### Affaires judiciaires
Le 2 novembre 2023, Camille Vigogne le Coat fait paraitre le résultat de son enquête sur la mairie de Fréjus et sur la « mafia varoise de Marine Le Pen » qui y sévit, dans un livre intitulé Les Rapaces. Son livre met en lumière un « réseau d’affairisme autour de David Rachline, en complète contradiction avec ses promesses de gestion exemplaire de la ville ». Il révèle aussi du racisme au sein de la mairie de Fréjus, un ancien conseiller en communication du Rassemblement national confie même « Personnellement je n’ai jamais entendu quelqu’un d’aussi antisémite, c’est hallucinant, ca confine à la pathologie ».
En décembre 2023, la justice ouvre une enquête pour prise illégale d'intérêts, pour laquelle le maire doit comparaitre devant le tribunal correctionnel de Draguignan le 30 septembre 2025.
En janvier 2024, une enquête préliminaire est ouverte sur la mairie de Fréjus concernant « des chefs de favoritisme, recel de favoritisme, corruption active et passive d’élu ».
Le 4 mars 2024, des perquisitions « inédites pour la région » sont menées à la mairie de Fréjus et au siège de plusieurs sociétés concernés par les marchés publics de la ville.

### Intercommunalité
La commune est associée à Saint-Raphaël, Puget-sur-Argens, Roquebrune-sur-Argens et Les Adrets de l'Estérel dans le cadre de l'Estérel Côte d'Azur Agglomération (composée de 114 877 habitants en 2019, pour le développement économique, l’aménagement du territoire, la sécurité et la préservation de l’environnement. Elle adhère en outre au Syndicat intercommunal pour la Protection du Massif Forestier et au SMiTOM avec les communes de Saint-Raphaël, Puget-sur-Argens, Roquebrune-sur-Argens, Bagnols-en-Forêt et Les Adrets-de-l'Estérel pour le traitement des ordures ménagères.

### Tendances politiques et résultats
Fréjus est ancrée politiquement à droite, donnant à chaque scrutin une large avance aux candidats de droite parlementaire, à l’exception des élections européennes de 2004 où comme sur l’ensemble du territoire, le candidat socialiste est arrivé en tête, avec un écart cependant moindre que sur la circonscription régionale où Françoise Grossetête était créditée de dix points de moins que Michel Rocard contre un point à Fréjus. Une tendance au vote d’extrême droite se dégage avec en 2002 lors de l’élection présidentielle, comme sur l’ensemble du pays, où le Rassemblement national parvient au deuxième tour, les électeurs forojuliens créditant Jean-Marie Le Pen de 31,88 % des voix, proche du résultat départemental de 28,69 % mais loin des 17,79 % obtenus sur le plan national. Ce choix pour le vote d’extrême droite se confirme lors des élections législatives de 2002 où une candidate frontiste arriva au deuxième tour et fut créditée de 32,36 %.
Les résultats électoraux dénotent aussi un certain conservatisme de l’électorat, le maire Élie Brun étant réélu dès le premier tour avec 62,70 % des voix après dix ans d’exercice, comme successeur désigné de François Léotard, lui-même resté vingt-et un ans à la mairie. De même, lors des élections cantonales partielles de 2008, Maurice Accary, candidat désigné par le maire, fut élu très largement avec 67,40 % des voix. Ce conservatisme se retrouve encore en 2005 à l’occasion du référendum pour la constitution européenne où les électeurs fréjussiens repoussaient le texte à 54,21 %, chiffre équivalent au résultat national mais moindre que le résultat régional (58,79 %) ou départemental (57,54 %). Ce conservatisme se retrouvait enfin en 1992 où les votants repoussèrent le traité de Maastricht à 56,44 %. Cependant, le Parti socialiste, le MoDem et Démocratie libérale disposent de permanences en centre-ville.

#### Élections présidentielles, résultats des deuxièmes tours
- Élection présidentielle de 2002 : 68,12 % pour Jacques Chirac (RPR), 31,88 % pour Jean-Marie Le Pen (FN), 79,57 % de participation[116].
- Élection présidentielle de 2007 : 70,80 % pour Nicolas Sarkozy (UMP), 29,20 % pour Ségolène Royal (PS), 84,73 % de participation[117].
- Élection présidentielle de 2012 : 67,25 % pour Nicolas Sarkozy (UMP), 32,75 % pour François Hollande (PS), 80,39 % de participation[118].
- Élection présidentielle de 2017 : 50,71 % pour Marine Le Pen (FN), 49,29 % pour Emmanuel Macron (LaREM), 74,76 % de participation

#### Élections législatives, résultats des deuxièmes tours
- Élections législatives de 2002 : 67,64 % pour Georges Ginesta (UMP), 32,36 % pour Évelyne Pierron (FN), 51,51 % de participation[119].
- Élections législatives de 2007 : 55,61 % pour Georges Ginesta (UMP) élu au premier tour, 15,95 % pour Elsa Di Meo (PS), 56,63 % de participation[120].
- Élections législatives de 2012 : 54,88 % pour Georges Ginesta (UMP), 45,12 % pour David Rachline (FN), 48,48 % de participation[121].

#### Élections européennes, résultats des deux meilleurs scores
- Élections européennes de 2004 : 22,52 % pour Michel Rocard (PS), 21,00 % pour Françoise Grossetête (UMP), 38,79 % de participation[122].
- Élections européennes de 2009 : 39,53 % pour Françoise Grossetête (UMP), 12,16 % pour Jean-Marie Le Pen (FN), 35,57 % de participation[123].
- Élections européennes de 2014 : 41,96 % pour Jean-Marie Le Pen (FN), 23,78 % pour Renaud Muselier (UMP), 45,21 % de participation[124].

#### Élections régionales, résultats des deux meilleurs scores
- Élections régionales de 2004 : 40,24 % pour Renaud Muselier (UMP), 34,42 % pour Michel Vauzelle (PS), 64,06 % de participation[125].
- Élections régionales de 2010 : 42,99 % pour Thierry Mariani (UMP), 31,21 % pour Michel Vauzelle (PS), 49,95 % de participation[126].

#### Élections cantonales, résultats des deuxièmes tours
- Élections cantonales de 2004 : 54,76 % pour Élie Brun (UMP), 23,14 % pour Angèle Fay (VEC), 64,69 % de participation[127].
- Élections cantonales partielles de 2008 : 67,40 % pour Maurice Accary (UMP), 32,60 % pour Elsa Di Meo-Belkhodja (PS), 20,10 % de participation[128].

#### Élections municipales, résultats des deuxièmes tours
- Élections municipales de 2008 : 62,70 % pour Élie Brun (UMP) élu au premier tour, 24,81 % pour Elsa Di Meo-Belkhodja (PS), 58,83 % de participation[129].
- Élections municipales de 2014 : 45,55 % pour David Rachline (FN), 30,43 % pour Philippe Mougin (UMP), 71,46 % de participation[130].

#### Élections référendaires
- Référendum constitutionnel français de 2000 : 70,80 % pour le Oui, 29,20 % pour le Non, 26,19 % de participation[131].
- Référendum de 2005 relatif au traité établissant une Constitution pour l’Europe : 54,21 % pour le Non, 45,79 % pour le Oui, 66,34 % de participation[132].

### Jumelages
| Fréjus Bazeilles Dumbéa Fredericksburg Paola Pieve di Teco Tabarka Triberg |

Fréjus a développé des associations de jumelage avec :
- Bazeilles (France) depuis 1990, située à 708 kilomètres[133] ;
- Dumbéa (Nouvelle-Calédonie) depuis 1985, située à 17 020 kilomètres[134] ;
- Fredericksburg (États-Unis) depuis 1980 située à 6 798 kilomètres[135] ;
- Paola (Italie) depuis 1984, en italien Paola, située à 896 kilomètres[136] ;
- Pieve di Teco (Italie) depuis 1990, en italien Pieve di Teco, située à 117 kilomètres[137] ;
- Tabarka (Tunisie) depuis 1997, en arabe طبرقة, située à 741 kilomètres[138] ;
- Triberg im Schwarzwald (Allemagne) depuis 1963, en allemand Triberg im Schwarzwald, située à 536 kilomètres[139].

Un projet de jumelage avec la ville de Ðiện Biên Phủ est à l'étude.

## Équipements et services publics

### Enseignement
La commune est rattachée à l’académie de Nice et dispose sur son territoire de treize écoles maternelles (Aulézy, Caïs, Les Moussaillons à Fréjus-Plage, Françoise Dolto, Aurélien, Jean Monnet à Saint-Jean-de-Cannes, Les Lutins, Paul Roux, René Char, Théodore Aubanel, les Oliviers, Valescure et Villeneuve), douze écoles élémentaires (Aurélien, Turcan, des Eucalyptus, Les Chênes, Caïs, de Fréjus-Plage, Théodore Aubanel, Jean Giono, Honoré de Balzac, Jean Monnet à Saint-Jean-de-Cannes, René Char et Paul Roux), trois collèges (des Chênes, André Léotard et Villeneuve), du lycée général et technologique Albert-Camus et du lycée professionnel Gallieni.
S’ajoutent un institut médico-éducatif et un CFA. Six centres de loisirs accueillent les enfants, neuf crèches et un réseau d’assistantes maternelles accueillent les jeunes enfants. La FCPE et deux groupes indépendants de parents d’élèves agissent à Fréjus.
Vingt associations participent à l’éducation des jeunes de la commune dont les guides et scouts d’Europe et les Scouts et Guides de France.

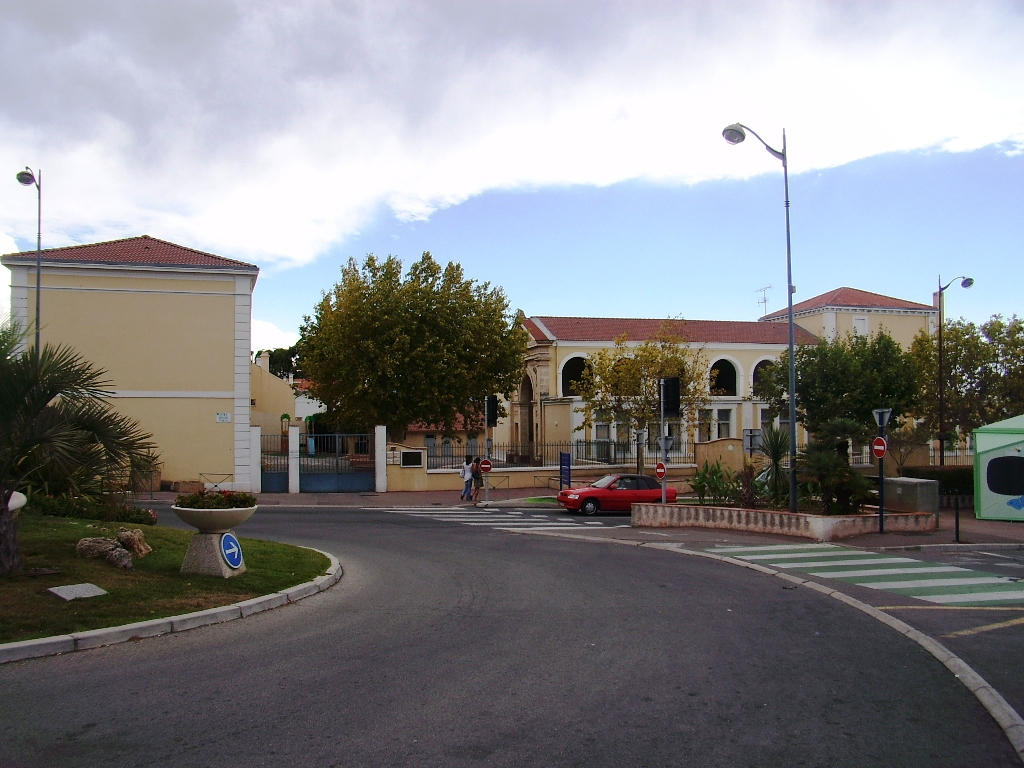
L’école Turcan.
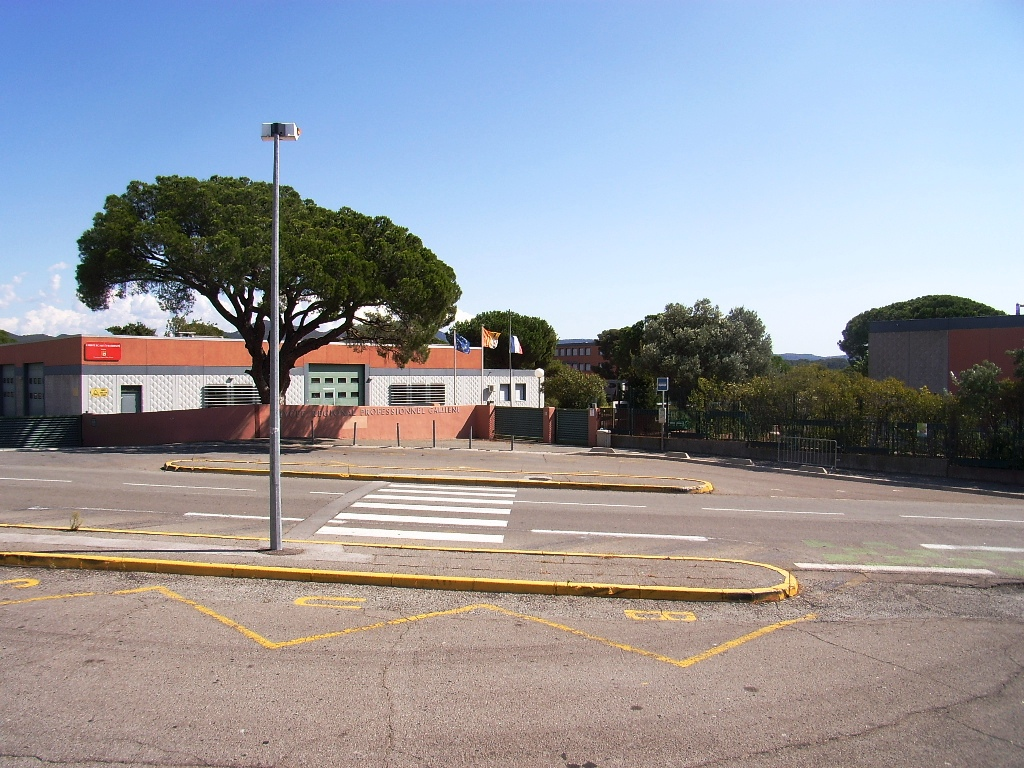
Le lycée Gallieni.

### Santé

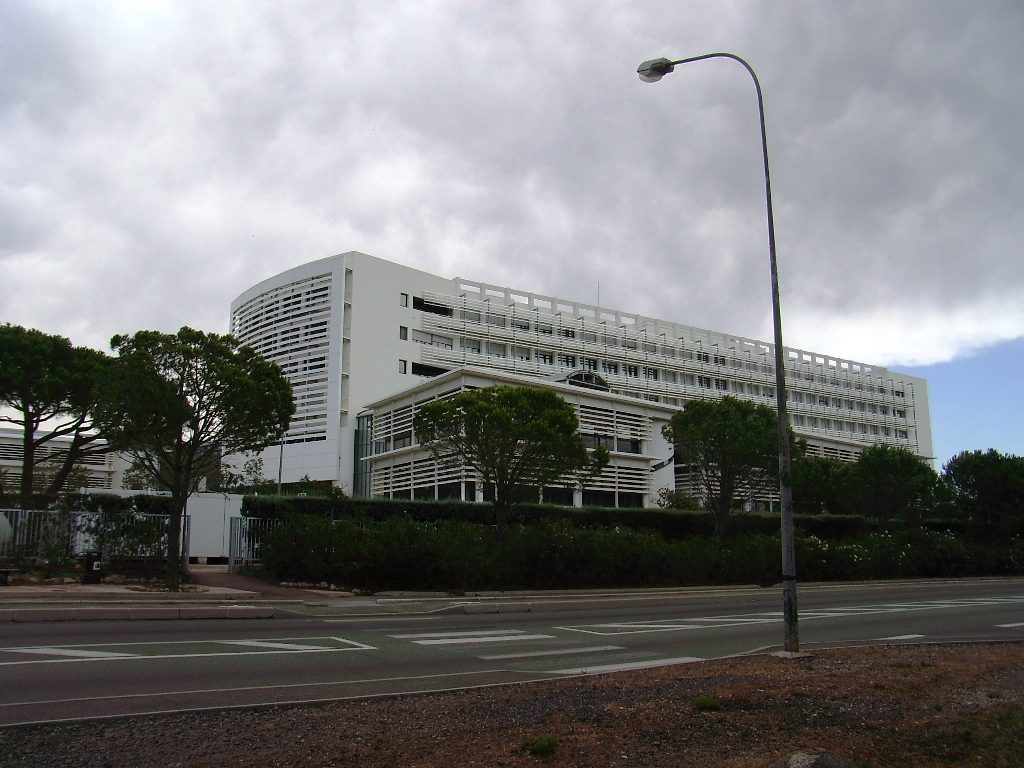
Centre Hospitalier Intercommunal (CHI) Bonnet.

En association avec Saint-Raphaël, la commune accueille sur son territoire le Centre hospitalier intercommunal Fréjus-Saint-Raphaël (Centre hospitalier Bonnet) d’une capacité de 515 lits disposant de l’ensemble des services traditionnels et de services spécialisés en psychologie, anti-toxicomanie et cardiologie. Le SMUR est implanté dans l’hôpital et assure le traitement des urgences de l’agglomération. La commune dispose aussi de deux cliniques (Les Lauriers et Héliades Santé), de plusieurs maisons de retraite (Hotelia, La Respelido, L’Acampadou, Jean Lachenaud, etc.) et d’un centre de thalassothérapie à Port-Fréjus.
Deux cent trente-six médecins, trente et un chirurgiens-dentistes et vingt et un pharmaciens sont répartis sur le territoire de la commune.
De nombreuses associations sont représentées et œuvrent socialement, dont le Lions Club, AIDES, la Croix-Rouge française, Les Restos du Cœur, le Secours catholique ou l’Unicef.
Autres établissements de santé proches :
- Centre hospitalier universitaire de Nice,
- Centre hospitalier intercommunal Toulon-La Seyne-sur-Mer,
- Hôpital d'instruction des armées Sainte-Anne à Toulon,
- Centre hospitalier de la Dracénie à Draguignan.

### Justice, sécurité, secours et défense

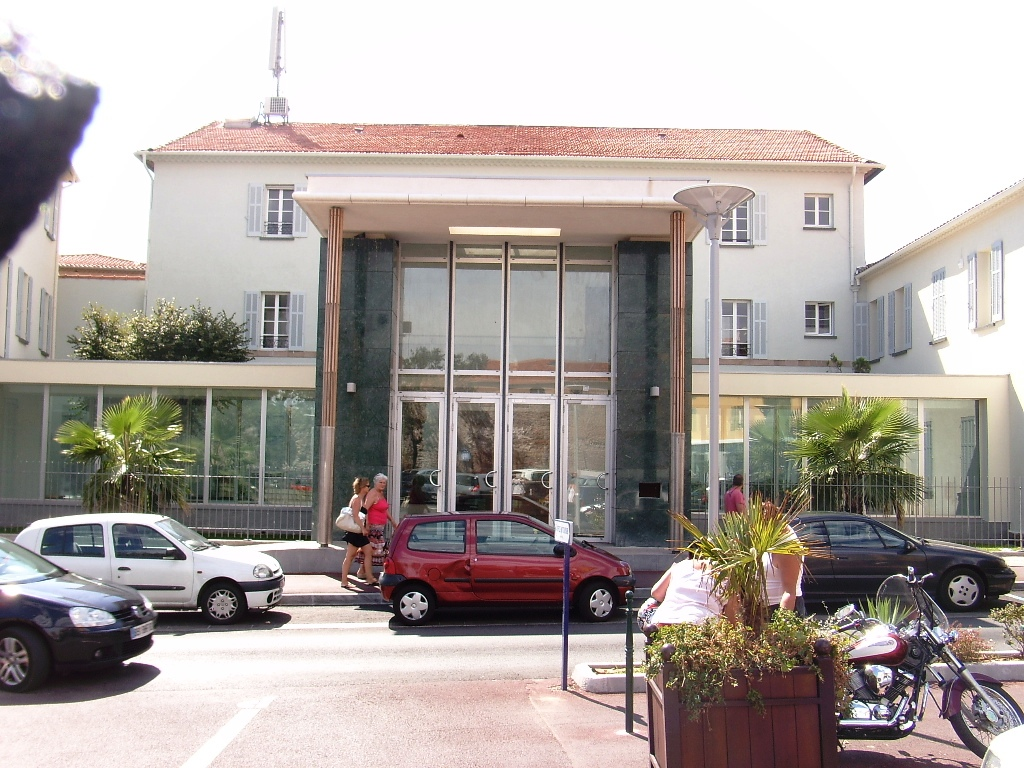
Le tribunal d’instance.

Principale ville de l’est-varois, Fréjus accueille de nombreux services publics d’État. Elle dispose aussi de tribunaux (instance, commerce et prud’hommes), d’un centre des impôts et d’une trésorerie, d’une antenne de la Direction départementale de l'Équipement, d’une maison de l'emploi regroupant Anpe et Assedic, une antenne de la CPAM et de la CAF, un centre technique et administratif EDF et GDF, une agence centrale postale et six agences réparties dans le centre-ville, à Fréjus-Plage, Villeneuve, la Tour de Mare, la Gabelle et au Pin de la Lègue. Deux offices notariaux, une étude d’huissier de justice sont installés à Fréjus, sept avocats rattachés au barreau de Draguignan y exercent.
Fréjus dispose pour sa sécurité d’une police municipale, d’un commissariat de police, d’une gendarmerie et gendarmerie maritime, et d’un centre de secours et d’incendie dont l'équipement a été renforcé,.
Pour assurer la sécurité urbaine, la commune a mis en place un système de vidéosurveillance.

## Population et société

### Démographie

#### Évolution démographique
L'évolution du nombre d'habitants est connue à travers les recensements de la population effectués dans la commune depuis 1793. Pour les communes de plus de 10 000 habitants les recensements ont lieu chaque année à la suite d'une enquête par sondage auprès d'un échantillon d'adresses représentant 8 % de leurs logements, contrairement aux autres communes qui ont un recensement réel tous les cinq ans,.

En 2022, la commune comptait 58 499 habitants, en évolution de +10,03 % par rapport à 2016 (Var : +4,98 %, France hors Mayotte : +2,11 %).
| 1793  | 1800  | 1806  | 1821  | 1831  | 1836  | 1841  | 1846  | 1851  |
| ----- | ----- | ----- | ----- | ----- | ----- | ----- | ----- | ----- |
| 2 400 | 2 229 | 1 943 | 2 306 | 2 665 | 3 041 | 3 062 | 3 132 | 2 665 |

| 1856  | 1861  | 1866  | 1872  | 1876  | 1881  | 1886  | 1891  | 1896  |
| ----- | ----- | ----- | ----- | ----- | ----- | ----- | ----- | ----- |
| 2 727 | 2 878 | 3 050 | 3 052 | 3 478 | 3 135 | 3 540 | 3 139 | 3 510 |

| 1901  | 1906  | 1911  | 1921  | 1926  | 1931  | 1936  | 1946   | 1954   |
| ----- | ----- | ----- | ----- | ----- | ----- | ----- | ------ | ------ |
| 4 156 | 4 190 | 4 022 | 9 451 | 9 091 | 9 676 | 9 441 | 12 907 | 13 452 |

| 1962   | 1968   | 1975   | 1982   | 1990   | 1999   | 2006   | 2011   | 2016   |
| ------ | ------ | ------ | ------ | ------ | ------ | ------ | ------ | ------ |
| 16 953 | 23 629 | 28 851 | 31 662 | 41 486 | 46 801 | 51 537 | 52 344 | 53 168 |

| 2021   | 2022   | - | - | - | - | - | - | - |
| ------ | ------ | - | - | - | - | - | - | - |
| 57 082 | 58 499 | - | - | - | - | - | - | - |

La démographie de Fréjus depuis le premier recensement des personnes en 1793 laisse apparaître une constante croissance de la population seulement touchée par des « accidents » en 1806 (près de 300 personnes perdues), 1851 (près de 500 personnes perdues). Entre 1911 et 1921, la population de Fréjus a plus que doublé, en grande partie grâce à l’implantation des quartiers militaires de Caïs et de la base aéronavale, passant de 4 022 à 9 451 habitants. Au sortir de la Seconde Guerre mondiale, la population fit un nouveau bond à 12 907 personnes, puis lors des recensements de 1962 et 1968, les rapatriés d’Algérie firent grimper la population à 16 953 puis 23 629 forojuliens. À partir des années 1970, la construction de nombreux quartiers (Villeneuve, Agachon, Gabelle…) firent augmenter la population jusqu’à dépasser en 2006 les cinquante mille habitants, faisant de Fréjus la commune la plus peuplée de l’est Var. En 1999, 8,9 % des Forojuliens étaient étrangers, 13,9 % des foyers étaient composés de familles monoparentales. Parmi cette population étrangère permanente, 2,7 % étaient originaires du Maroc, 1,7 % de Tunisie, 1,4 % d’Algérie, 0,7 % d’Italie, 0,3 % du Portugal et de Turquie et 0,2 % d’Espagne.[Passage à actualiser]

#### Pyramide des âges
En 2018, le taux de personnes d'un âge inférieur à 30 ans s'élève à 29,8 %, soit en dessous de la moyenne départementale (30,2 %). À l'inverse, le taux de personnes d'âge supérieur à 60 ans est de 34,2 % la même année, alors qu'il est de 32,5 % au niveau départemental.
En 2018, la commune comptait 25 730 hommes pour 28 056 femmes, soit un taux de 52,16 % de femmes, légèrement supérieur au taux départemental (51,95 %).
Les pyramides des âges de la commune et du département s'établissent comme suit.
| Hommes | Classe d’âge | Femmes |
| ------ | ------------ | ------ |
| 1,1    | 90 ou +      | 2,1    |
| 11,6   | 75-89 ans    | 13,7   |
| 18,4   | 60-74 ans    | 21,3   |
| 19,4   | 45-59 ans    | 20,1   |
| 16,9   | 30-44 ans    | 15,7   |
| 16,4   | 15-29 ans    | 12,9   |
| 16,3   | 0-14 ans     | 14,1   |

| Hommes | Classe d’âge | Femmes |
| ------ | ------------ | ------ |
| 1      | 90 ou +      | 2,3    |
| 10,1   | 75-89 ans    | 12,6   |
| 19,7   | 60-74 ans    | 21     |
| 20     | 45-59 ans    | 19,9   |
| 17,3   | 30-44 ans    | 16,7   |
| 15,4   | 15-29 ans    | 13,2   |
| 16,4   | 0-14 ans     | 14,3   |

### Culture

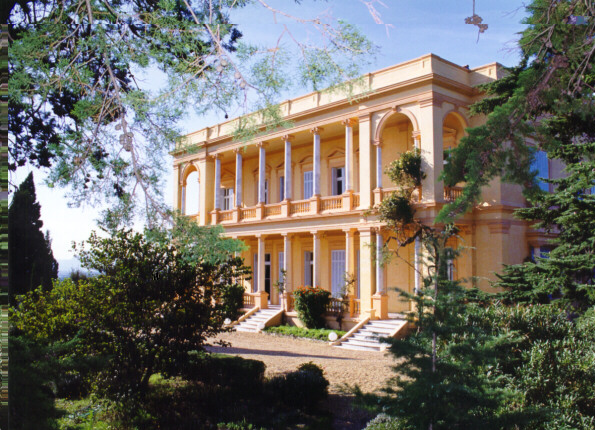
Villa Aurélienne.

La commune dispose de diverses infrastructures à caractère culturel. Les trois musées (archéologique, d’Histoire locale et des troupes de marine) rayonnent sur le département, les salles d’exposition que sont l’Espace Albert Caquot, la Villa Aurélienne, l’espace culturel Paul-Vernet, la Maison des Métiers d’Art, la salle Charles Denis ou la salle polyvalente de Saint-Jean-de-Cannes permettent une diffusion auprès de la population.
Les loisirs culturels sont possibles par le cinéma Le Vox, deux écoles de musique, une médiathèque sur deux sites à la villa Marie et à Saint-Aygulf, cinq compagnies théâtrales. Le théâtre antique, rebaptisé Philippe Léotard, est encore utilisé pour de nombreuses représentations, devenant ainsi un théâtre de verdure. Les arènes accueillent des spectacles, des concerts. Un théâtre, dénommé "Le Forum" et réalisé avec la ville de Saint-Raphaël dans le cadre de la communauté d’agglomération a été livré en février 2010 avec deux salles, la première d’une capacité de huit cent cinquante places et la seconde, de cent soixante places.
La ville est membre fondateur du réseau Villes et Métiers d’Art, elle adhère également au label Villes et Pays d'art et d'histoire du ministère de la Culture qui garantit la pertinence, la qualité de la mise en valeur du patrimoine et des métiers d’art, notamment pour la peinture, la sculpture sur bois, le marouflage, la mosaïque et la poterie.
En 2004, la commune a organisé des rencontres urbaines mêlant compétitions de freestyle, de slam et de graffitis.
Quatre-vingt-douze associations contribuent à l’animation culturelle de la commune.

### Sports et loisirs

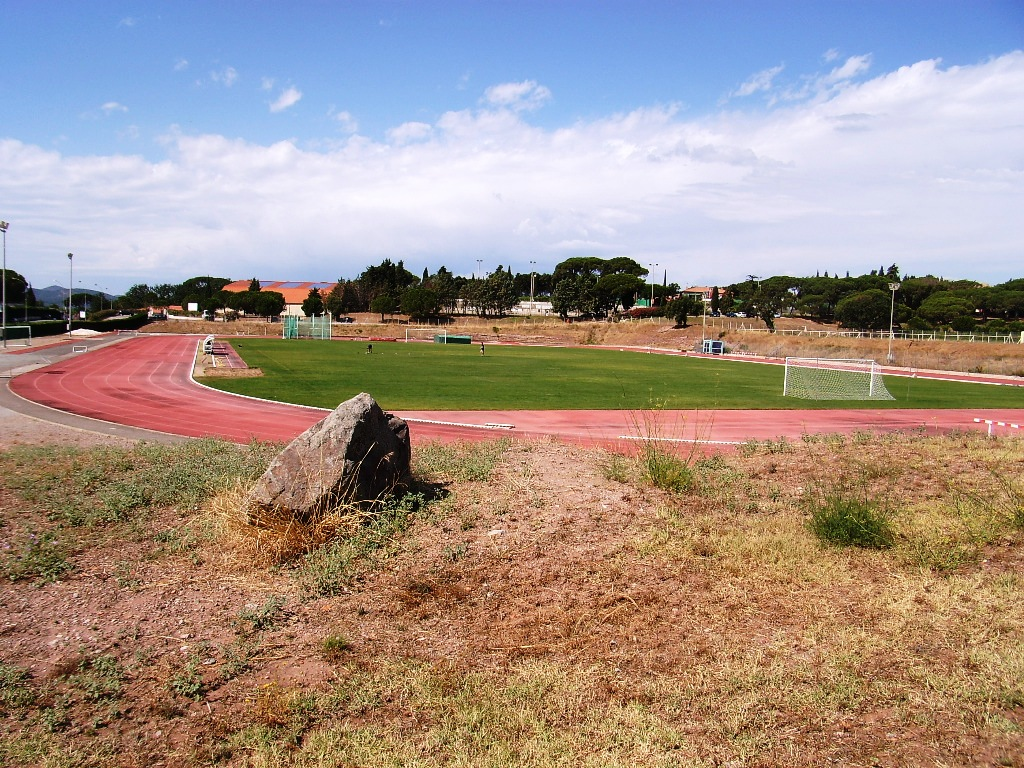
Le stade Gallieni, à l’arrière, les tennis, dans le Quartier Gallieni.

La commune dispose d’installations sportives destinées à diverses disciplines et réparties sur son territoire. Deux pôles se détachent, la base nature au sud avec une piscine, un skatepark, trois stade dont un de rugby et deux de football, une piste cyclable, un parcours de santé et le centre Gallieni, situé dans le quartier du même nom, à l’est composé d’une piscine, d’un stade d’athlétisme, de football, de dix courts de tennis, et d’un plateau d’évolution. S’ajoutent à ces installations sept halles ou salles de sport, quatre stades, trois salles polyvalentes, douze plateaux d’évolutions, un club nautique et une école de voile.
Le sport est fortement ancré dans la tradition municipale, plusieurs clubs évoluent à un niveau national dont :
- l'EFC Fréjus - Saint-Raphaël en troisième division du championnat de France de Football
- l’AS Fréjus pour le volley-ball.
- Le Club athlétique Raphëlo-Fréjusien (CARF) ou CA Saint-Raphaël-Fréjus, le club de rugby à XV qui évolue en Championnat de France de rugby à XV de 2e division fédérale.

De nombreux sportifs évoluant en divisions nationales ou internationales dans de nombreuses disciplines y sont nés et y ont été formés. Cent dix-neuf (dont la SASEL à Saint-Aygulf) associations animent et encadrent la pratique sportive dans la commune.
Le 16 juillet 1993, Fréjus a accueilli dans les arènes l’épreuve de quart de finale de la Coupe Davis entre l’équipe française (Henri Leconte et Arnaud Boetsch) et l’équipe indienne, épreuve qui fut remportée par le couple indien.
Chaque année, le Roc d'Azur, compétition et salon international de VTT se déroule sur le site de la base nature. Il a accueilli en 2013 plus de 20 000 participants et autant plus de visiteurs.

### Cultes
Fréjus est le siège du diocèse qui encadre les paroisses catholiques du département. La commune accueille donc le groupe épiscopal dont subsistent la cité épiscopale et la cathédrale Saint-Léonce.
Fréjus est aussi le siège du diocèse de Fréjus-Toulon de l’Église catholique qui couvre le Var, rattaché à l’archidiocèse de Marseille.
S’ajoutent à cette cité plusieurs édifices religieux catholiques : la chapelle Saint-François de Paule, la chapelle Sainte-Brigitte du Reyran, la chapelle Notre-Dame-de-l'Assomption, la chapelle Notre-Dame-de-Jérusalem, l’église du Sacré-Cœur et l’église Saint Roch.
Le culte protestant est représenté dans la commune par un centre évangélique et une église biblique baptiste. Une synagogue accueille le culte israélite, la pagode Hông Hiên Tu, plus ancienne pagode bouddhiste de France, le culte bouddhique vietnamien, et la mosquée de Fréjus dans le quartier de la Gabelle, le culte musulman,. La mosquée Missiri construite à proximité des camps militaires ne reçoit plus de fidèles.

#### Catholique
- Cathédrale Saint-Léonce, rue Fleury.
- Église du Sacré-Cœur, avenue du Château Gallieni.
- Église Saint-Roch, rue des Micocouliers.
- Chapelle Sainte-Brigitte du Reyran, avenue Pierre Nieto.
- Église Notre-Dame-de-l'Assomption, avenue Castillon de Saint-Aygulf.
- Chapelle Saint-François de Paule, place Agricola.
- Chapelle Notre-Dame-de-Jérusalem, les Darboussières.
- Chapelle Sainte-Marie-Madeleine, rue du Général Brosset.
- Chapelle Notre-Dame des Anges, impasse de la Chapelle.
- Chapelle au Clos des Roses.
- Chapelle Saint-Félix du couvent des dominicains, rue Montgolfier.
- Vestiges de la Chapelle Saint-Joseph de la Vieille Bergerie.

#### Protestant / Évangélique
- Église évangélique baptiste, impasse Thomas Édison.
- Église évangélique vie et lumière, impasse Thomas Édison.
- Église évangélique source de vie, rue de la Magdeleine.

#### Israélite
- Synagogue, rue du Progrès.

#### Musulman
- Mosquée El Fath, rue des Sources.
- Mosquée Missiri (désaffectée), rue du Malbousquet

#### Bouddhiste
- Pagode Hông Hiên Tu, avenue du Général Jean Callies

#### Églises millénaristes
- Église de Jésus-Christ des saints des derniers jours, avenue Lou Gabian.
- Salle du royaume des Témoins de Jéhovah, avenue Lou Gabian.

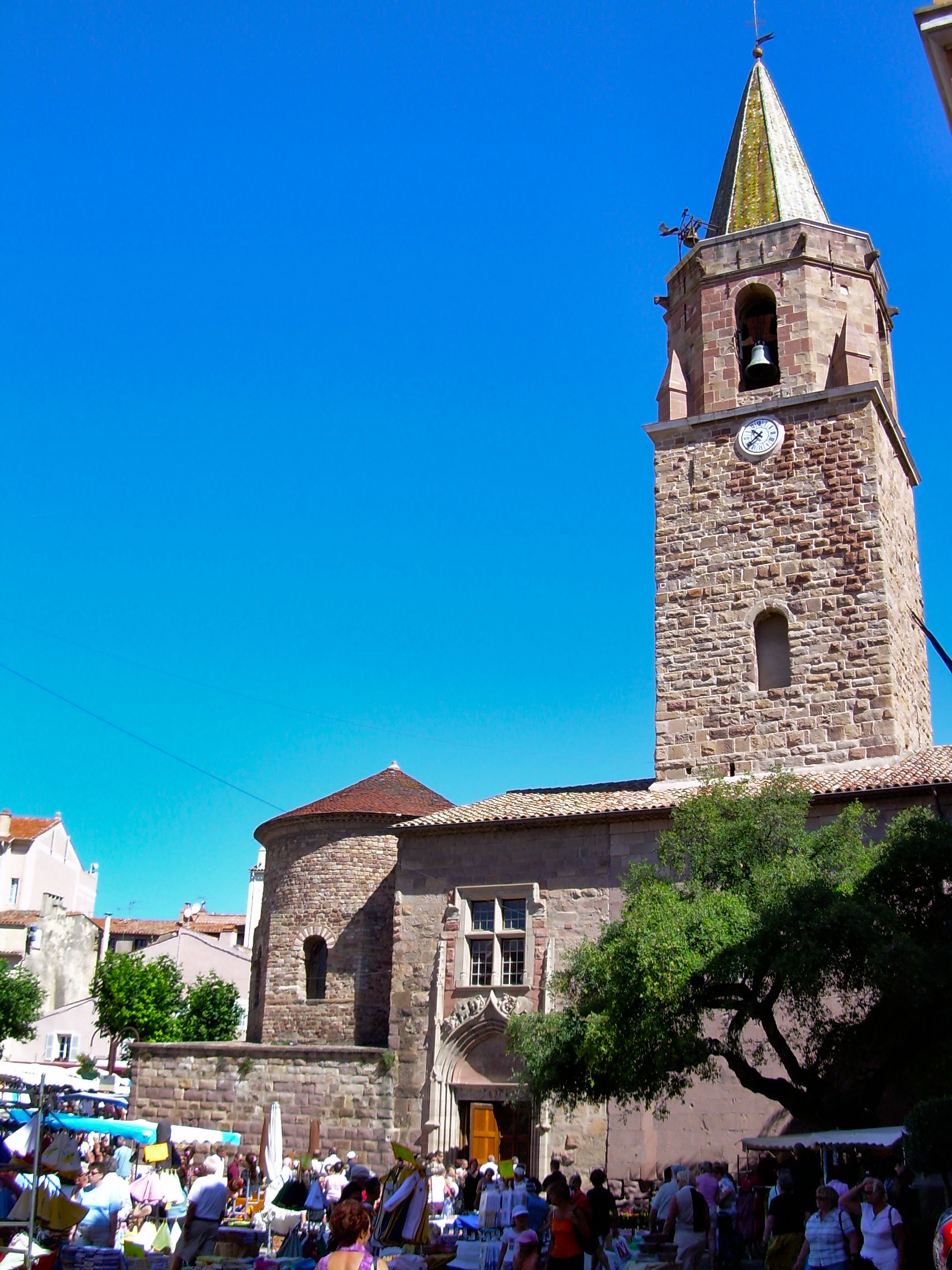
La cathédrale Saint-Léonce.
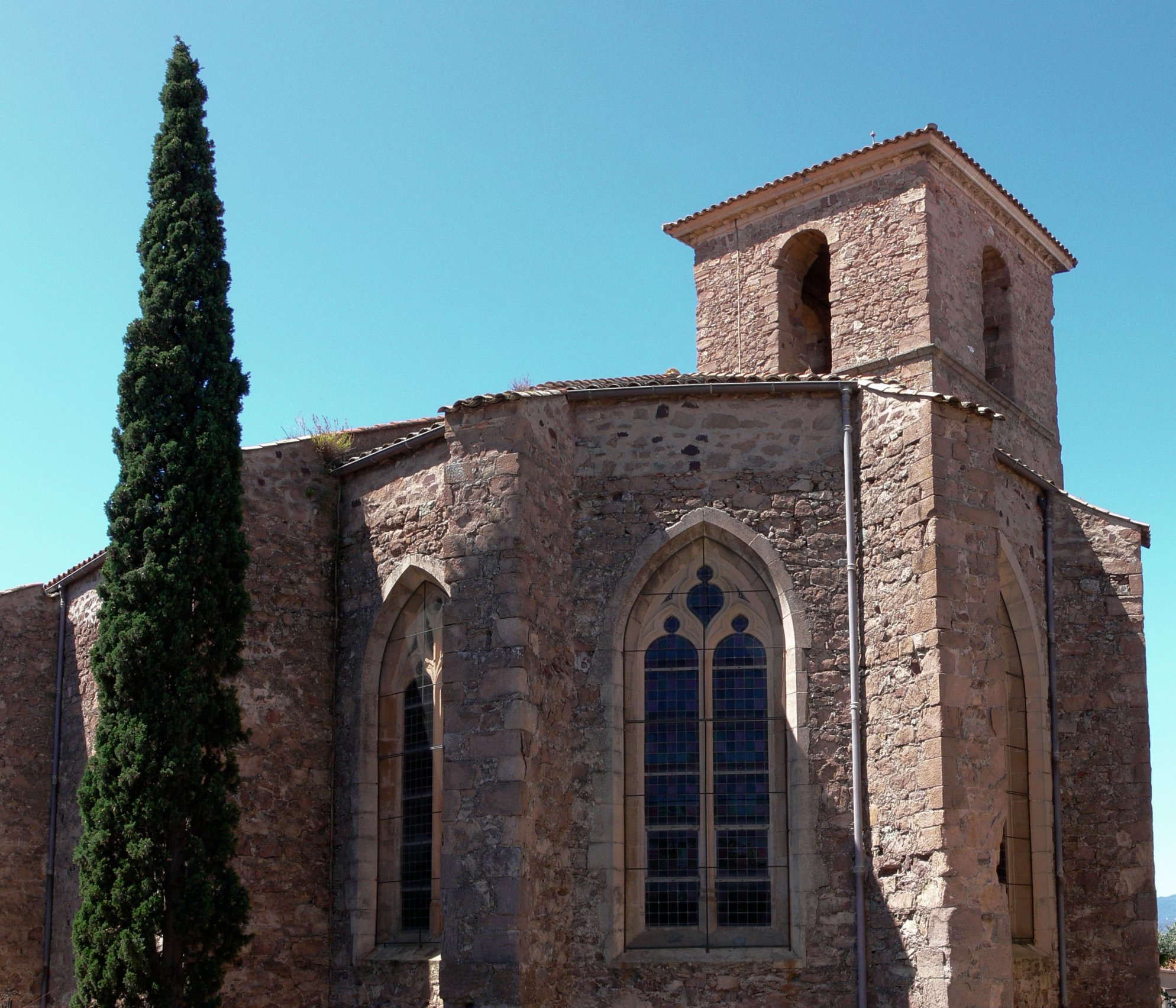
La chapelle Saint-François-de-Paule.
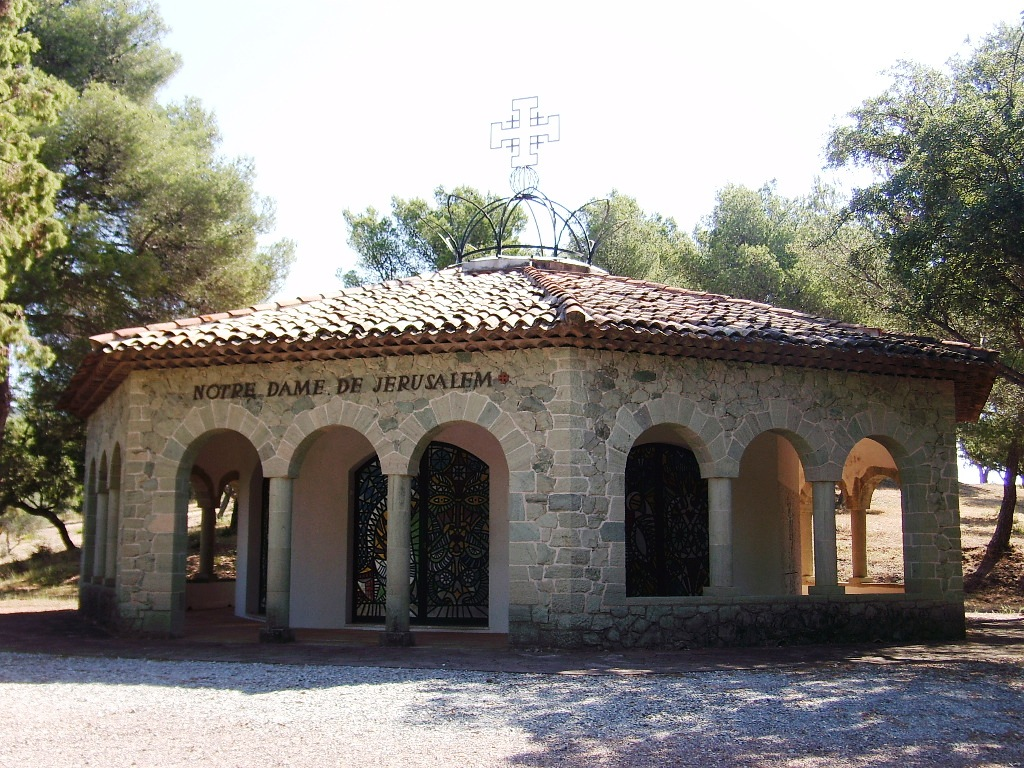
La chapelle Notre-Dame-de-Jérusalem.
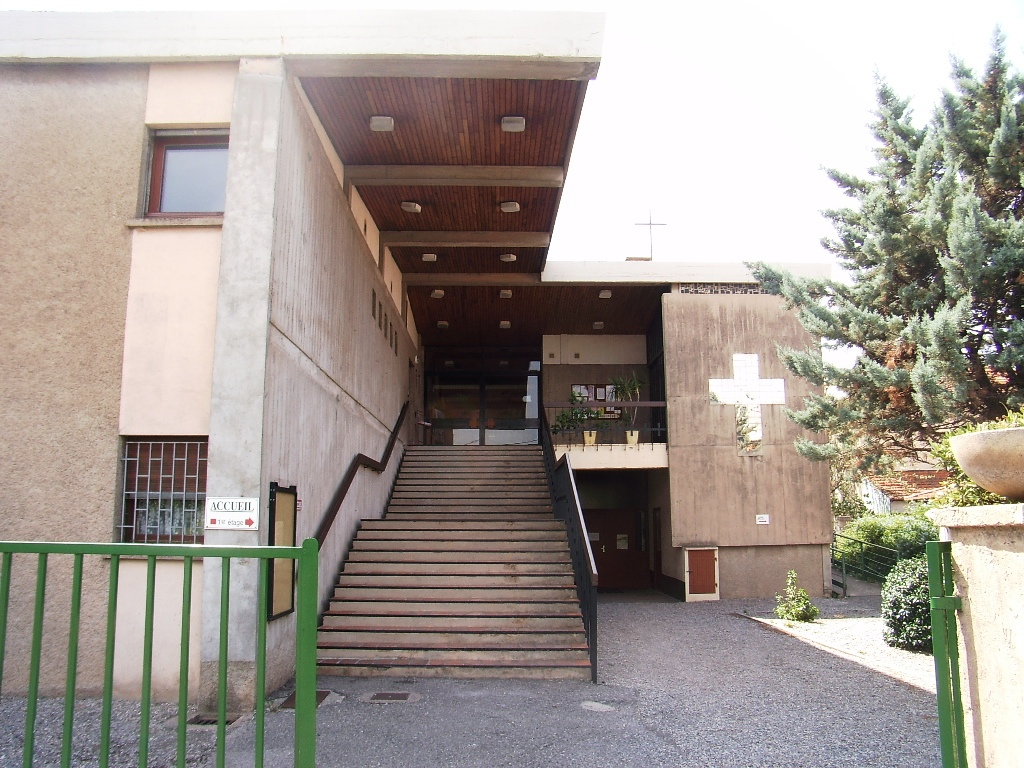
L’église du Sacré-Cœur.
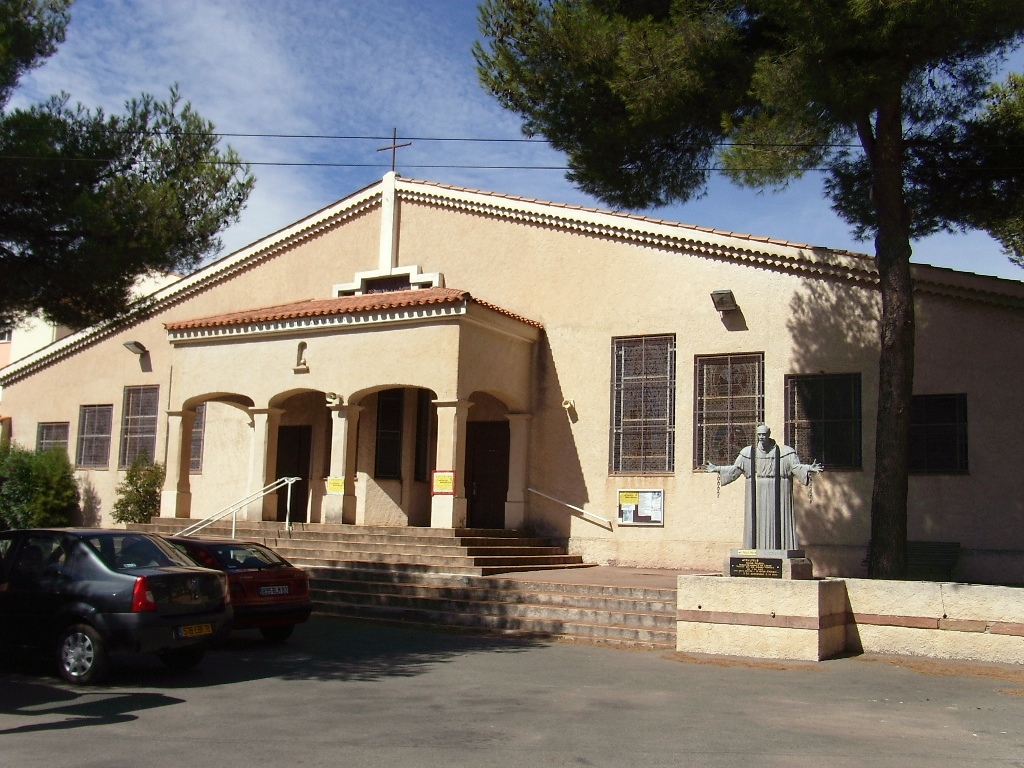
L’église Notre-Dame-de-l’Assomption.
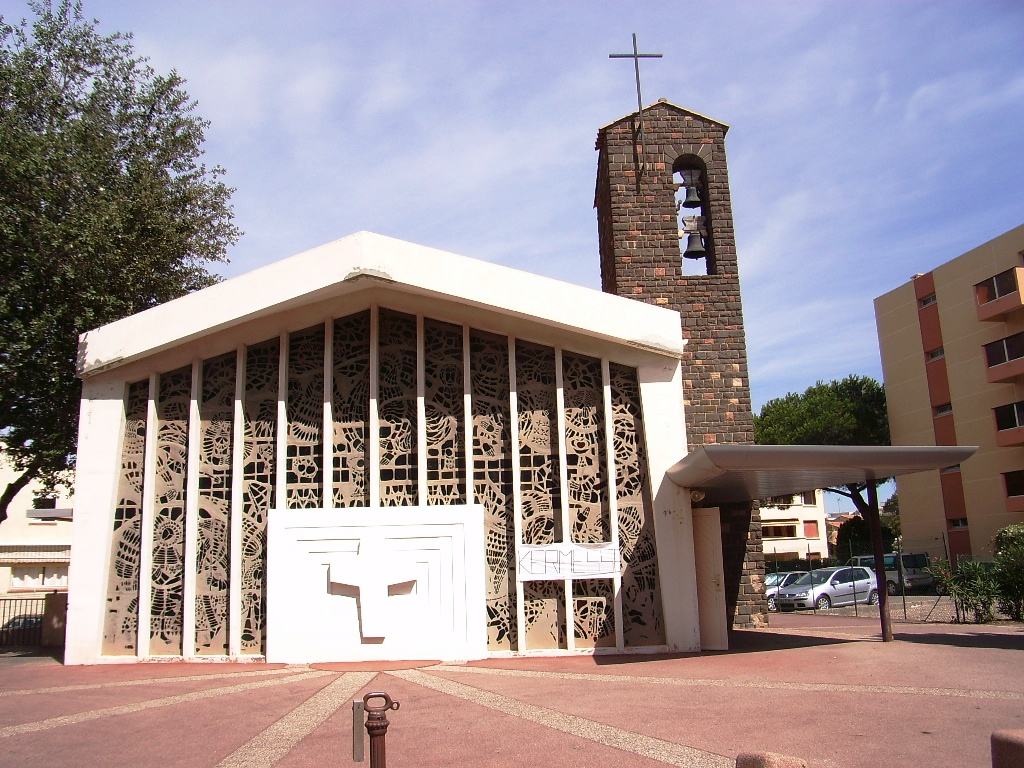
L’église Saint-Roch.
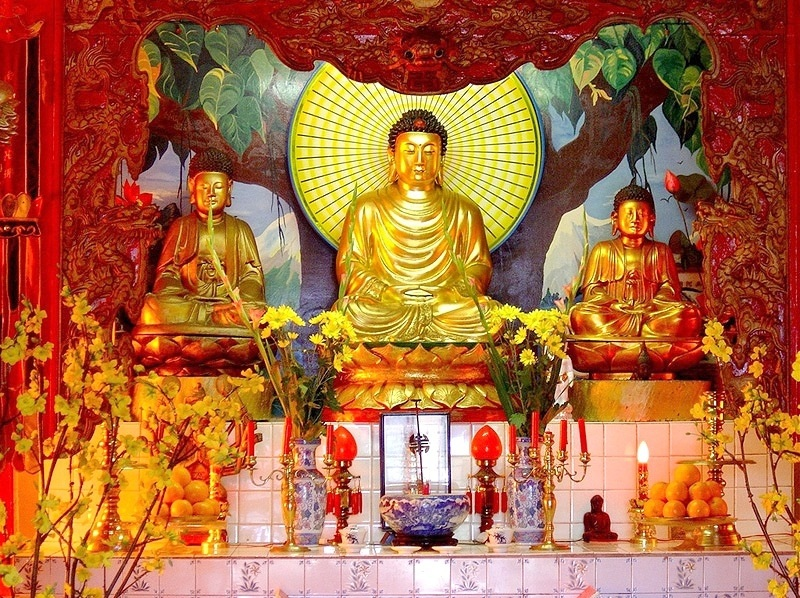
Bouddha de la Pagode Hông Hiên.
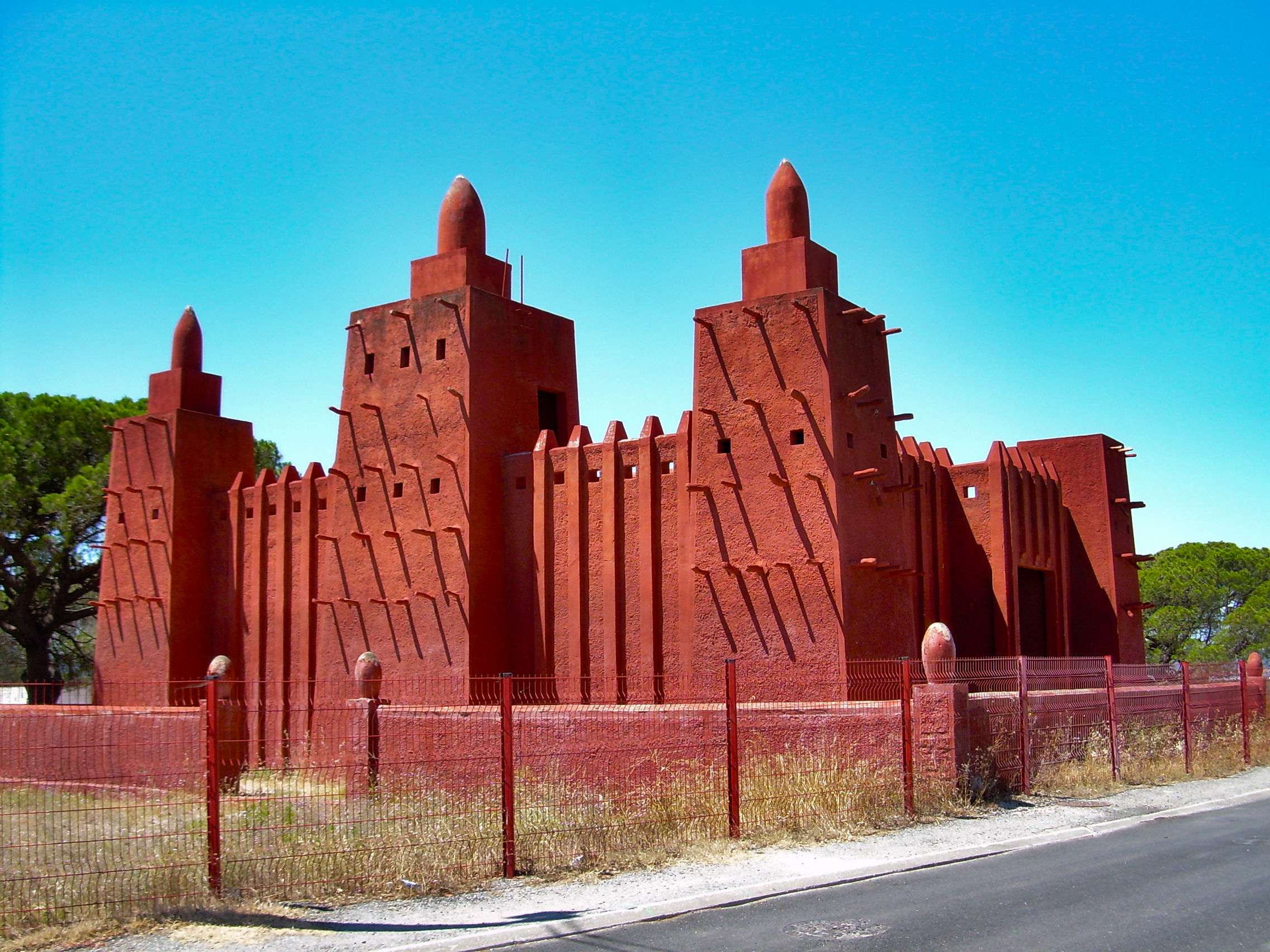
La mosquée Missiri.

### Cimetières
Trois cimetières (Saint-Léonce, Saint-Étienne et la Colle de Grune à proximité de l’ancien barrage de Malpasset) accueillent les dépouilles. S’ajoute le Mémorial des guerres en Indochine qui regroupe des restes de soldats.

### Lieux de mémoire
Monuments commémoratifs :
- Monument aux morts[173] : Conflits commémorés : 1914-1918 - 1939-1945 - Indochine (1946-1954) - AFN-Algérie (1954-1962)[174],[175].
- Poilu monumental[176].
- Le Mémorial des Guerres d’Indochine[177].
- Monument aux morts de la guerre de 1914-1918, boulevard de la Mer[178].
- Monument aux morts de la guerre de 1914-1918, carré des marins[179].

### Médias
Le quotidien Var-Matin diffuse une édition locale spécifique pour Fréjus - Saint-Raphaël. La commune est aussi dans le bassin d’émission de TMC Monte Carlo et France 3 Provence-Alpes. La radio locale Mosaïque FM y est implantée.

## Économie
Fréjus est un pôle économique important du département et de la région, situé à mi-chemin entre les zones d’emploi de Toulon et du Grand-Cannes. Elle a de tous temps figuré parmi les lieux d’attrait économique par le nombre d’entreprises présentes mais aussi au titre du tourisme, des activités militaires ou des services publics. Facilement accessible par la route (A8, RN7), par le train (gare de Fréjus, gare de Saint-Raphaël-Valescure), elle bénéficie de nombreuses facilités pour le développement économique. La commune est, avec sa voisine Saint-Raphaël, le centre d’un bassin d'emploi défini par l’Insee qui regroupe dix-neuf communes.
Le centre commercial Géant Casino, les concessions Satac (Renault) et Bacchi (Citroën) avec respectivement 27 et 22 millions d’euros de chiffre d'affaires en 2004 et 600 autres entreprises pour un total de 3 934 emplois sont réparties sur les 5 zones industrielles (Lou Gabian, Les Esclapes, Saint-Pons, Le Capitou et La Palud) auxquelles s’ajoute le pôle de compétitivité Capénergies. En 1999, l’ensemble des acteurs économiques proposaient 28 318 emplois. De fait, 86 % de la population active occupait un emploi salarié, dont 62 % habitant et travaillant à Fréjus. Une répartition par catégories socio-professionnelles permettait de dégager des taux de 38 % pour la population « employés », 22 % pour les « ouvriers », 21 % pour les « professions intermédiaires ». Les cadres et professions intellectuelles supérieures ne représentaient ainsi que 8 % de la population active et les artisans ou commerçants que 10 %.
Malgré un tissu économique riche, le taux de chômage atteignait 13,6 % en 2005 avec 4 829 demandeurs d’emploi, en baisse par rapport à 1999 avec un taux de 19,4 % et le revenu moyen par habitant ne s’élevait qu’à 15 187 € par an en 2004. 22 associations agissent sur l’économie de la commune, la municipalité a mis en place un service d’aide à la recherche d’emploi. Plusieurs marchés sont organisés à Fréjus, mercredi et samedi en centre-ville, mardi et vendredi à Fréjus-Plage et Saint-Aygulf, jeudi à la Tour de Mare et Port-Fréjus, samedi aux arènes et dimanche à Fréjus-Plage. S’ajoutent en saison touristique des marchés nocturnes à Fréjus-Plage, Port-Fréjus et Saint-Aygulf.
Fréjus est l'une des villes les plus endettées de France, avec une dette de 127 millions d'euros en 2019. Surtout, d’après une étude du cabinet Michel Klopfer sur les finances des collectivités, la capacité de désendettement de la ville est passée de 12 années en 2015 à 39,7 années en 2019, alors que la moyenne nationale est de 8,1 années. Le cabinet souligne dans son rapport qu'« au vu des comptes publiés par le ministère de l’Intérieur et le ministère des Comptes publics, la situation financière de Fréjus s’est très nettement dégradée depuis trois ans. Le taux d’épargne, qui tournait autour de 13 % à 17 % entre 2013 et 2015, est tombé quasiment à zéro depuis 2016. La capacité de désendettement s’est considérablement rallongée en nombre d’années. Sous réserve d’une analyse plus approfondie, cela caractérise une situation de surendettement sur trois années successives, 2016, 2017, 2018. »
| Répartition des emplois par catégorie socioprofessionnelle en 2006. |              |                                           |                                                   |                            |                          |                           |
|                                                                     | Agriculteurs | Artisans, commerçants, chefs d’entreprise | Cadres et professions intellectuelles supérieures | Professions intermédiaires | Employés                 | Ouvriers                  |
| Fréjus                                                              | 0,6 %        | 10,4 %                                    | 9,3 %                                             | 23,0 %                     | 35,0 %                   | 21,7 %                    |
| Zone d’emploi de Fréjus-Saint-Raphaël                               | 0,8 %        | 12,9 %                                    | 9,4 %                                             | 21,1 %                     | 33,3 %                   | 22,5 %                    |
| Moyenne nationale                                                   | 2,2 %        | 6,0 %                                     | 15,4 %                                            | 24,6 %                     | 28,7 %                   | 23,2 %                    |
| Répartition des emplois par secteur d'activité en 2006.             |              |                                           |                                                   |                            |                          |                           |
|                                                                     | Agriculture  | Industrie                                 | Construction                                      | Commerce                   | Services aux entreprises | Services aux particuliers |
| Fréjus                                                              | 3,4 %        | 4,6 %                                     | 10,6 %                                            | 17,8 %                     | 10,3 %                   | 10,5 %                    |
| Zone d’emploi de Fréjus-Saint-Raphaël                               | 3,8 %        | 7,4 %                                     | 11,3 %                                            | 18,5 %                     | 10,0 %                   | 13,4 %                    |
| Moyenne nationale                                                   | 3,5 %        | 15,2 %                                    | 6,4 %                                             | 13,3 %                     | 13,3 %                   | 7,6 %                     |
| Sources : Insee                                                     |              |                                           |                                                   |                            |                          |                           |

### Ville de garnison et centre administratif

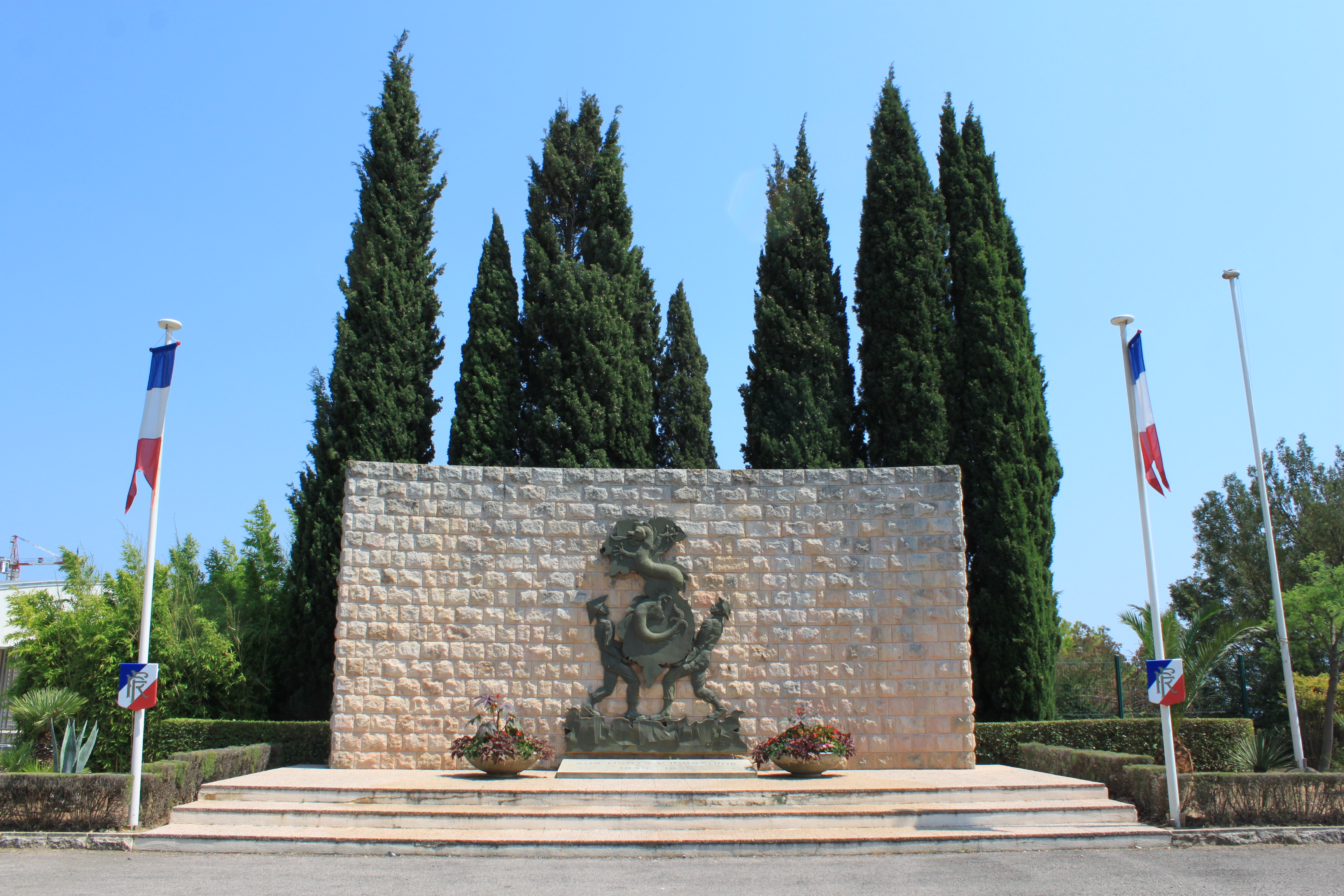
Mémorial des guerres d’Indochine.

Malgré un fort désengagement (fermeture de la base aéronavale en 1995, de l’hôpital militaire Jean-Louis), le ministère de la Défense peut être considéré comme le premier employeur de la commune avec les mille cent militaires du 21e RIMa et l’ensemble du personnel d’accompagnement présents au quartier Le Cocq.
Le centre hospitalier qui emploie mille deux cents personnes dont la majeure partie à Fréjus en est le deuxième employeur, suivi par les autres administrations (tribunal, impôts, poste, personnel communal...) ou services publics (EDF-GDF, gestion de l’eau...).

### Tourisme

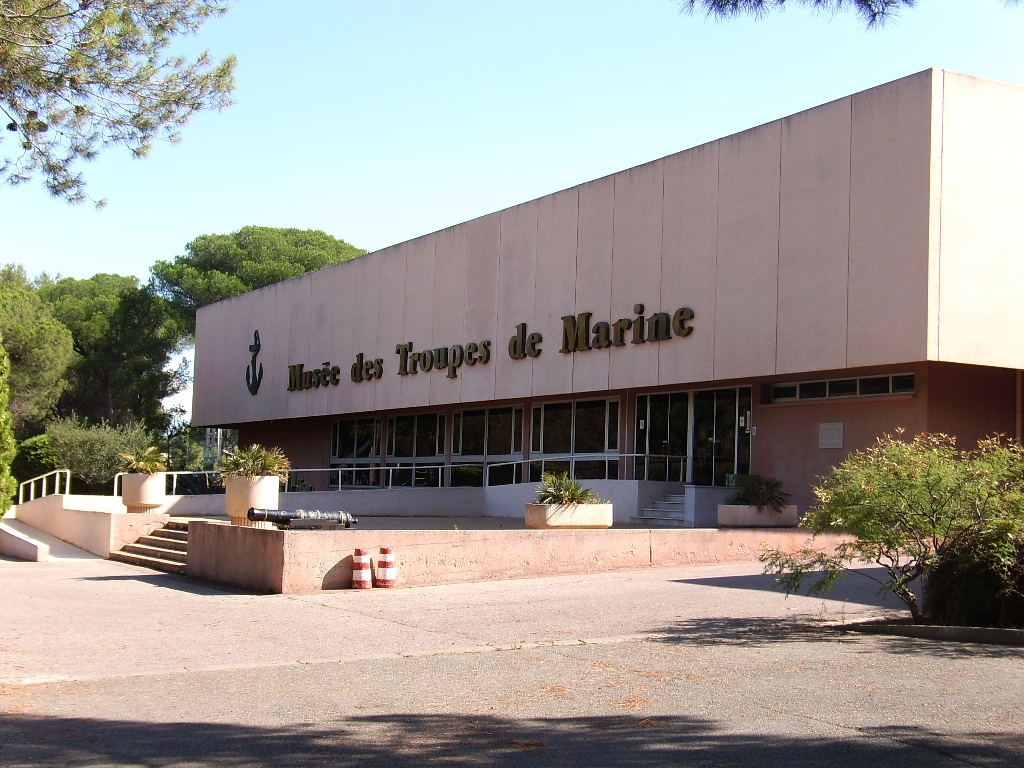
Musée des troupes de marines de Fréjus.

Située dans le premier département touristique de France, Fréjus bénéficie de sa double qualité de station balnéaire depuis son classement le 18 février 1922 et ville d’art et d’histoire pour compter économiquement sur une forte part des activités touristiques. La municipalité a mis en place un office de tourisme, chargé d’assurer la promotion des structures de divertissement que sont les musées d’archéologie et d’histoire locale, des troupes de marine, les mémoriaux de l’Armée noire et de la guerre d'Indochine, les Monuments historiques, les espaces naturels, le parc zoologique, les parcs d’attraction Luna Park, Aqualand, Laser Quest et Fun City, le centre de thalassothérapie et la station nautique. Les plages de sable blond, longues de plus de six kilomètres, sont un atout sur un littoral azuréen très découpé.
La construction de l’espace Albert Caquot, palais des congrès d’une capacité de six mille personnes et la réhabilitation des salles des fêtes ont permis à la commune de se tourner davantage vers le tourisme d'affaires. En outre, la municipalité a mis en place une démarche de certification de qualité de l’accueil touristique, récompensée par un classement quatre étoiles au titre de la norme AFNOR « Accueil et information des offices de tourisme et syndicats d’initiative ». Elle adhère aussi au Plan Qualité France décidé lors du Comité Interministériel sur le Tourisme du 9 septembre 2003 par le Comité national de la qualité de l’offre touristique.
La commune dispose de nombreuses infrastructures d’accueil des touristes pour recevoir plus de 86 000 personnes en pleine saison touristique(triplant ainsi sa population), parmi lesquels vingt-et-un campings dont neuf quatre étoiles, vingt-quatre hôtels dont un quatre étoiles, sept villages de vacances, vingt-sept chambres d’hôtes, une auberge de jeunesse et plus de deux cents appartements de location, pour un total de près de 135 000 lits. Sept hôtels disposent de hot-spots Wi-Fi et deux cybercafés permettent la connexion à Internet. Le nombre de résidences secondaires atteint 44 % et le prix de l’immobilier s’élève en moyenne à 4 032 € le mètre carré.

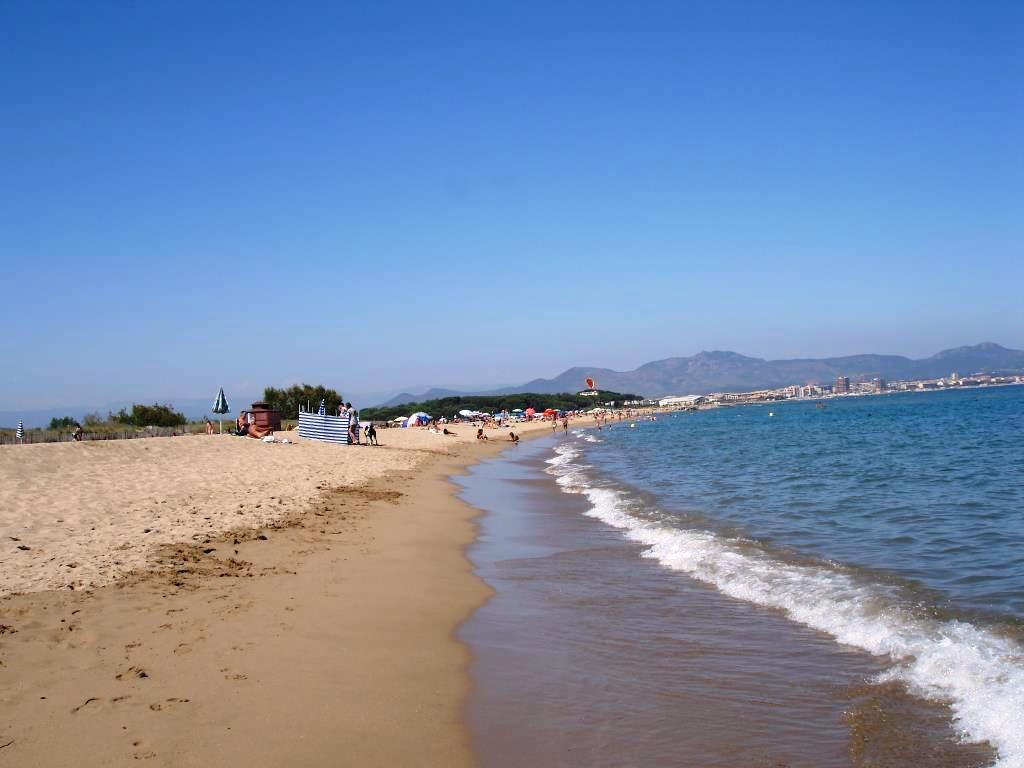
Plage de Saint-Aygulf.
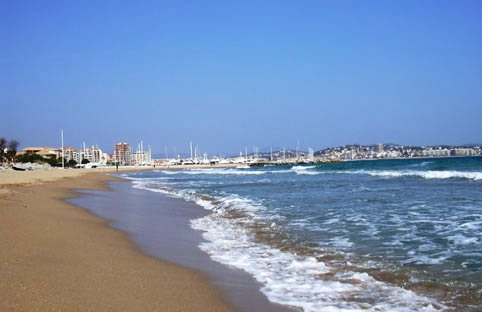
Plage de la base Nature François-Léotard.
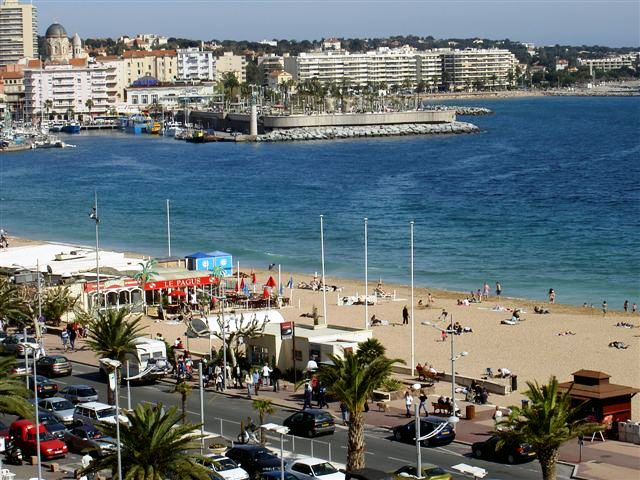
Fréjus-Plage, boulevard de la Libération.
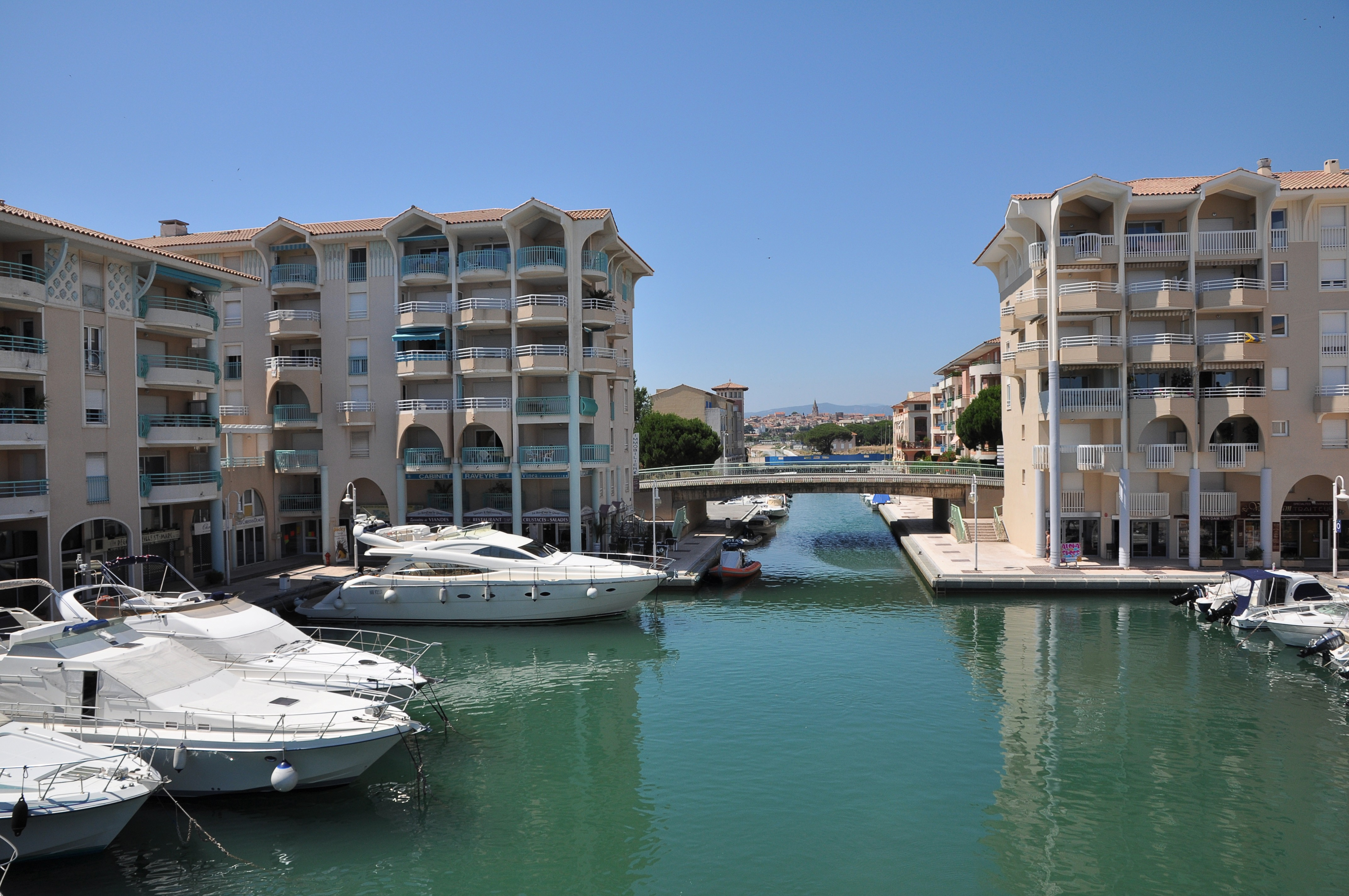
Port Fréjus.
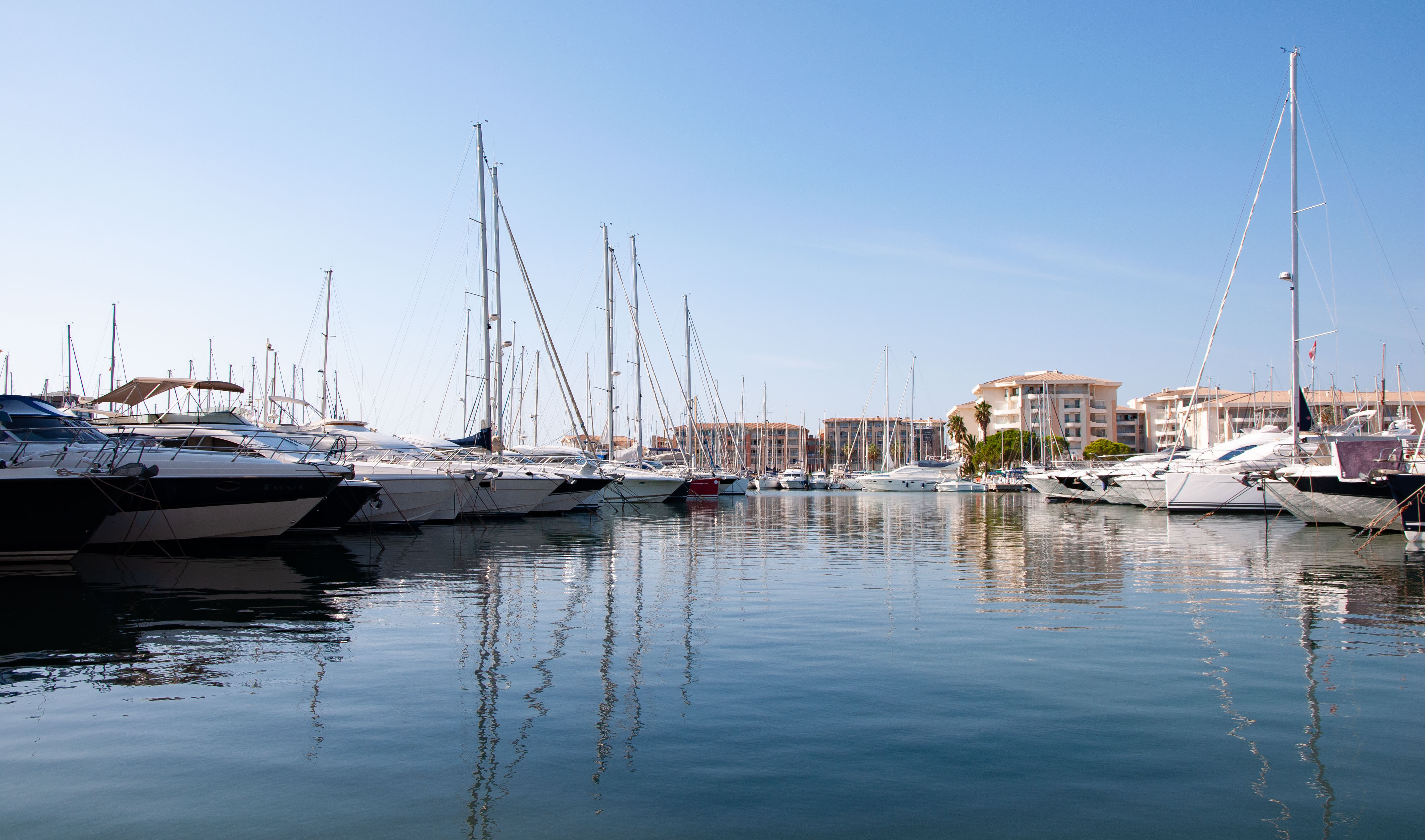
Port de plaisance de Fréjus en Méditerranée.

### Agriculture
La riche plaine de l’Argens et du Reyran accueille une agriculture variée développée autour de la culture maraîchère, l’arboriculture fruitière, la viticulture, l’apiculture avec la classification IGP Miel de Provence, l’oléiculture avec la classification AOC Huile d'olive de Provence, du vin Maures (IGP) et la floriculture. Plusieurs domaines vinicoles comme le domaine de Curebéasse produisent du Côtes-de-provence labellisé AOC,, dont certains vins rouges et rosés bénéficiant de la sous-appellation Côtes-de-provence Fréjus,. Dans la forêt de l'Esterel, le liège est encore produit à partir du démasclage des chênes-lièges. Les cactus sont cultivés par les Établissements Kuentz depuis 1907. De fait, quatre-vingt-douze Forojuliens étaient comptabilisés comme « agriculteurs » en 1999.
Mais le secteur agricole, la sylviculture et la reproduction végétative se sont amenuisés du fait du développement touristique et de ses besoins d'espaces. Pour lutter contre la pression foncière et soutenir l’économie agricole, la commune de Fréjus et la Chambre d’agriculture du Var ont de ce fait décidé, en novembre 2017, de préserver durablement des espaces agricoles et de soutenir les conditions d’une agriculture de proximité. L'objectif est de créer une zone agricole protégée sur la vallée du Reyran, pour son potentiel agricole de 263 hectares. Mesure qui s'inscrit dans la Zone agricole protégée (ZAP) de Fréjus, approuvée le 16 janvier 2020,.

## Culture locale et patrimoine

### Patrimoine environnemental
La commune de Fréjus est située au cœur de vastes espaces protégés. Quatorze mille hectares du massif de l'Esterel, dont une partie sur le territoire de la commune sont protégés par l’Office national des forêts (ONF), les étangs de Villepey sont eux protégés par le Conservatoire du littoral au titre de la flore, de la faune sauvage et de l’intérêt historique qu’ils représentent, les abords de Fréjus et la vallée du Reyran, l’embouchure de l’Argens sont inclus dans des sites du réseau Natura 2000. Les étangs de Villepey et leurs écosystèmes furent fortement endommagés par les inondations à répétitions survenues dans le var depuis 2010. Le pavillon bleu a été décerné au Port-Fréjus pour la qualité de ses eaux grâce notamment à l’opération « Port propre ». Les plaisanciers sont en outre sensibilisés au respect du sanctuaire marin Pelagos pour la préservation des mammifères marins.
La base Nature François-Léotard, construite sur l’ancienne base militaire d’une superficie de cent vingt hectares, les jardins du Clos de la Tour (six hectares) et de la Villa Marie (deux hectares) en centre-ville, les parcs Aurélien et Aréca participent à la qualité de l’environnement de la commune récompensée par trois fleurs au concours des villes et villages fleuris.
Le safari de l’Esterel, un parc zoologique de vingt hectares créé en 1971 accueille plus de cent trente espèces sauvages des cinq continents. Des promenades guidées sont organisées dans les étangs de Villepey et la forêt de l'Esterel, le sentier littoral et le GR 49 traversent la commune.
La commune dispose d’un service municipal destiné à la préservation de l’environnement et au développement durable. Elle accueille sur son territoire deux stations d’épuration sur le Reyran et à Saint-Jean-de-Cannes, une déchèterie. Elle a mis en place une politique de tri sélectif et de développement des énergies renouvelables avec l’aide aux particuliers souhaitant s’équiper de panneaux solaires et la construction de nouveaux bâtiments communaux respectant les normes de haute qualité environnementale (groupe scolaire Aurélien, maison de retraite L’Aubier de Cybèle...).

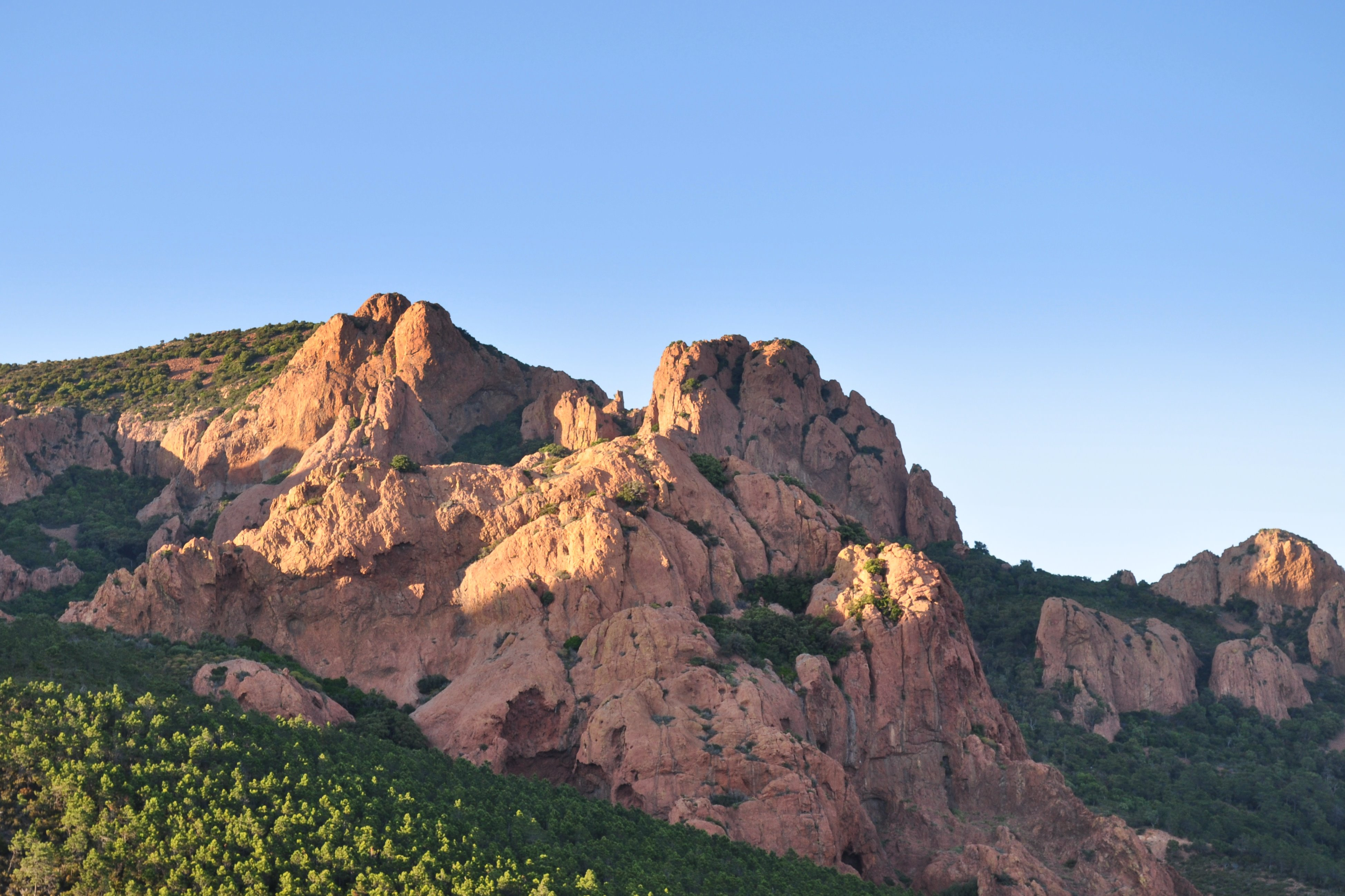
Massif de l’Esterel.
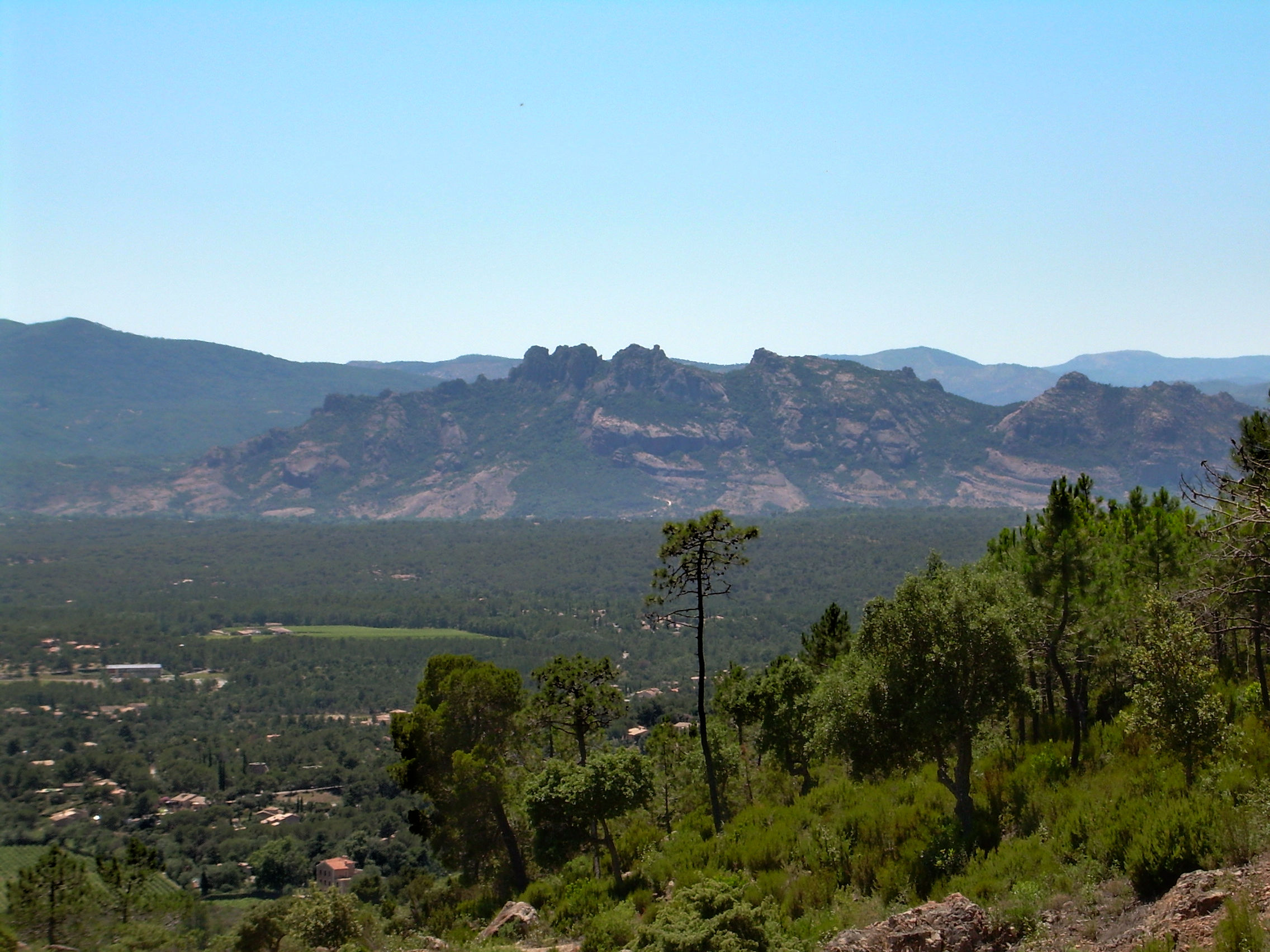
Massif des Maures.
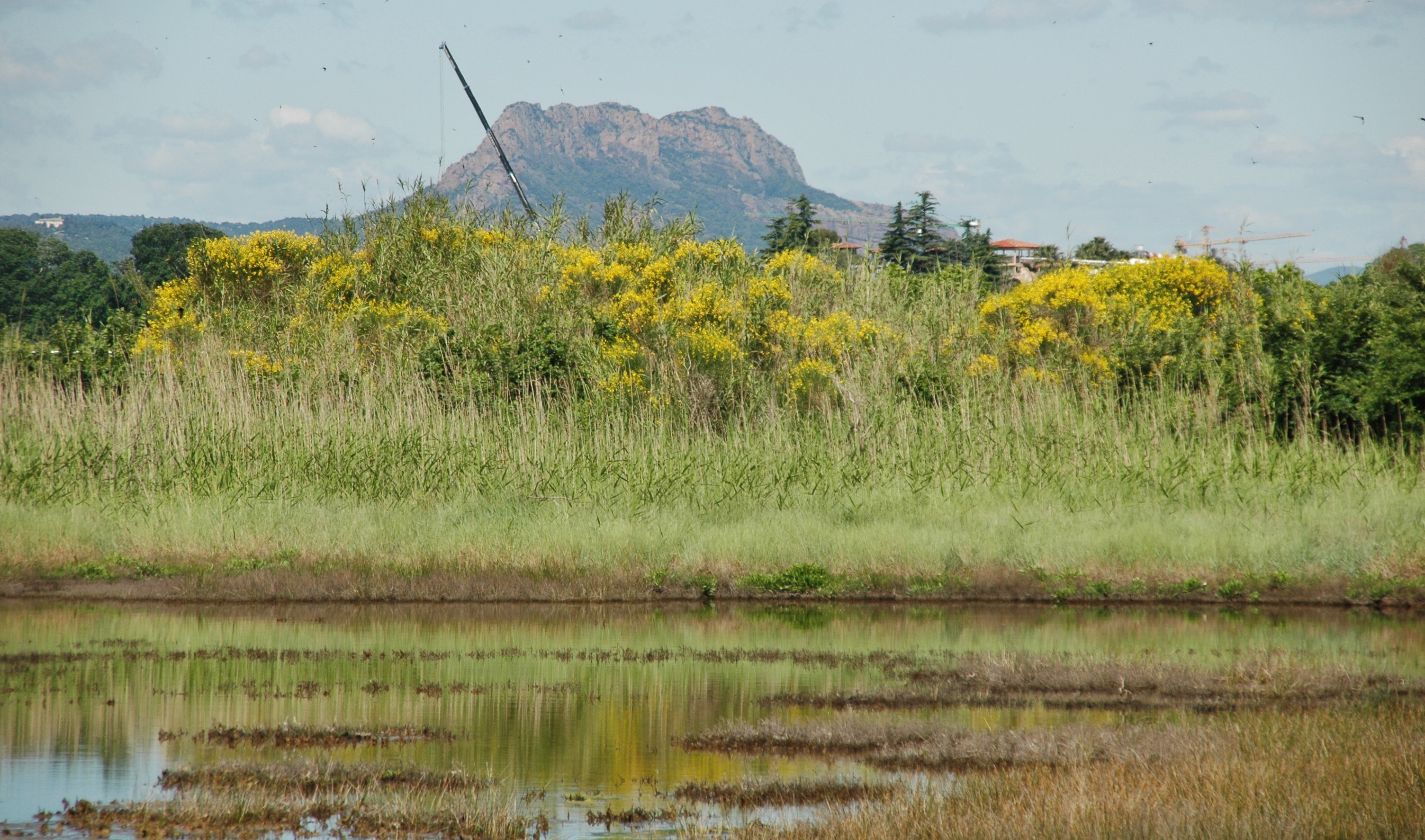
Base Nature François Léotard.
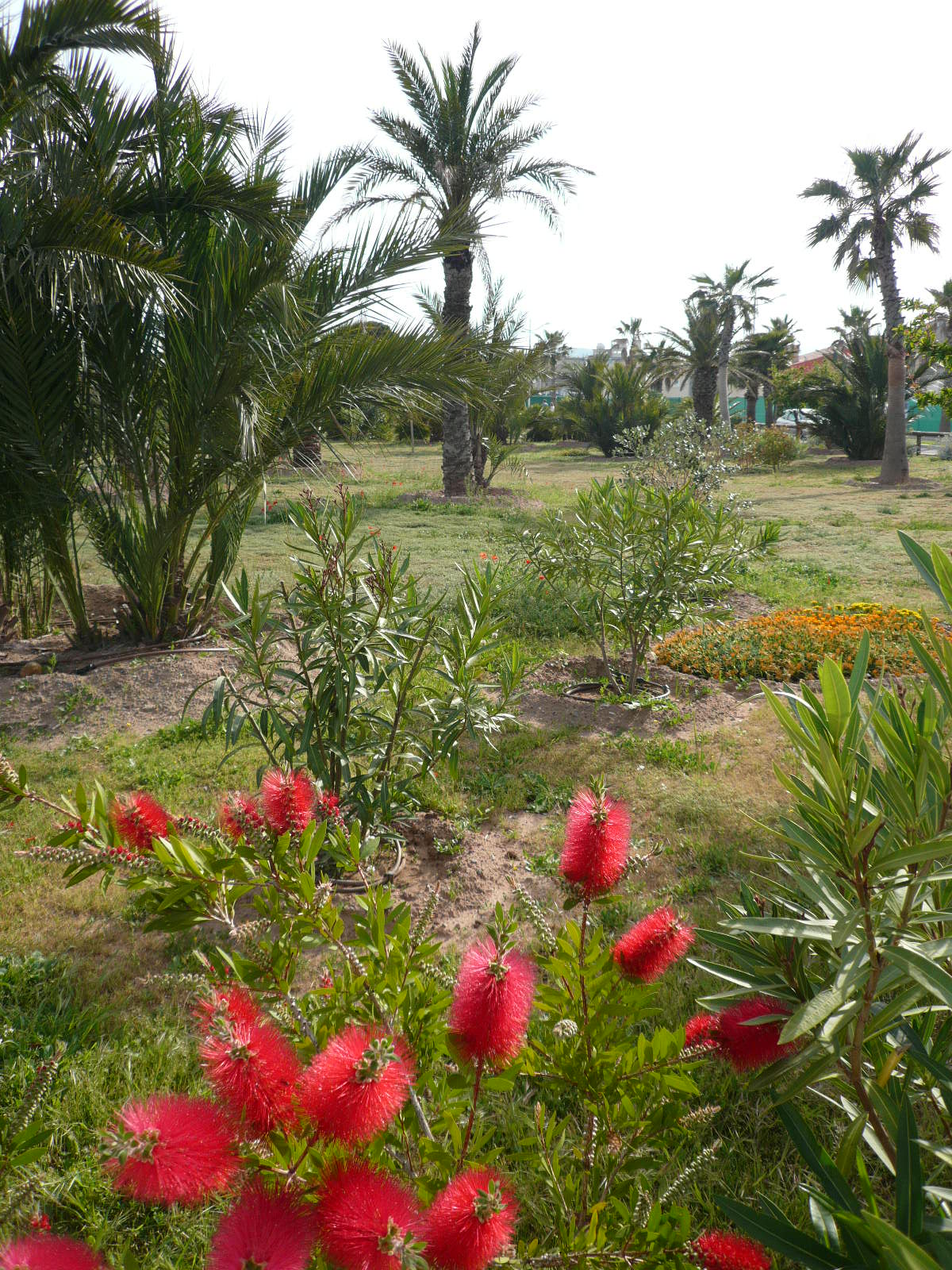
Flore de la base nature.
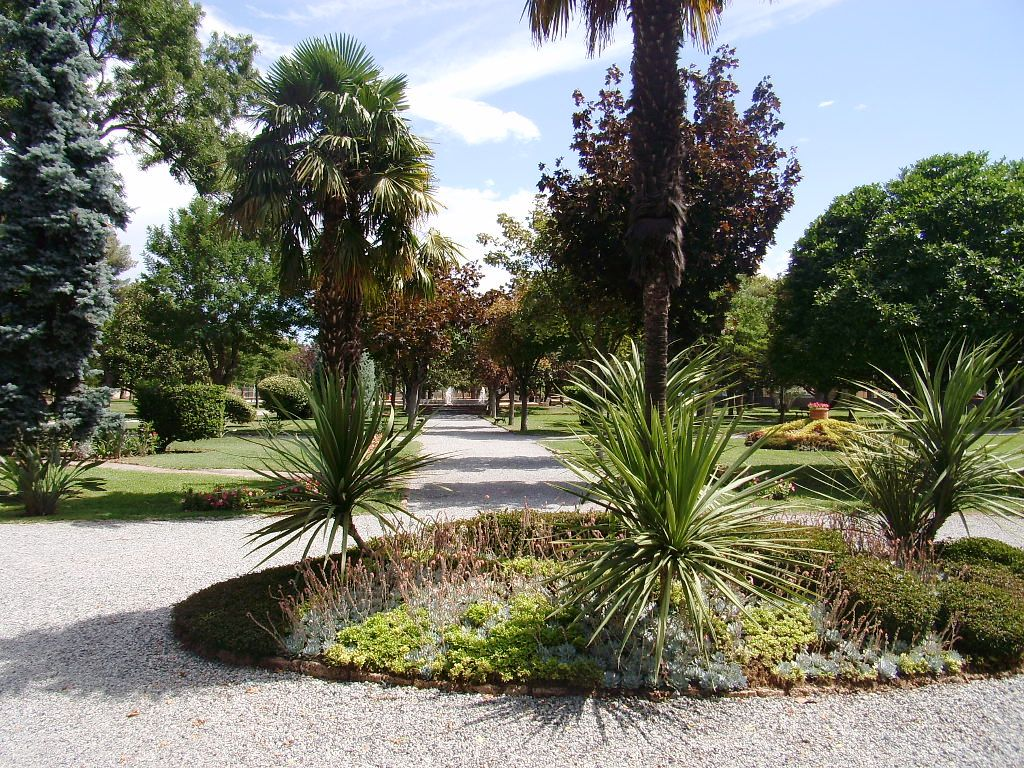
Jardin de la villa Marie.

### Patrimoine architectural
Le patrimoine culturel de Fréjus est riche des époques variées d’occupation du territoire par l’humain. Ce patrimoine est en partie mis en valeur dans le cadre du classement ville d’art et d’histoire.
La première trace d’occupation encore visible date de l’occupation des Ligures avec le dolmen de L’Agriotier à Saint-Aygulf.
L’époque architecturale la plus riche de Fréjus est sans conteste la création de Forum Julii, colonie romaine avec de nombreux bâtiments, qui en fait la plus riche concentration de France après Arles. Les plus remarquables sont :
- l’amphithéâtre[215],[216] ;
- l’aqueduc[217],[218] ;
- le théâtre[219],[220].

L'ancienne ville, inscrite en partie au titre des monuments historiques, abrite de nombreux éléments architecturaux : les restes de remparts, les portes de Rome, du Reyran, d'Orée, la place Agricola avec la porte des Gaules, les citadelles sur la Butte Saint-Antoine, et la plate-forme avec une citerne et des thermes,,,, un exèdre sur la butte Saint-Antoine, un pavement de la Via Aurelia qui passait par la cité, des colonnes,, les restes du port antique, avec les restes du quai nord, du môle et la lanterne d'Auguste, une mosaïque intitulée « Au combat des coqs » dans une propriété privée, des égouts sous l'actuelle rue Jean-Jaurès.

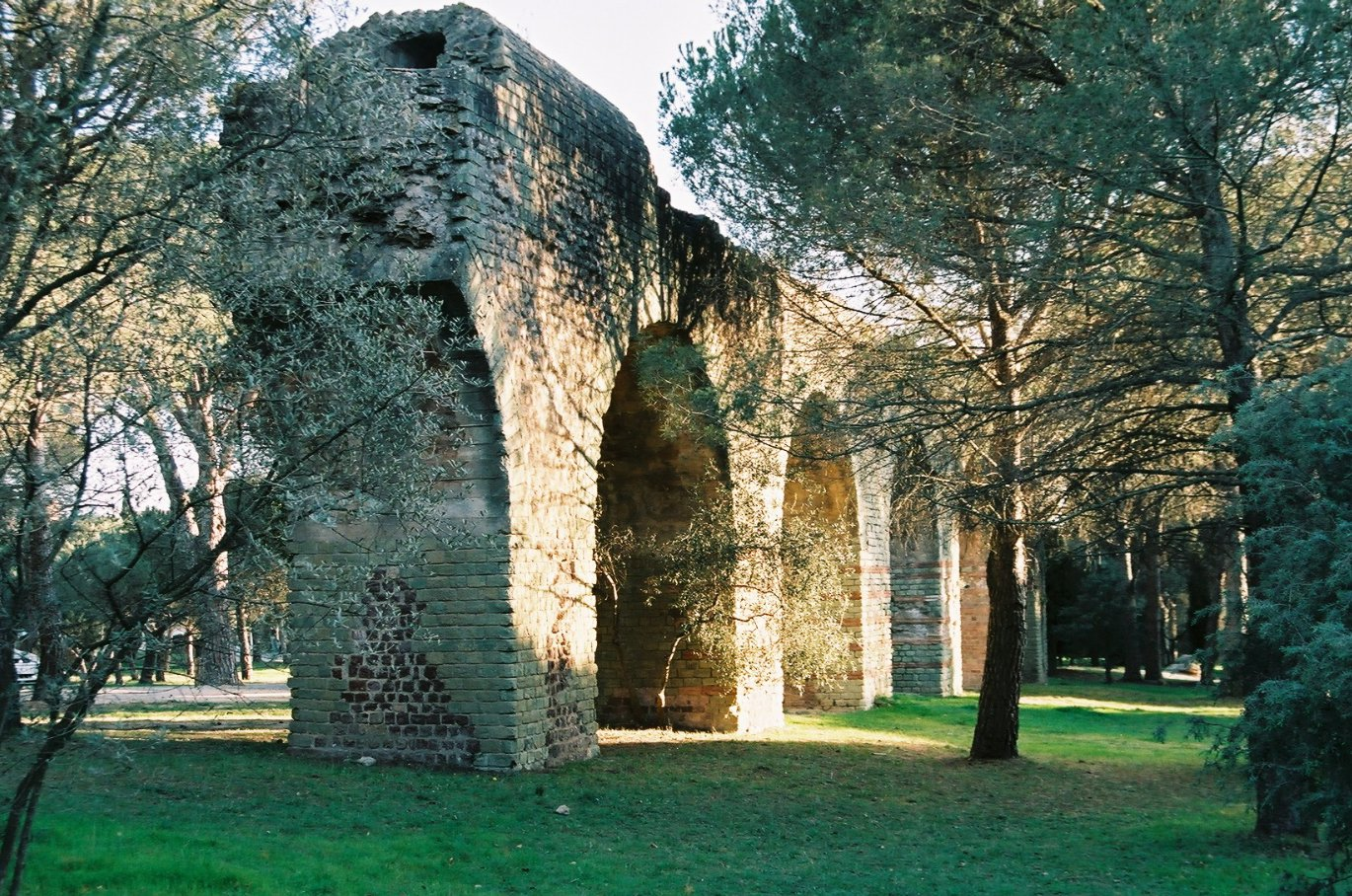
Piliers de l'aqueduc.
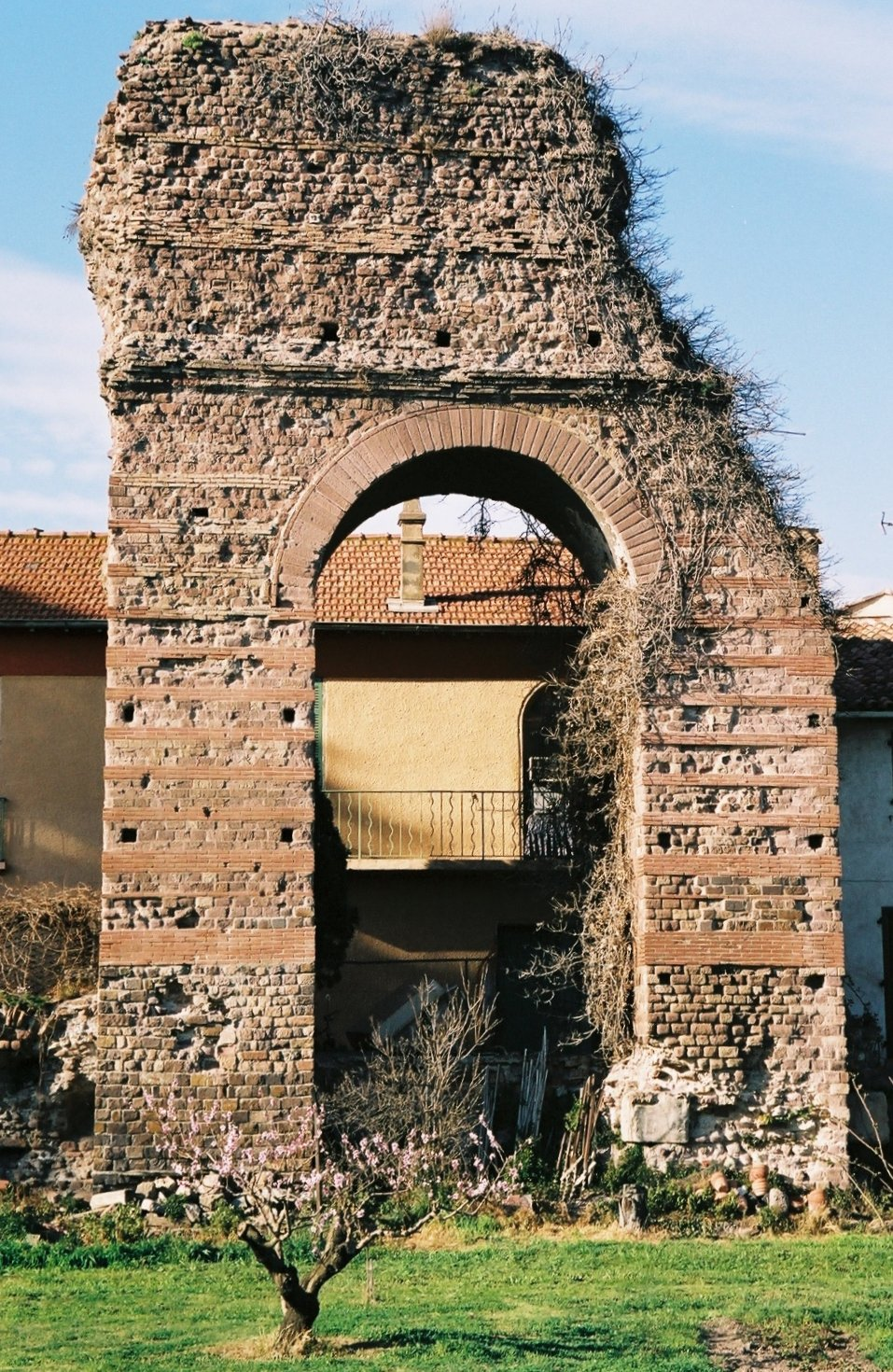
Porte Dorée.
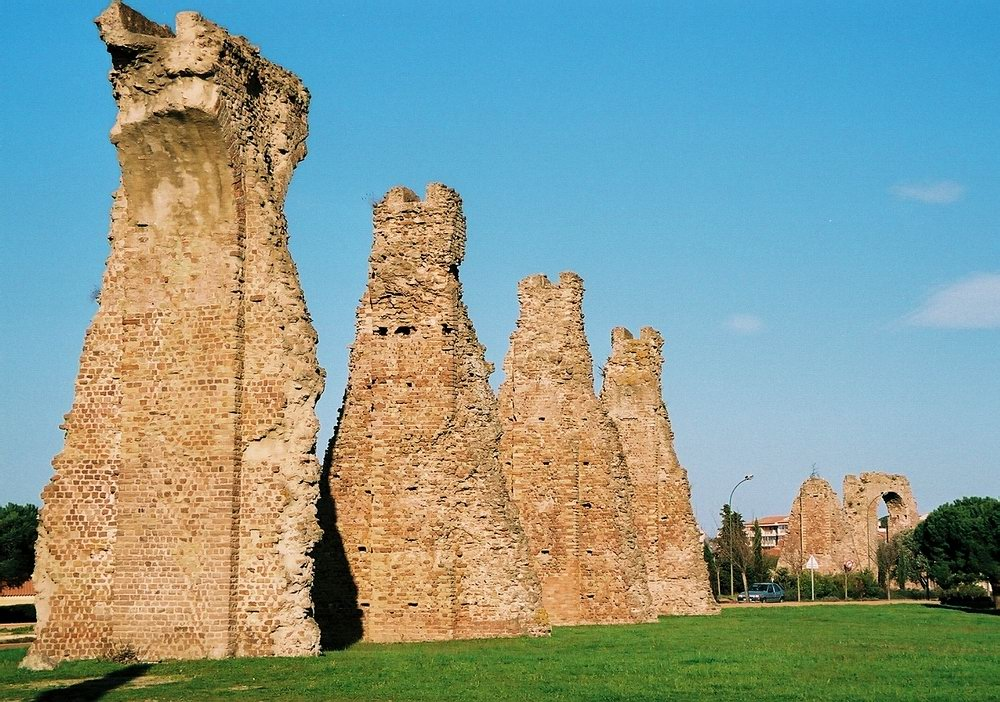
L'aqueduc romain.
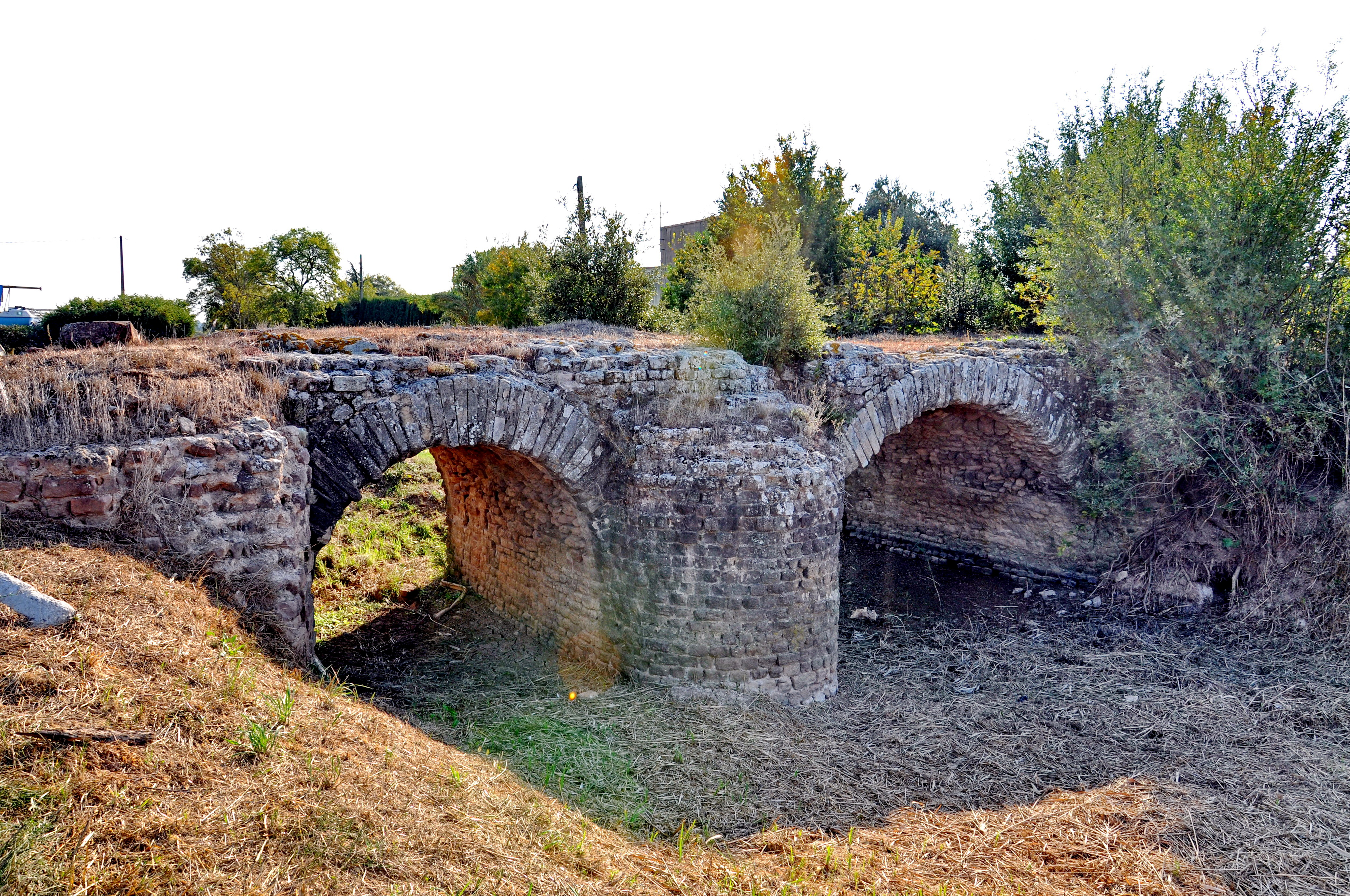
Pont romain des Esclapes.

Ailleurs sur le territoire, on trouve un mausolée du IVe siècle rue de La Tourrache dans le quartier de Villeneuve, des vestiges d’une villa suburbaine à La Rose des Sables, un pont aux Cantonniers et un autre à trois arches aux Esclapes ,, un atelier de foulons à l'Arsenal, des vestiges à Villepey, une nécropole dans le quartier Sainte-Brigitte, en mer, des viviers sur la côte de Saint-Aygulf permettaient de conserver des poissons vivants. En 2015, des fouilles archéologiques menées lors de la destruction de l'ancien stade du centre-ville ont révélé la présence de plusieurs villas romaines.
À partir du IVe siècle, Fréjus devint un des premiers évêchés de France. De cette époque ne restent que peu de vestiges sinon les fondations de la cathédrale, et le baptistère du Ve siècle,. Le Moyen Âge fut riche à Fréjus et il en reste de plus nombreux édifices, dont les vestiges de la chapelle Saint-Lambert du XIe siècle, le cloître roman de l’évêché datant du XIIe siècle,,, tout comme la nef et le bas-côté gauche de la cathédrale. Le narthex, le clocher et la façade fortifiée datent du XIIIe siècle. Les décorations comme les peintures du cloître ou le plafond en menuiserie, les arcades de la galerie de la cathédrale datent eux du XIVe siècle dans un style gothique rayonnant. L’hôtel de ville date lui aussi du XIVe siècle avec sa bibliothèque, les archives dans l’ancienne chapelle et la tour carrée de défense. Enfin, les stalles, la porte voûtée et la grille de la sacristie remontent au XVe siècle. L’ensemble constituait la cité épiscopale de Fréjus.

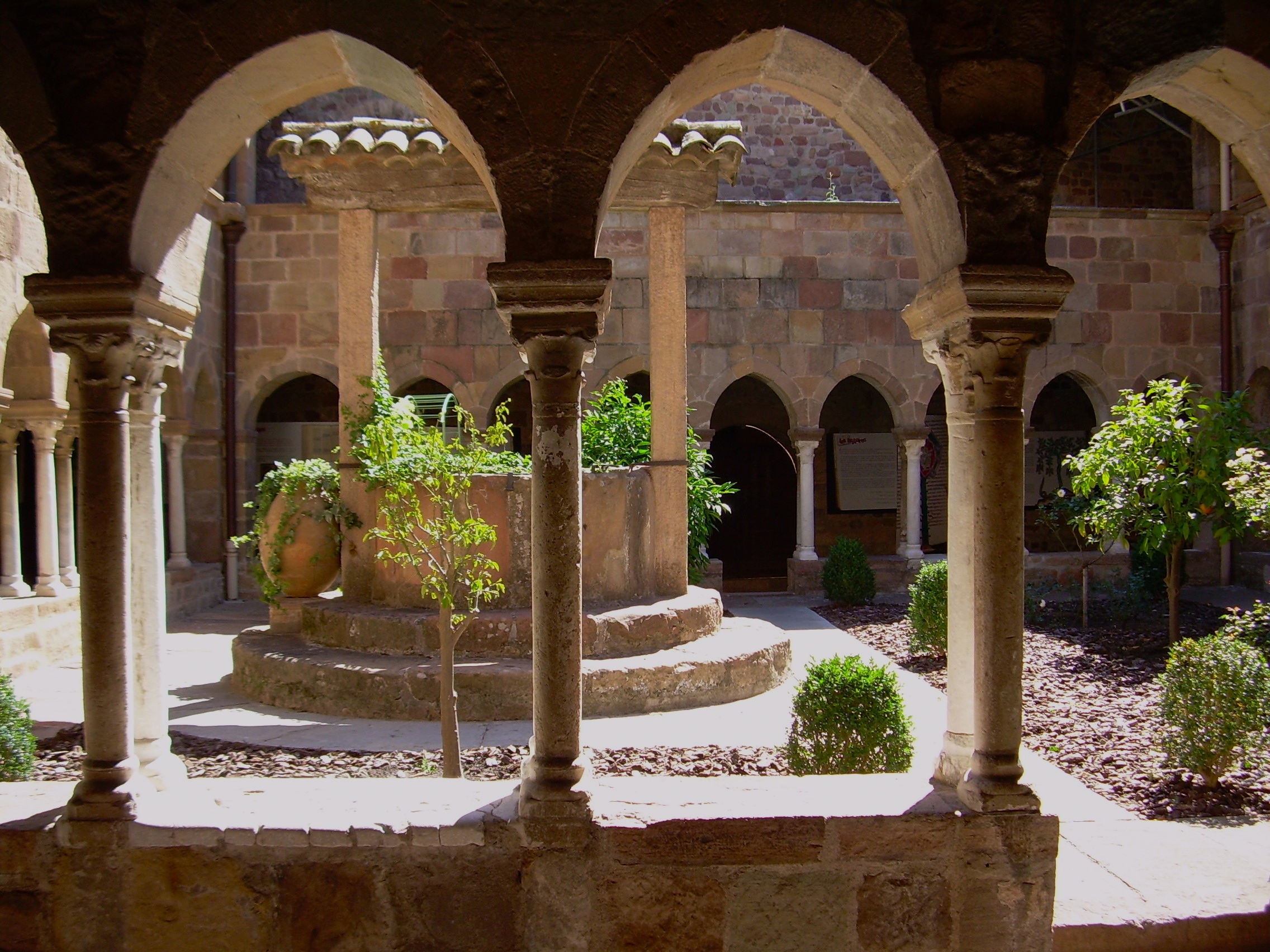
Cloître de l'évêché.
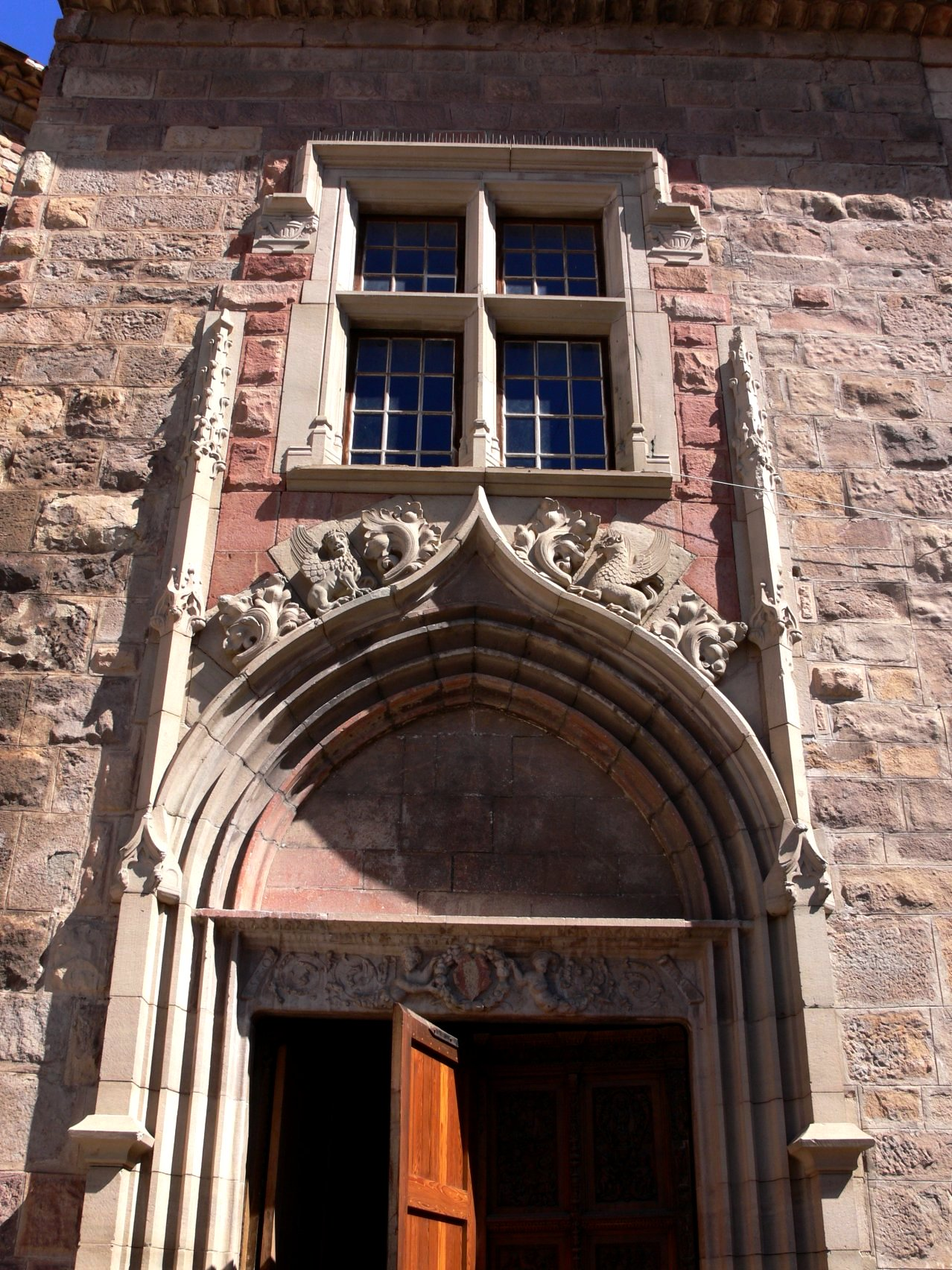
Entrée de la cathédrale Saint-Léonce.
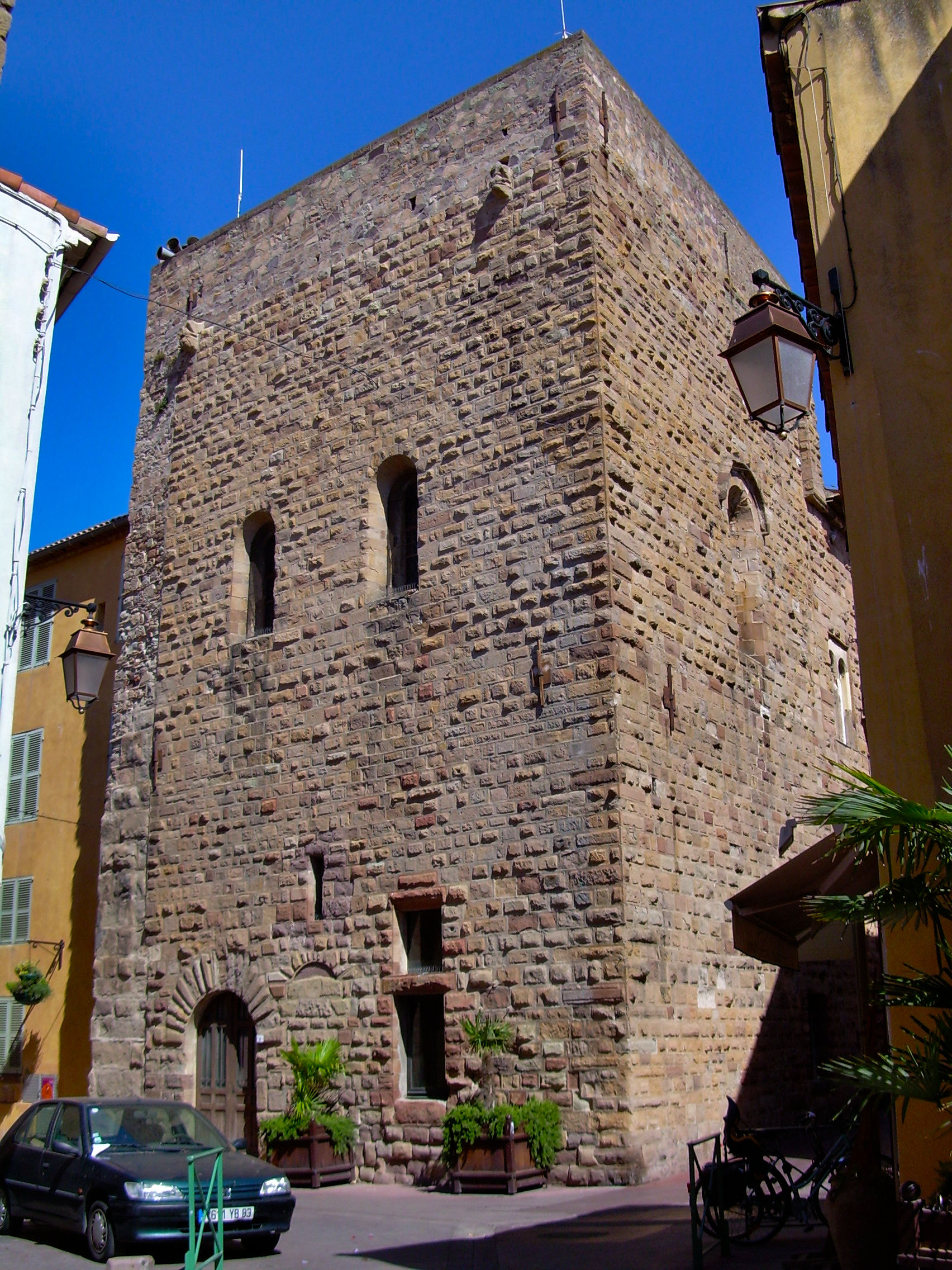
Tour de défense du groupe épiscopal.
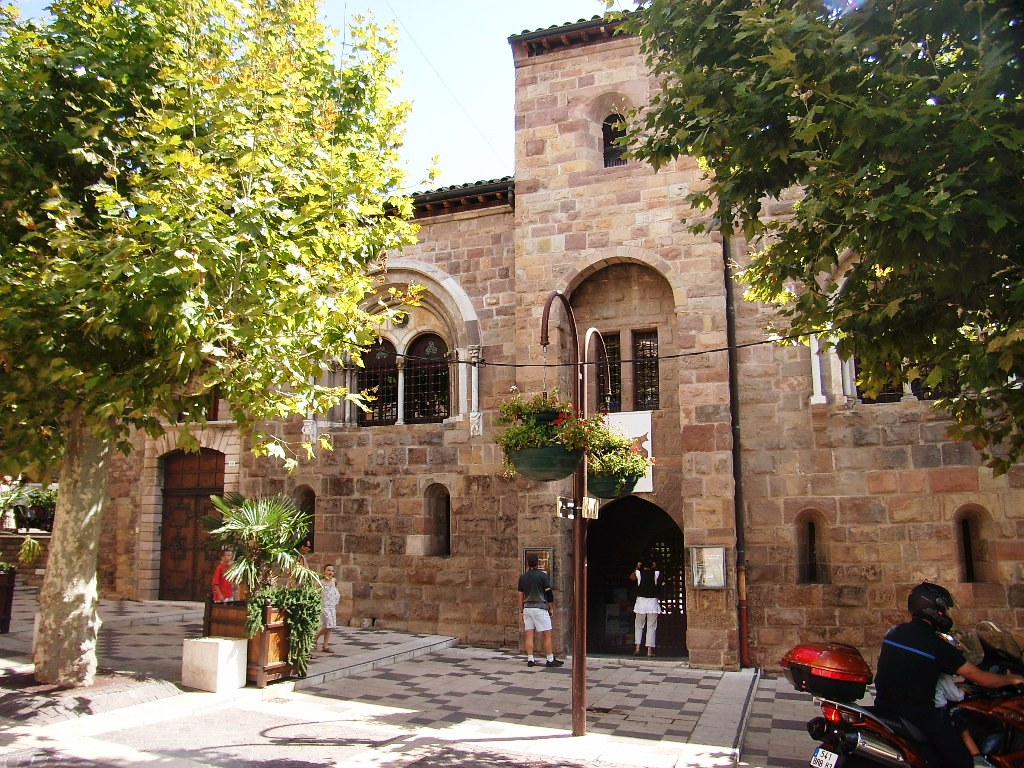
Entrée de l'évêché.

De la période de la Renaissance subsistent la porte d’entrée de la cathédrale, le crucifix et la représentation de la Nativité et la chapelle Saint-François de Paule, tous du XVIe siècle, les statues de saints dans la cathédrale, une porte monumentale d’hôtel dans la rue Sieyès, la chapelle de l’ancien couvent rue Montgolfier et la chapelle Saint-Aygou du XVIIe siècle. Le XVIIIe siècle a laissé l’hôtel des Quatre Saisons avenue du général De Gaulle,, l’Auberge des Adrets, repaire du bandit Gaspard de Besse, le château de Villepey et la chapelle Sainte-Brigitte du Reyran.
Le XIXe siècle a été marqué par la construction des Villa Marie, et Villa Maria,, du château Aurélien et de la batterie de Saint-Aygulf, de l’ancien hôpital aujourd’hui devenu le palais de justice, de la fontaine des Cinq Continents sur la place Paul-Vernet, de l'école Turcan, de la gare, de la Villa Clythia, le Grand Hôtel Coirier à Valescure,.
Enfin, le XXe siècle a vu la commune s'enrichir du château Gallieni, de la mosquée Missiri en 1930, de l’immeuble Le Lido dans un style vénitien en 1934, du mémorial de l’Armée Noire, du barrage de Malpasset en 1954,, du mémorial des combats d'Indochine à côté de la pagode Pagode Hông Hiên Tu, de la chapelle Cocteau en 1963, de Port-Fréjus et du lycée Albert-Camus par l’architecte Norman Foster en 1993. La mosquée Missiri construite en 1930, la chapelle Notre-Dame-de-Jérusalem dite « Cocteau » construite en 1963 par l’architecte Jean Triquenot et les bâtiments de la coopérative La Fréjusienne construits en 1921 par l’architecte Henri Draperi bénéficient du label « Patrimoine du XXe siècle ».

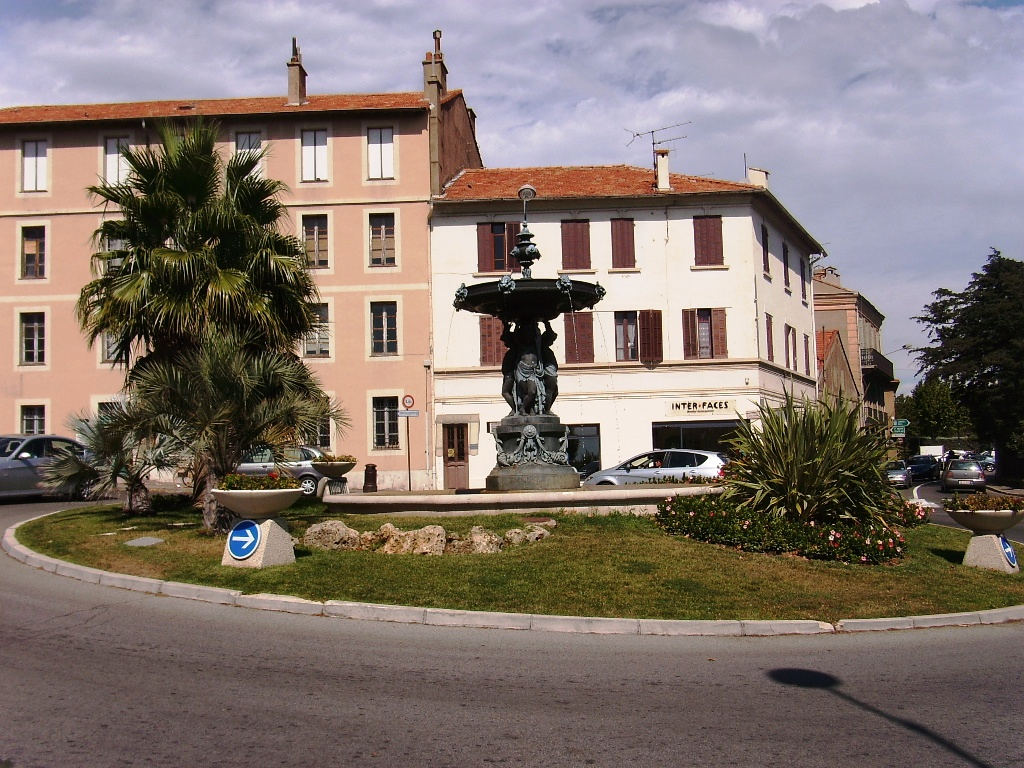
La fontaine des cinq continents.
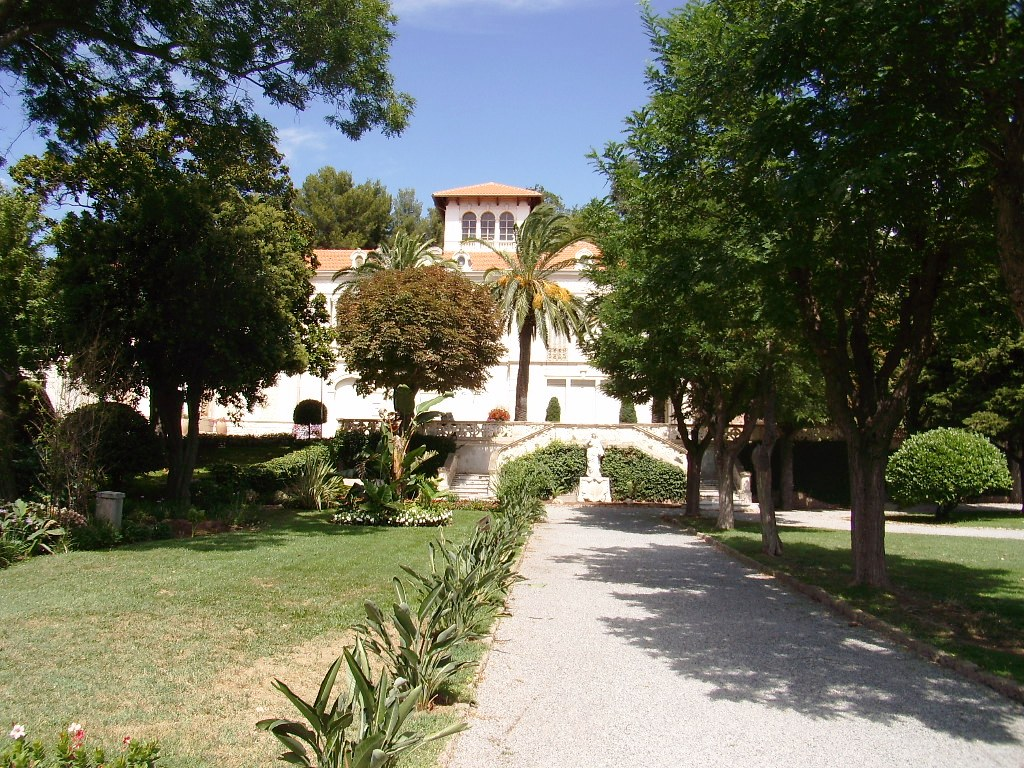
La Villa Marie.
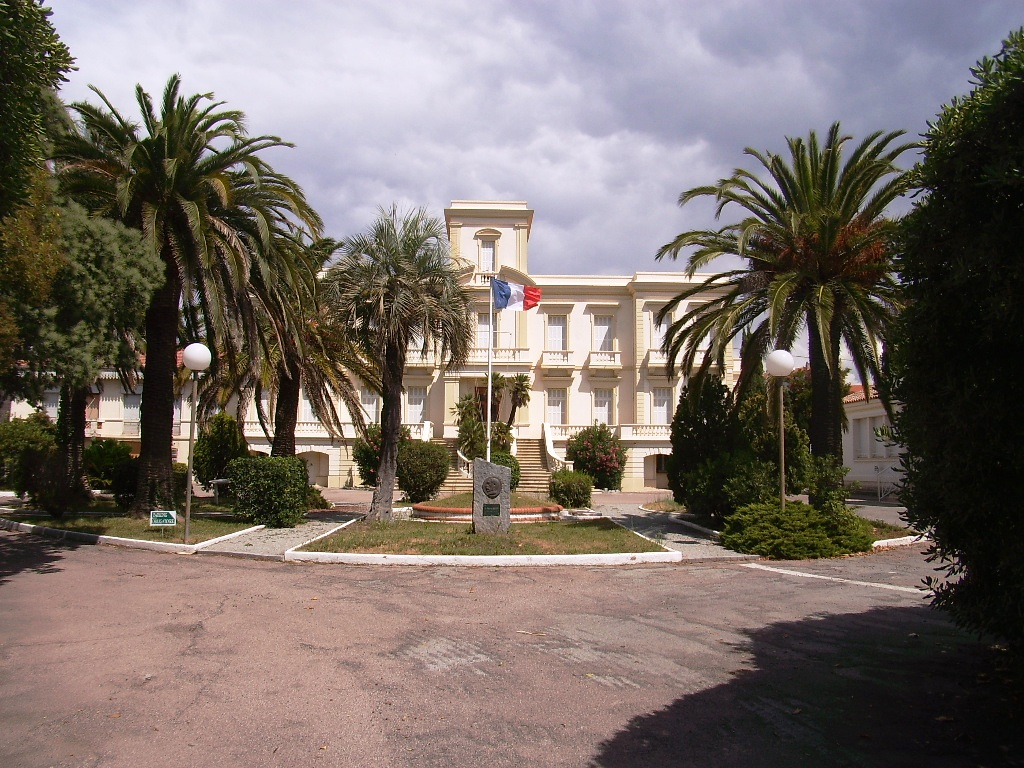
Le château Gallieni.
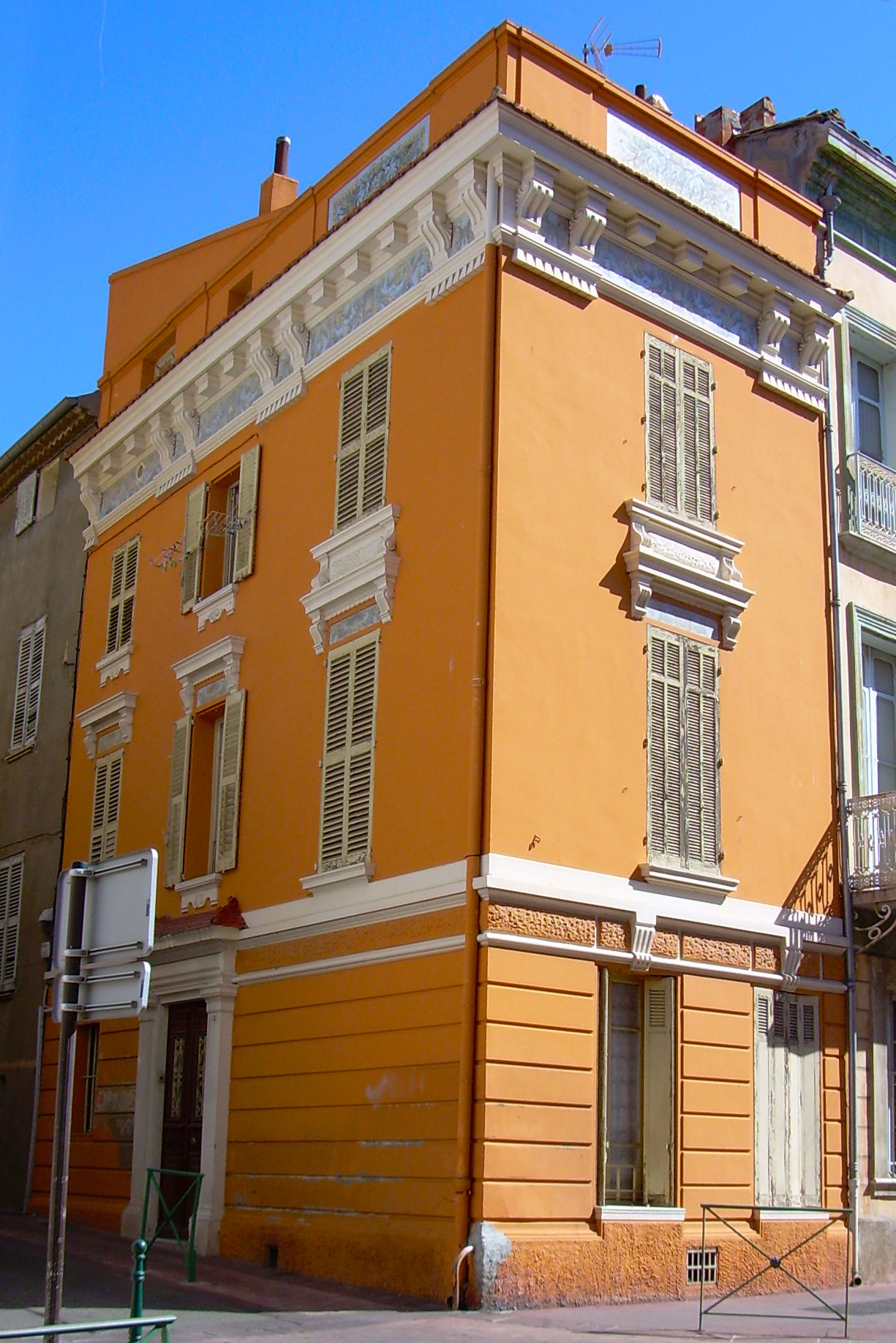
L'immeuble Le Lido dans un style vénitien.
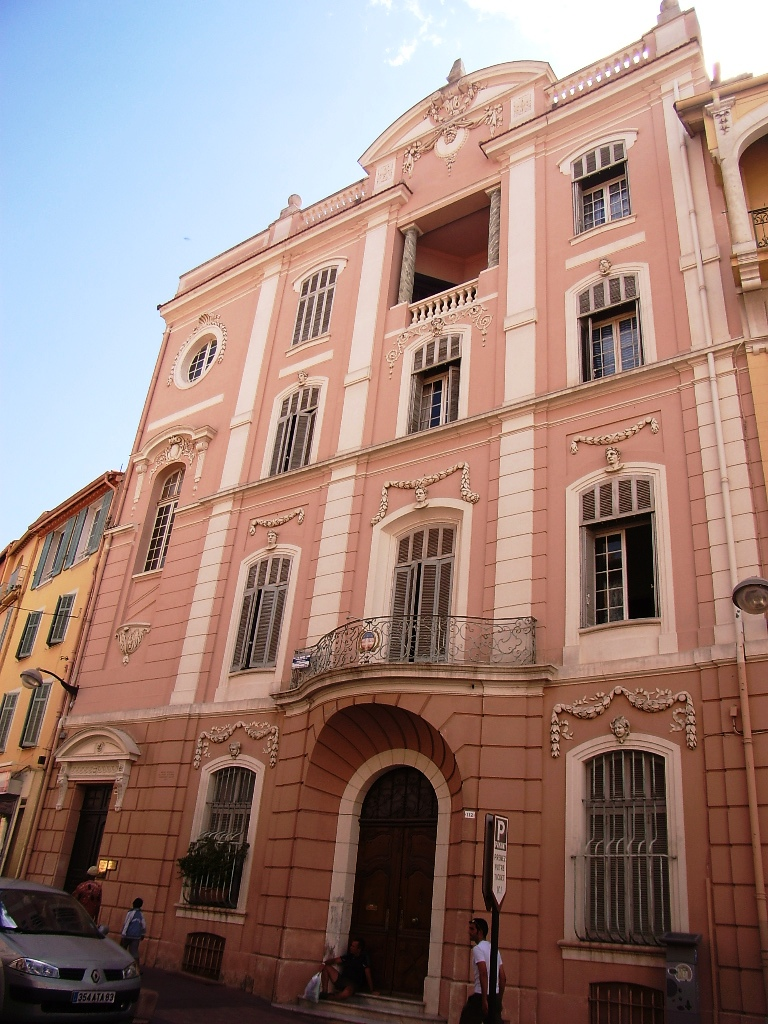
Autre immeuble de style vénitien.

### Festivités
Plusieurs manifestations sont organisées dans la commune au cours de l’année. On[Qui ?] compte des fêtes traditionnelles religieuses comme la Bravade en avril ou mai, précisément le troisième week-end après Pâques, en l’honneur du saint-patron François de Paule qui dure trois jours les samedi, dimanche et lundi matin, la fête de la saint Pons la dernière semaine de mai[source secondaire souhaitée], la fête de la Saint-Jean en juin, la fête du raisin en août[source secondaire souhaitée] où une grappe de raisin est pressée dans le calice, la fête votive de Saint-Aygulf en septembre, celle de la Tour de Mare et enfin Noël avec la foire aux santons en décembre et la Messe de Minuit avec sa crèche vivante le 24 décembre.
S’y ajoutent des manifestations de traditions locales avec le carnaval en février, la fête du vin en mai, la fête de l’Omelette Géante organisée conjointement avec Dumbéa.
Des manifestations sportives sont organisées avec la fête du nautisme en mai, la Feria de la Côte d'Azur la deuxième semaine d’août, la manche du championnat de France de offshore la dernière semaine d’août dans le golfe, le Roc d'Azur en septembre, le festival international de cerf-volant en octobre[source secondaire souhaitée].
Des expositions ou des salons régionaux avec le salon du cheval en avril, ainsi que l’exposition canine internationale, le salon de la carte postale en juillet, le Salon de l’Automobile en septembre, le salon Home & Décoration en novembre.
Des manifestations culturelles comme le festival de court métrage en janvier, la Nuit des Musées en mai, le festival de théâtre Les Nuits Auréliennes entre juillet et août, le festival d’art pyrotechnique Les Nuits de Port-Fréjus[source secondaire souhaitée].
La commune est membre du l'Union des villes taurines françaises.

### Personnalités
Différents personnages publics sont nés, décédés ou ont vécu à Fréjus :
- Quintus Roscius Gallus (126-62 av. J.-C.), acteur romain, y vécut.
- Caius Cornelius Gallus (67-26 av. J.-C.), poète romain et premier préfet d'Égypte, y serait né selon saint Jérôme.
- Cnaeus Julius Agricola (40-93), général romain conquérant de la Grande-Bretagne, y est né.
- Graecinus, agronome latin, natif de Fréjus au début de l’ère, auteur de De Vineis[279].
- Bertran de Saint-Martin (?-1277), en fut l'évêque.
- Jacques Duèze (1244-1334), en fut l'évêque puis cardinal et pape sous le nom de Jean XXII.
- Guillaume de Roffiac (? - 1364), évêque de la cité et 14e recteur du Comtat Venaissin.
- Charles Quint (1500-1558), organisa un triomphe à Fréjus en 1536.
- André Hercule de Fleury (1653-1743), nommé Monsieur de Fréjus, en fut l’évêque, puis cardinal, académicien, précepteur et Premier ministre de Louis XV.

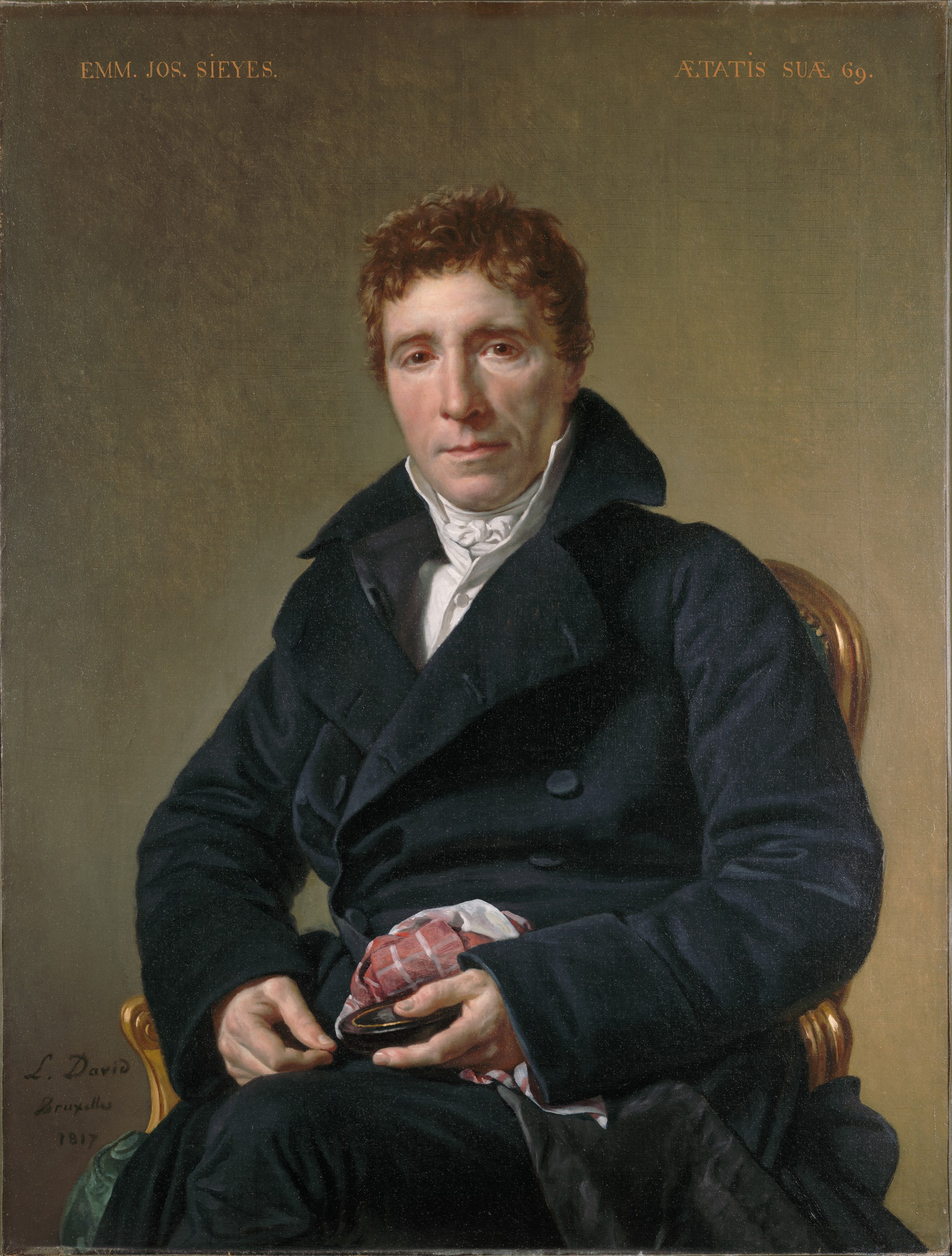
Emmanuel-Joseph Sieyès.

- Marc-Antoine Désaugiers (1739-1793), compositeur, y est né[280].
- Barnaba Chiaramonti (1742-1823), pape sous le nom de Pie VII s'y arrêta en 1809 et 1814[281].
- Emmanuel-Joseph Sieyès (1748-1836), homme politique, ambassadeur et académicien, y est né.
- Joseph Barthélemy Sieyès La Baume (1749-1830), homme politique français, député du tiers état, et frère du précédent, né à Fréjus.
- Gaspard de Besse (1757-1781), voleur surnommé le « Robin des Bois provençal », y avait son repaire.
- Napoléon Bonaparte (1769-1821), y séjourna en 1799 et 1814.
- Lucien Chanay (1919-2000), peintre paysagiste, est décédé à Fréjus.
- Marc-Antoine-Madeleine Désaugiers (1772-1827), chansonnier, y est né.
- Charles Texier (1802-1871), archéologue, y vécut et dirigea les fouilles du port.
- Augustin Grisolle (1811-1869), médecin, y est né.
- Carolus-Duran (1837-1917), peintre, vécut à Saint-Aygulf. Il repose au cimetière Saint-Léonce de Fréjus.
- Fédéric-Henri Oury (1842-1921), en fut l'évêque.
- Raoul Gineste (1842-1914), né Adolphe Clovis Augier, médecin, poète d'expression française et occitane, écrivain français.
- Joseph Gallieni (1849-1916), maréchal y séjourna et s'est marié au château Gallieni en 1882, quartier de la gabelle .
- Alfred Léon Gérault-Richard (1860-1911), journaliste et homme politique, y est mort.
- Gustave Bret (1875-1969), organiste et compositeur, y est mort. Il repose au cimetière Saint-Léonce de Fréjus.
- Jules Formigé (1879-1960), architecte, citoyen d’honneur de la ville pour les travaux qu'il y entreprit.
- René-Émile Godfroy (1885-1981), amiral et grand officier de la Légion d’honneur, y est mort.
- Antoine Béthouart (1889 - 1982), général de l'armée de terre française, y est mort.
- Lamine Senghor (1889 - 1927), politicien sénégalais, y est mort.
- Germaine Michel-Jaffard (1896-1973), résistante.
- Marcel Capron (1896-1982), homme politique, y est mort.
- Omraam Mikhaël Aïvanhov (1900-1986), fondateur de la secte Fraternité blanche universelle, y est mort.
- Henri Mazerat (1903-1986), centralien, en fut l'évêque.
- André Léotard (1907-1975), haut fonctionnaire, conseiller à la Cour des comptes, y est né et en fut maire et conseiller général. Il repose au cimetière Saint-Léonce de Fréjus
- Pol Thibaux (1914-1963), officier des forces françaises libres, compagnon de la Libération, y est mort.
- Michel Klein (1921-), vétérinaire, y exerça et créa le parc zoologique de Fréjus.
- Paul Roux (1921-1991), enseignant, Capoulié du Félibrige de 1982 à 1989, y a vécu et y est inhumé.
- Daniel Miart (1927-1989), aviateur et résistant, y est mort.
- Marc Modena (1927-2011), navigateur et explorateur y est né et y vécut.
- Larry Collins (1929-2005), écrivain et journaliste, y est mort.
- Jacques Melzer (1934-2006), saxophoniste et chef d'orchestre, y vécut et y est mort.
- Philippe Léotard (1940-2001), acteur.
- François Léotard (1942-2023), homme politique, ministre de la Culture et de la Défense, en fut maire, député et conseiller général. Il repose au cimetière Saint-Léonce de Fréjus
- Mireille Best (1943-2005), écrivain, y a résidé.
- Annie Chancel dite Sheila (1945-), y séjourna dans sa propriété de Saint-Aygulf.
- Claude Carrara (1947-), footballeur international, y est né.
- Pierre Maille (1947-), homme politique, y est né.
- Michel Daerden (1949-2012), homme politique belge, y est mort.
- Dominique Rey (1952-), en est l'évêque.
- Ahmed Otmane (1961-), figure du banditisme, y fut arrêté en 1989.
- Franck Sorbier (1961-), créateur de la haute couture, y est né et y vécut.
- Odiah Sidibé (1970-), athlète, y est née.
- Yacine Douma (1973-), judoka, y est né.
- Guillaume Delmotte (1977-), joueur de rugby à XV international, y est né.
- Mario Espartero (1978-), footballeur, y est né.
- Julien Absalon (1980-), coureur cycliste, y vécut.
- Steven Dauliach (1981-), champion du monde de motomarine, y vit.
- Cécile Ravanel (1981-), coureuse cycliste, y est née.
- Willy William (1981-), chanteur et DJ, y est né.
- Jean-Philippe Grandclaude (1982-), joueur de rugby à XV international, y est né.
- Marc Andreu (1985-), joueur de rugby à XV international, y est né.
- Xavier Corosine (1985-), basketteur, y est né.
- Adil Rami (1985-), footballeur international, joua à l'Étoile sportive fréjusienne.
- Jean-Baptiste Bernaz (1987-), athlète de l'équipe de France de voile, y est né.
- Kevin Constant (1987-), footballeur international, y est né.
- Gustave Tamba (1991-), boxeur de l’ASML Fréjus.
- Layvin Kurzawa (1992-), footballeur, y est né.
- Christopher Tolofua (1993-), joueur de rugby à XV international, y est né.
- Mouez Hassen (1995-), footballeur, y est né.
- Matthias Halagahu (2001-), rugbyman, y est né.
- Stéphane Steeman, humoriste belge, y est mort le 23 janvier 2015.
- Manon Aubry, femme politique membre du mouvement La France insoumise, tête de liste aux européennes de 2019, y est née.

### Héraldique et logotype
| Blason de Fréjus | Malte-Brun, dans la France illustrée (1884), rapporte deux blasonnements voisins : - D’argent, à la croix de gueules, au chef d’azur, chargé de trois fleurs de lys d’or ; - De gueules à la croix d’argent, au chef cousu d’azur chargé de trois fleurs de lys d’or. Le second, donné également par Charles de Grandmaison, dans son Dictionnaire héraldique de 1861, est celui actuellement en vigueur dans la commune. Comme Marseille ou Toulon, Fréjus était un port d’embarquement des Croisés et un siège d’évêché, ce qui explique la croix sur le blason. Le chef de France est un privilège de son statut de Bonne ville. La commune s’est en outre dotée d’un logotype. | Blason alternatif de Fréjus |

| Blason d’Empire de Fréjus | En 1809, la commune qui avait rejeté son blason trop « royaliste » et « ecclésiastique » choisit d’honorer la visite de Napoléon Ier dans un nouveau blason décrit ainsi : D’azur à une frégate voguant sur la mer, le tout au naturel, surmontée d’une ombre de soleil d’or, l’écu surmonté du mot Fréjus en capitales de sable et entouré de la devise : « Julius Cæsar Nominavit - Napoleo Magnus Illustravit ». Ce blason ne fut toutefois utilisé que jusqu’à la Restauration et le conseil municipal du 25 septembre 1814 réhabilita le blason originel. |

| Drapeau de Fréjus | La commune dispose d’un drapeau, utilisé lors des manifestations dont la bravade, qui reprend les couleurs du blason, deux bandes verticales, rouge côté hampe et blanche à l’extérieur. |

| logotype de Fréjus | Le logotype de la ville, ancien ou nouveau, s'inspire d'une borne romaine en marbre blanc trouvée sur le territoire de la commune en 1970 et conservée au musée archéologique local. Appelé à tort L'Hermès, il s'agit en réalité du dieu bicéphale romain Janus. | ancien logotype |

### Devise
La devise de la commune, inusitée aujourd’hui, est « Julius Cæsar Nominavit, Napoleo Magnus Illustravit » en latin, ce qui peut se traduire par Jules César lui donna son nom, Napoléon Ier la rendit célèbre.

### Gastronomie

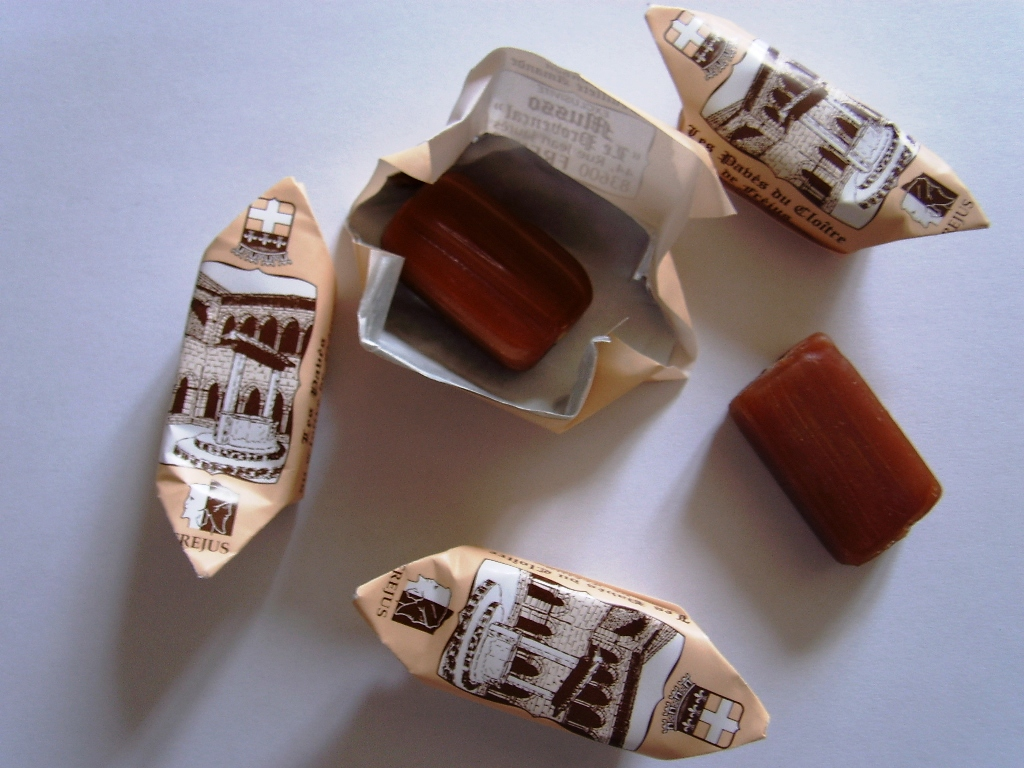
Quelques Pavés du Cloître.

Fréjus est réputée pour ses pêches et sa production d’anchois. Le Côtes de Provence Fréjus est une sous-zone de l’appellation d'origine contrôlée. Dans le langage juridique des appellations viticoles françaises, on dit que l’AOC Côtes de Provence Fréjus est une dénomination viticole de l’AOC Côtes de Provence.
La spécialité communale reste les Pavés du Cloître, un bonbon feuilleté aux amandes entourées d’une fine coque caramélisée.

### Fréjus dans les arts et la culture
- Le roi René Ier de Naples aurait possédé une maison assise sur les remparts de la commune[source secondaire nécessaire].
- Saint François de Paule, sur la route du Château de Plessis-lèz-Tours, serait passé par la commune, touchée par la peste, aurait guéri les habitants et empêché l’épidémie d’y revenir. Il a créé le couvent Notre-Dame-de-la-Pitié et est devenu le saint patron de la commune.
- Au XVIIIe siècle, le voleur Gaspard de Besse surnommé le Robin des Bois provençal eut son repaire à l’auberge des Adrets.
- Une légende raconte que le 9 octobre 1799, Napoléon Ier de retour de la campagne d'Égypte aurait débarqué à Fréjus. Cette ville ne disposant plus de port à l’époque, il a plus probablement débarqué dans celui de Saint-Raphaël, village de pêcheurs non reconnu à l’époque, comme l'atteste la construction de la pyramide commémorative.
- Martin Bidouré (1825-1851), héros et martyr de la résistance varoise au coup d’État du 2 décembre 1851, pris par les soldats et fusillé deux fois. Une rue porte son nom.
- Depuis 1905, Fréjus est la seule ville à l'est du Rhône pratiquant des corridas de taureaux. À l'issue des travaux de restauration de l’amphithéâtre, la tauromachie ne devrait plus y être accueillie[287].
- Le 23 septembre 1913, l'aviateur Roland Garros partit de Fréjus pour accomplir la première traversée de la Méditerranée en avion et se posa à Bizerte en Tunisie.
- En 1958, des scènes d'extérieur du film Toi, le venin de Robert Hossein furent tournées sur la plage de Saint-Aygulf[source secondaire souhaitée].
- En 1975, des scènes d'extérieur du film Dupont Lajoie d’Yves Boisset ont été tournées sur les plages de Saint-Aygulf et Fréjus-Plage[source secondaire souhaitée].
- Fréjus a servi de décor aux artistes peintres dont Georges Huet pour Vue de Fréjus, matinée de décembre en 1890[288] et Roger Montane pour Grand vent à Saint-Aygulf en 1985[289].
- Une partie du film Risque Maximum (1996) avec Jean-Claude Van Damme a été tournée à la base Nature de Fréjus[source secondaire souhaitée].
- Le film Mon âme par toi guérie de François Dupeyron, sorti en 2013, a été tourné en partie à Fréjus[290].
- Dans le film Brice de Nice, le compagnon de Brice s’appelle Marius de Fréjus.